# 東海道本線
東海道本線（日语：／ Tōkaidō honsen */?）是一條連結東京都千代田區東京站和兵庫縣神戶市中央區神戶站，屬於JR的鐵路線。除此以外還有品川站起途經西大井站、武藏小杉站、新川崎站、新鶴見信號場至鶴見站的铁路支线（通稱品鶴線、旅客資訊上作為橫須賀線、湘南新宿線構成的一部分）、大垣站起至美濃赤坂站的支線（通稱美濃赤坂線），以及多數的貨物支線。
東京站起至熱海站為止由東日本旅客鐵道（JR東日本）管轄、熱海站起至米原站為止由東海旅客鐵道（JR東海）管轄、米原站起至神戶站為止由西日本旅客鐵道（JR西日本）管轄。支線與一部分的貨物支線由日本貨物鐵道（JR貨物）管轄，接續本線的支線則由此線該段管轄公司管轄（參見「路線資料」一節）。
另外，廣義上東海道本線包括東海道·山陽新幹線東京站起至新神戶站為止的路段（後述），本條目則只記載作為在來線的東海道本線全線的概要和沿革。新幹線參見「東海道新幹線」「山陽新幹線」，而在來線按地域劃分的詳細資料參見以下條目。
- 東海道線 (JR東日本) （東京－熱海）
- 東海道線 (靜岡地區) （熱海－豐橋）
- 東海道線 (名古屋地區) （豐橋－米原）
- 琵琶湖線 （米原－京都）
- JR京都線 （京都－大阪）
- JR神戶線 （大阪－神戶）

## 路線資料

### 管轄、路線延長

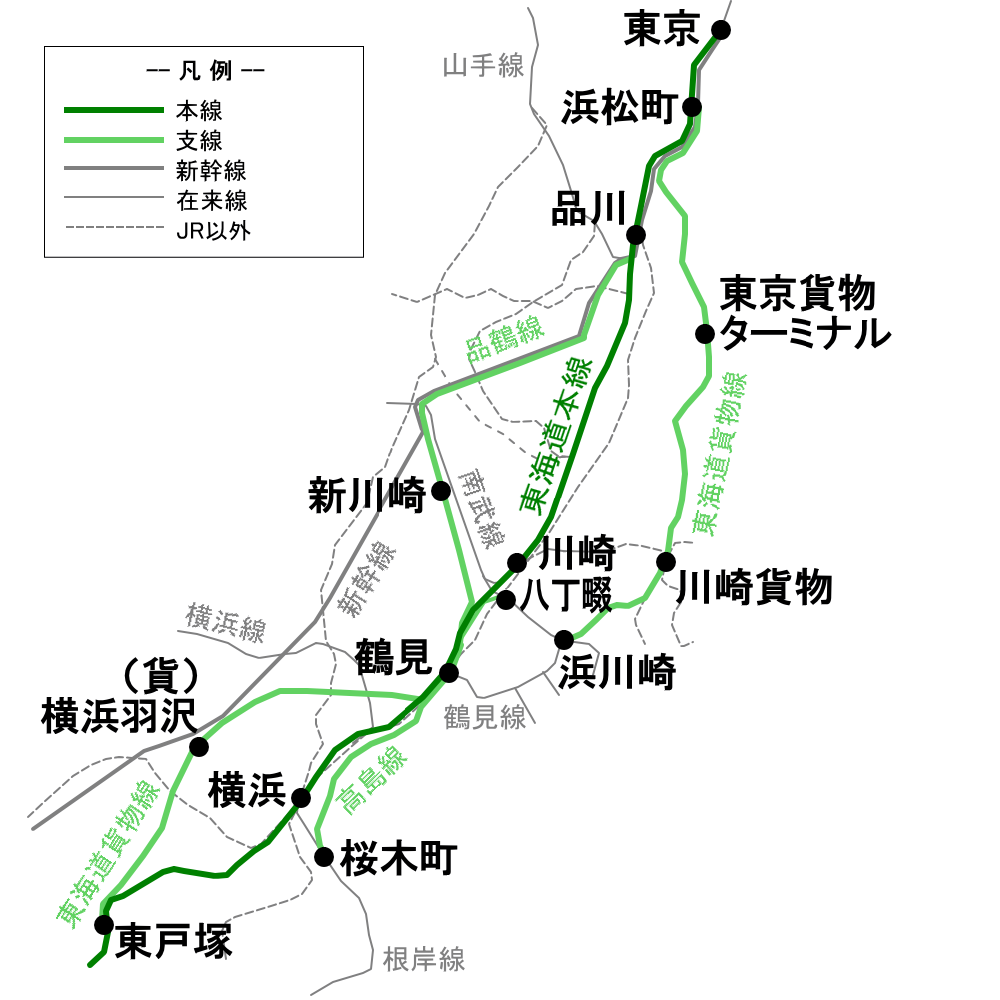
東京地區的本線與支線

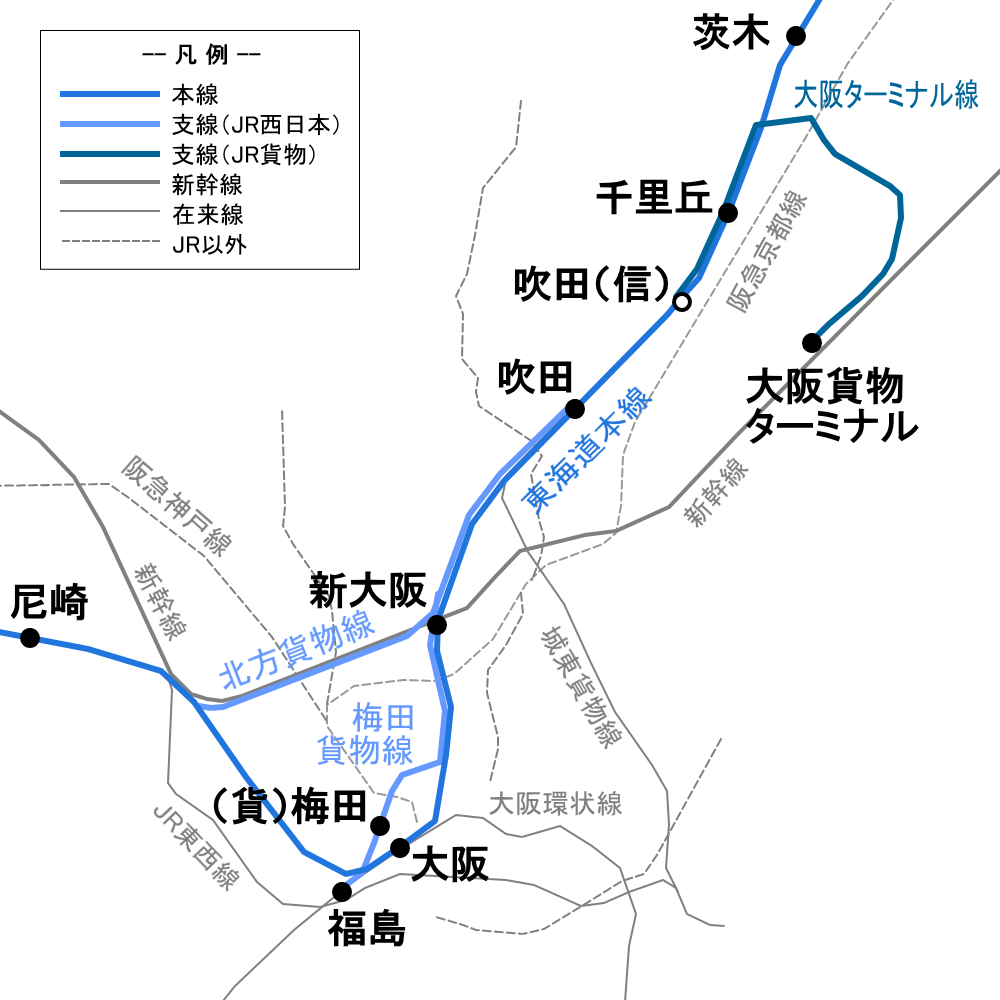
大阪地區的本線與支線（吹田貨物總站開業以前）

營業距離
全長713.6公里（包括支線。東京站－神戶站間 589.5公里）
- 東日本旅客鐵道（JR東日本） - 第一種鐵道事業者 全長172.5公里
  - 東京站－熱海站間 104.6公里
  - 品川站－武藏小杉站－鶴見站間 17.8公里（通稱：品鶴線。橫須賀線列車與湘南新宿線行走）
  - 濱松町站－東京貨物總站－川崎貨物站－濱川崎站間 20.6公里（通稱：東海道貨物線）
  - 鶴見站－八丁畷站間 2.3公里（通稱：東海道貨物線）
  - 鶴見站－東高島站－櫻木町站間 8.5公里（通稱：高島線）
  - 入江信號場－舊、新興站間（2.7公里）（通稱：新興線。旅客鐵道會社沒有設定營業距離。現時鐵軌已撤去和新興站已廢站，事實上廢線）
  - 鶴見站－横濱羽澤站－東戶塚站間 16.0公里（通稱：東海道貨物線）

- 東海旅客鐵道（JR東海） - 第一種鐵道事業者 全長360.1公里
  - 熱海站－米原站間 341.3公里（金山站－名古屋站間 3.3公里與中央本線重複）
  - 大垣站－美濃赤坂站間 5.0公里（通稱：美濃赤坂線）
  - 大垣站－（新垂井站）－關原站間 13.8公里（下行本線，通稱：新垂井線）

- 西日本旅客鐵道（JR西日本） - 第一種鐵道事業者 全長166.1公里
  - 米原站－神戶站間 143.6公里
  - 吹田貨物總站－宮原操車場－尼崎站間 12.2公里（通稱：北方貨物線）
  - 吹田貨物總站－梅田信號場－福島站間（10.0公里）（通稱：梅田貨物線。旅客鐵道會社沒有設定營業距離）

- 日本貨物鐵道（JR貨物）
  - 第一種鐵道事業路段 全長14.9公里
    - 山王信號場－名古屋港站間 6.2公里（通稱：名古屋港線）
    - 吹田貨物總站－大阪貨物總站間 8.7公里（通稱：大阪總站線）

  - 第二種鐵道事業路段
    - 品川站－熱海站間（97.8公里）
    - 品川站－新鶴見信號場間（13.9公里）
      - 新鶴見信號場－鶴見站間被第二種鐵道事業的JR貨物視為武藏野線。

    - 東京貨物總站－濱川崎站間（12.9公里）
    - 鶴見站－橫濱羽澤站－東戶塚站間（16.0公里）
    - 鶴見站－八丁畷站間（2.3公里）
    - 鶴見站－（新興站）－東高島站－櫻木町站間（11.2公里）
    - 熱海站－米原站間（341.3公里）
    - 南荒尾信號場－關原站間（10.7公里）
    - 南荒尾信號場－美濃赤坂站間（1.9公里）
    - 米原站－神戶站間（139.0公里）（途經北方貨物線）
    - 吹田貨物總站－梅田信號場－福島站間（10.0公里）

支社管轄路段
- 東日本旅客鐵道東京支社：東京站－蒲田站間、品川站－西大井站間、濱松町站－東京貨物總站間
- 東日本旅客鐵道橫濱支社：川崎站－熱海站間、武藏小杉站－鶴見站間、川崎貨物站－濱川崎站間、鶴見站－八丁畷站間、鶴見站－橫濱羽澤站－東戶塚站間、鶴見站－櫻木町站間
- 東海旅客鐵道靜岡支社：熱海站（構內除外）－新所原站間
- 東海旅客鐵道東海鐵道事業本部（直轄）：新所原站－米原站間（兩端站構內除外、包括新垂井線）、大垣站－美濃赤坂站間
- 西日本旅客鐵道近畿統括本部（直轄）：米原站－神戶站間、吹田貨物總站－福島站、吹田貨物總站－宮原操車場－尼崎站間

公司邊界站：熱海站由JR東日本，米原站由JR西日本管轄。JR東日本與JR東海的邊界為熱海站西側的丹那隧道東口附近，JR東海與JR西日本的邊界為米原站東方。

### 車站
站數：186個
- 旅客站：173個（包括起終點站、品川站－武藏小杉站－鶴見站間、鶴見站－羽澤横濱国大站間、大垣站－美濃赤坂站間以外的支線車站除外）
  - JR東日本：37個
    - 根據同公司的官方網站的公司要覽[2]，上述路段內車站記載為36個（內有品鶴線2個），排除被視為屬於南武線的武藏小杉站[3]的數值。因此作為JR東日本的屬於東海道本線的車站為37個。

  - JR東海：84個（熱海站、米原站除外）
    - 若只限屬於東海道本線的車站，排除屬於中央本線的金山站[3]則為83個。

  - JR西日本：52個
- 貨物站：13個（旅客併設站除外）

### 軌道、電氣化方式
軌距
1067毫米
複線、單線路段
- 四線以上（在來線※）：
  - JR東日本：東京站－小田原站間、新鶴見信號場－鶴見站間
    - 東京站－品川站間為地上3複線＋地下複線合計4複線（8線）、鶴見站－橫濱站間與東戶塚站－大船站間為3複線（6線）

  - JR東海：名古屋站－稻澤站間
  - JR西日本：草津站－神戶站間
    - 京都站－向日町站間為四線＋單線（5線）

- 複線：
  - JR東日本：小田原站－熱海站間、品川站－武藏小杉站－新鶴見信號場間、濱松町站－東京貨物總站－濱川崎站間、鶴見站－八丁畷站間、鶴見站－東高島站間、鶴見站－橫濱羽澤站－東戶塚站間
  - JR東海：熱海站－名古屋站間、稻澤站－米原站間（南荒尾信號場－垂井站－關原站間為上行本線與垂井線的並列）
  - JR西日本：米原站－草津站間、吹田貨物總站－梅田信號場間、吹田貨物總站－宮原操車場－尼崎站間

- 單線：單線路段皆為支線
  - JR東日本：入江信號場－新興站間、東高島站－櫻木町站間
  - JR東海：南荒尾信號場－美濃赤坂站間、南荒尾信號場－（新垂井站）－關原站間（下行專用的坡度緩和別線）
  - JR西日本：京都貨物站－丹波口站間、梅田信號場－福島站間
  - JR貨物：山王信號場－名古屋港站間、吹田貨物總站－大阪貨物總站間

電氣化路段
- 下述路段以外全線：直流電1500V
- JR貨物山王信號場－名古屋港站間：非電氣化

### 運行管理
閉塞方式
- （複線與單線）自動閉塞式：下述路段以外
- 車內信號式（ATC方式）：東京站－品川站－橫濱站間的電車線（山手線、京濱東北線）
- 特殊自動閉塞式（軌道回路檢知式）：吹田站－大阪貨物總站間
- Tablet閉塞式：八幡信號場－名古屋港站間

保安裝置
- D-ATC：東京站－品川站－橫濱站間的電車線
- ATS-P：東京站－熱海站間（電車線除外）、品川站－武藏小杉站－鶴見站間
- ATS-PT：熱海站－米原站間、大垣站－美濃赤坂站間
- ATS-P（據點P方式）與ATS-SW：米原站－神戶站間

運轉指令所
- JR東日本
  - 東京綜合指令室：
    - 東京站－熱海站間、品川站－武藏小杉站－鶴見站間（東京站－湯河原站間 ATOS）
    - 東海道貨物線濱松町站－東京貨物總站－小田原站（新鶴見信號場－小田原站 ATOS）

  - 熱海CTC：熱海站－（來宮站）

- JR東海
  - 靜岡綜合指令所：（來宮站）－新所原站：（CTC）
  - 東海綜合指令所：新所原站－米原站間、大垣站－美濃赤坂站間（CTC）

- JR西日本
  - 大阪綜合指令所：米原站－神戶站間（CTC）

最高速度（電動列車與柴油列車）
- JR東日本
  - 東京站－小田原站間 120公里/小時
  - 小田原站－熱海站間 110公里/小時
  - 東京站－品川站－橫濱站間（電車線） 90公里/小時
  - 濱松町站－東京貨物總站－大船站間（東海道貨物線） 95公里/小時
  - 大船站－小田原站間（東海道貨物線） 120公里/小時
  - 新鶴見信號場－東高島站－櫻木町站間（東海道貨物支線） 95公里/小時

- JR東海
  - 熱海站－豐橋站間 110公里/小時
  - 豐橋站－米原站間 120公里/小時
  - 南荒尾信號場－美濃赤坂站間（支線） 85公里/小時
  - 南荒尾信號場－垂井站－關原站間（垂井線） 85公里/小時

- JR西日本
  - 米原站－神戶站間 130公里/小時

### 旅客車費、乘車券關連
旅客車費體系
後述的電車特定區間除外的幹線車費
大都市近郊區間（實施旅客營業規則）
- 東京近郊區間：東京站－熱海站間、品川站－武藏小杉站－鶴見站間
- 大阪近郊區間：米原站間－神戶站間

電車特定區間
- JR東日本：東京站－大船站、品川站－武藏小杉站－鶴見站
  - 東京站－品川站包括東京山手線內。

- JR西日本：京都站－神戶站間

IC乘車卡對應路段
- Suica首都圈地域：東京站－熱海站間、品川站－武藏小杉站－鶴見站間
- TOICA地域：函南站－關原站間
- ICOCA近畿圈地域：米原站－神戶站間

※註：上述皆只單單表述在來線的部分。
東海道新幹線當初建設的目的是作為「東海道本線的軌道增加」，從這個點來說的話，除了支線以外全線都是「雙複線」以上。但是在JR路線的名稱公告裡，東海道新幹線及山陽新幹線（新大阪站－新神戶站）都是當做為沒有東海道本線名稱的「支線」（在1982年東北新幹線開業以前都是單純增加軌道）。另一方面，基本事業計劃與國土交通省監修的《鐵道要覽》是當作別的路線。

## 概要

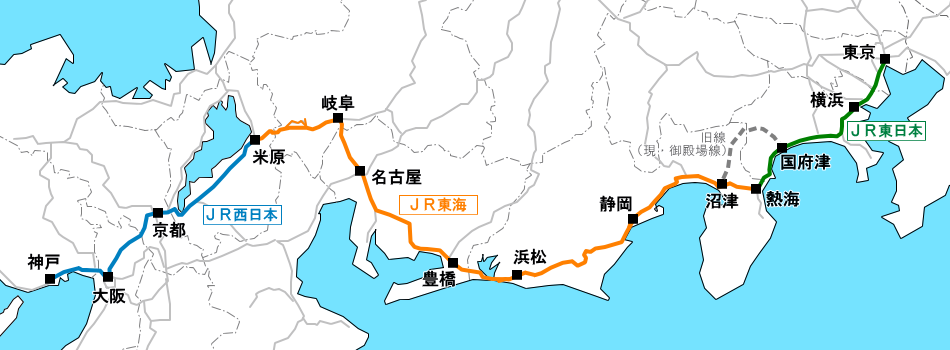
東海道本線路線圖

包含了日本最早開通的鐵道：新橋站（后为汐留貨物站（汐留貨物ターミナル），现已不存）－橫濱站（現在的櫻木町站）間，沿著東海道（嚴格說來包含一部份的美濃路、中山道）連結東京至神戶的沿線都市。
有經營定期旅客業務的支線包含大垣站－美濃赤坂站間（通稱「美濃赤坂線」）、大垣站－（新垂井）－關原站間（下行線是為了勾配緩和的別線，現在下行優等列車為通過狀態）以及作為橫須賀線運轉的品川站－新川崎站－鶴見站間（通稱：品鶴線）。首都圈、名古屋近郊、京阪神地區另有許多貨物支線（如東海道貨運線等）。
在東京近郊與京阪神地區中，電車線是並行行駛的（東京站－品川站間的山手線、東京站－橫濱站間的京濱東北線、京都站－西明石站間的東海道、山陽線普通電車都是屬於東海道本線電車線）。在東京近郊的列車線中，設有快速列車線的位置。在京阪神地區中新快速與一部份快速使用的列車線，以及大部分的快速與普通使用的電車線，在原則上是採用混合行駛的運用方式。在東京站－小田原站及草津站－神戶站（實際上為山陽本線西明石站）之間的一部分區間為雙複線或以上的軌道配置，而部分並行的貨物線，東海道、山陽本線各站停車的普通電車線，及山手線、京濱東北線、橫須賀線等其他路線則是分別平行設置。
在JR西日本管轄內米原站－神戶站之間，通常會賦予區間路線暱稱。其中米原站－京都站間為琵琶湖線的一部份、京都站－大阪站間是JR京都線、大阪站－神戶站間则是JR神戶線的一部份。由JR西日本运营的山陽新幹線在到達新大阪站時，車內播送的換車資訊會使用上述暱稱，但由JR东海运营的東海道新幹線側則会使用正式名稱「東海道線」。
東京站－熱海站間包含東京近郊區間，米原站－神戶站間包含大阪近郊區間，東京近郊區間是東京站－大船站間、品川站－新川崎站－鶴見站間，大阪近郊區間的京都站－神戶站間包含電車特定區間。
2001年9月21日開始在東京近郊區間，湘南新宿線快速列車經由新宿站往高崎線的直通列車運轉開始。自蛇窪信號場至戶塚站間於橫須賀線的電車路線上行駛。
此外，在2015年3月14日因東北、上越新幹線建設而一度廢止之東北本線列車線由上野站延伸至東京站，宇都宮線、高崎線、常磐線的各線開始直通運行（上野東京線）。
全區間是代表日本的動脈，在西邊的終點神戶站則和山陽本線連接在一起。除了夜行列車以外，遠距離的旅客輸送已經讓給了東海道新幹線，運行通過全區間的大多是貨物列車。除了關原以外的地區都全年溫暖，為了改良坡道也做了緩和，事實上「平坦線、暖地向」、「幹線機」等形式，多半是以本線為基準開發的車輛。（如國鐵113系電車、國鐵C59型蒸氣機關車、國鐵C62型蒸氣機關車、國鐵EF57型電氣機關車、國鐵EH10型電氣機關車、國鐵EF65型電氣機關車、國鐵EF66型電氣機關車、JR貨物EF200型電氣機關車等）。

## 名稱
單獨稱呼東海道線（とうかいどうせん）時，不僅僅是指舊『日本國有鐵道線路名稱』的東海道本線以及其支線，還包含了山手線、橫須賀線、御殿場線、身延線、飯田線、武豐線、福知山線等及其支線，現在都是簡稱為東海道本線。
在東海道本線運行的列車全線都使用東海道線來作稱呼。在東京近郊東京站－熱海站間的中距離電車旅客簡介都使用這個名稱（車站、車內的廣播、行先表示），JR東海於東海道本線管轄內的全部區間，也就是沼津、靜岡、名古屋、岐阜周邊都使用「東海道線」來做介紹。米原以西的JR西日本區間也有稱呼「東海道線」的情形，但在1988年3月該公司決定琵琶湖線、JR京都線、JR神戶線等暱稱後，多半都是使用這些暱稱。
在傳播媒體中，近畿的地方電視新聞、神戶新聞與京都新聞、地方裁判所的土地公示廣告、都市再生機構與民間不動產公司的廣告、一部份的地圖集（包含汽車導航、網路地圖）一般都使用琵琶湖線、（JR）京都線、（JR）神戶線，全國版的新聞節目與報紙除朝日新聞、朝日放送（ABC）以外，原則上皆使用東海道（本）線。

## 沿線風景
雖然有著東海道的名稱，但是多半不是走在海岸線上，能夠看到海景的路段僅限於平塚、國府津－熱海、三島、由比、濱名湖、蒲郡周圍。原來東海道這個名稱由來是因為沿著是江戶時代五街道中的舊東海道舖設而來，是將古代律令時代制定之五畿七道，即東海、南關東等所指地域（三重、愛知、靜岡、山梨、神奈川、千葉、茨城等）連結而成的街道，並非單指海岸沿線的區域。
當初鋪設時距離海岸線有一點距離，有一說是軍部擔心外國艦隊可能會利用艦砲射擊鐵道，實際上當初明治政府原本決定要沿著中山道鋪設幹線，但因在山岳地帶鋪設有困難，因此改為東海道路線，之後的山陽鐵道（山陽本線）選擇離海岸有一點距離鋪設就是來自軍部的要求。之後於濱名湖北側迂迴的二俣線（現在的天龍濱名湖鐵道），是為了避免湖與太平洋的連結而建，於1940年（昭和15年）通車。
比較有力的說法是以當時的土木技術與車輛性能來說，因為隧道與坡度的限制，舖設條件相當有限，東海道海岸沿線有許多地方地形險惡，因此選擇以內陸路線迂迴，地形不佳的舊東海道豐橋－岡崎與鈴鹿峠改以其他路線，京都－大阪以京街道對岸行駛，國府津－沼津、關原周邊、山科周邊在編成擴大以後，以坡度較小的路線替代。
品川與橫濱附近以靠近海岸線的路線鋪設，因為用地無法取得，品川站是蓋在填海地中，在橫濱之前的路段是在淺海中填土做成的，這些地方因為是填海地的關係，都再也看不到海。

### JR東日本轄下路段

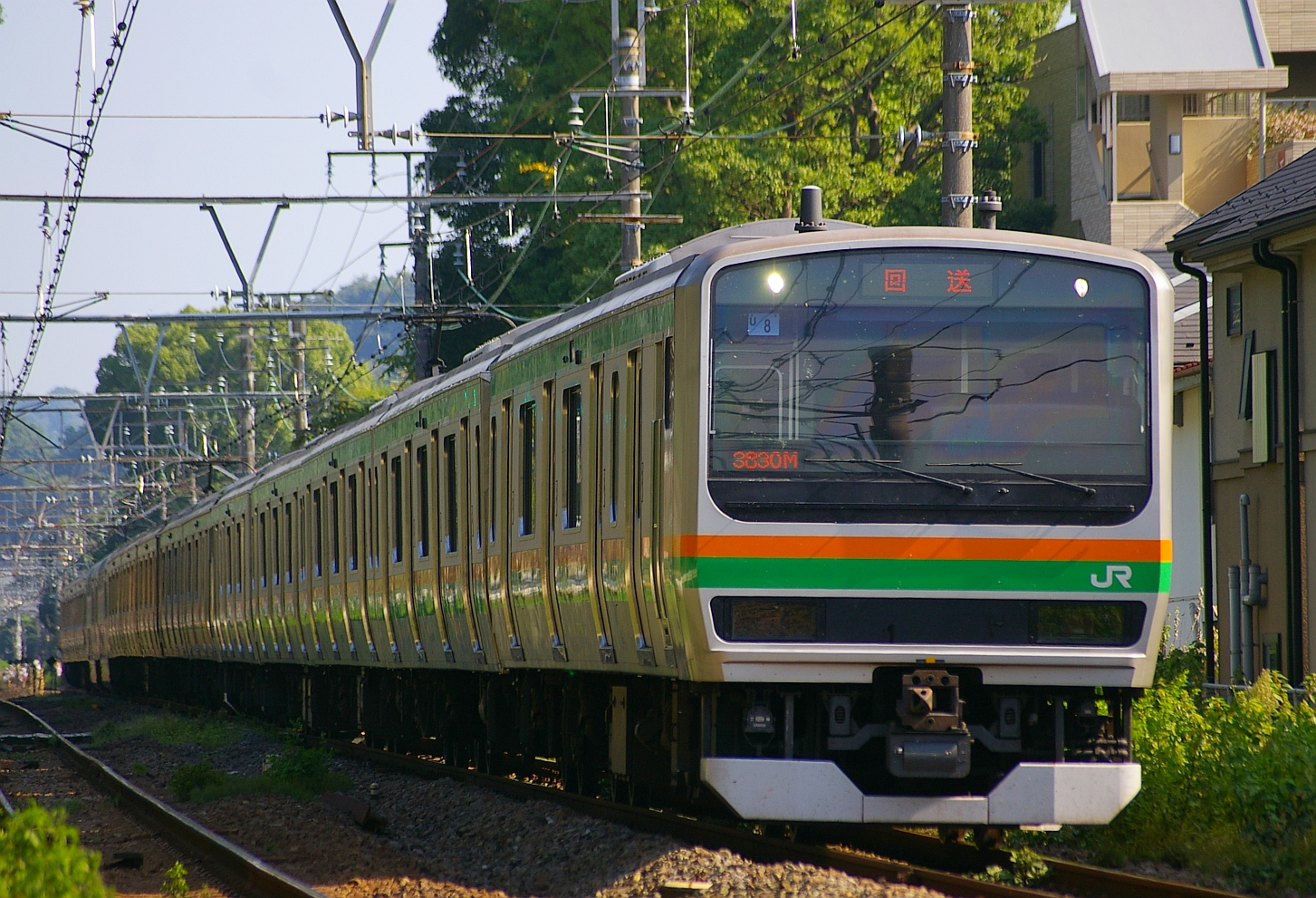
在JR東日本轄下路段運用之E231-1000系電車

東海道本線的起點站東京站，是集中JR各線、國內少數的大型終點站。東海道線列車由東京站離開後，在品川站之前是與山手線、京濱東北線、東海道新幹線並行，也與同路段的地下路線橫須賀線以及都營地下鐵淺草線－京急本線並行。在東京－小田原間，主要都是在辦公街、繁華商業街、住宅街中行駛，川崎站－橫濱站間是在工廠、倉庫以及中繼貨物設施中通過，在保土谷－東戶塚間，貫穿三浦半島延續而來的稜線之隧道（清水谷戶隧道），是日本現役鐵道隧道中最早興建的。大磯－國府津間則變成田園景色，其他地區則有著廣大的關東近郊沿線風景。橫濱站附近的列車原本是沿著海岸行駛，現在的橫濱站是建立在填海地上，該站的東口是廣大的購物街，已經不再能夠感受到多少海的氣息。在崇光百貨橫濱Sogo（Sogo橫濱店）東側的橫濱BAY QUARTER2樓，連結著的棧橋是往港未來21（ぷかり桟橋）、紅磚倉庫、山下碼頭（冰川丸前）的開船之處。在平塚站前之相模川橋樑上可以從車窗遠眺相模灣。在小田原站－真鶴站間，因為山與海直接相連，所以是隧道較多的路段，在隧道與隧道之間可以反覆的看到蜜柑田與相模灣藍色的海景。靠近根府川站的白糸川鐵橋是有名的攝影地點，在好天氣時可以看到西北側箱根山的外輪山。以前的根府川站因關東大地震造成的土石災害崩落沈入海中，現在海底還殘存當時的月台。真鶴站是最靠近因相模灣而生產豐盛海產之真鶴漁港的車站，周邊有許多具有新鮮魚貝類的飲食店。湯河原站之前是小田原以西最初的廣大平地，這裡的山腳有因梅園而有名的幕山公園。湯河原是著名作家或政治家最常隱居的湯河原温泉之玄關，特別是在夏天有許多往吉濱海水浴場的旅客。離開湯河原跨過流著湯河原温泉的千歲川後便進入靜岡縣，經過泉越隧道越過伊豆山，便到達日本少數温泉都市也是與JR東海轄下路段交界車站熱海。

### JR東海轄下路段

#### 熱海－豐橋
在熱海站之東南側太平洋海岸（相模灘）有溫泉街，車站與溫泉街之間的土產物店林立。離開熱海後可以看見伊東線的來宮站，與其並行的東海道線在此並無月台，只有電留線。不久之後西側是丹那隧道的入口，丹那隧道的鑽掘工事是有著許多死傷者的困難工事。離開丹那隧道通過函南與山地後到達三島，三島是一個充滿富士泉水之清流的地方，也是通往修善寺溫泉、天城湯島溫泉的西側玄關口，於清流中孕育而生的鰻魚料理是值得期待的絕品。此後，沼津是漁港的市鎮，在沼津港魚市場旁，有許多可以享用駿河灣魚產油炸品的飲食店，此處也是西伊豆觀光的窗口，2016年開始因動漫Love Live! Sunshine!!以沼津為場景，吸引動漫迷造訪，成為聖地巡禮點。在吉原－富士川之間，如果天氣好的話，可以眺望到雄壯的富士山。通過曾在山部赤人詩歌中登場過的田子之浦後，便到達以造紙工廠聞名的吉原、富士。富士市與吉原市（現今富士市）過去曾充滿著造紙工廠的廢氣，但是近年來在造紙公司的努力下已經有大幅的改善。
渡過富士川往靜岡市方向，在蒲原－清水間，於山崖與海之間的狹窄平坦地行駛，海側與國道1號、東名高速道路並行，經過由比站後，面海的視線被高速道路所遮蔽。在由比站附近是曾以由比漁港炸正櫻蝦、日本鮆為題材的觀光地，東海道廣重美術館位於車站出來沿舊東海道步行約15－20分的地方，沿著此一道路上散在有以正櫻蝦為中心的海鮮販賣店、飲食店。在清水站裡因線路為南北向的緣故，可以在海側車窗看到富士山，此站是最靠近代表足球王國靜岡的日本職業足球聯賽（J聯盟）球隊清水心跳之母球場靜岡市清水日本平運動公園球技場、日本三大松原之一—三保。次一站草薙站是最靠近草薙神社的車站，也是靜岡縣相關設施（靜岡縣立大學、靜岡縣立美術館、靜岡縣立圖書館、縣草薙總合運動場）的入口站，距離靜岡鐵道草薙站徒步只要三分鐘。東靜岡站是為了貨物操車場舊址再開發商業地區而設置的車站，今後靜岡市行政廳舍預計將移轉至此地，也是名勝日本平、久能山東照宮與靜岡大學的入口站，以塑膠模型等產品世界聞名的模型公司田宮模型（TAMIYA）也在本站南方。離開東靜岡後，可以看到北側靜岡車輛區以及辦公大樓街道的高架車站，就是靜岡縣縣都、政令指定都市靜岡市的中心車站—靜岡站。靜岡站是高架車站，南側是東海道新幹線的月台，同站北口是靜鐵Justline以及JR東海巴士的終點站，從此處到市內各處、縣內以及縣外各地幾乎全部的巴士路線都由此發車，地方主要交通工具靜岡鐵道之新靜岡站位於本站北側徒步7－8分的位置上，此處北側的駿府城內有靜岡縣廳，堀外西側是靜岡市役所靜岡廳舍、葵區役所，以靜岡廳舍、葵區役所為中心有兩替町、吳服町等廣大的繁華街。離開靜岡後，直接渡過安倍川，安倍川年糕是靜岡有名的土產，在舊東海道安西橋（現為安倍川橋，從與東海道本線並行的國道1號上架設的駿河大橋之一，上游處可以見到的舊國道1號上架設之橋樑）的「府中宿」旁之老舗「石部屋（せきべや）」，依舊可以品嚐到傳統的味道，此橋對岸的山間有以「山藥泥與麥飯」聞名的東海道「丸子宿（まりこじゅく）」，這附近與神奈川縣湯河原－靜岡縣磐田附近相同，在較低之山的緩斜面，幾乎都是茶田與蜜柑田。通過安倍川、用宗再經過長隧道後，便到達燒津。此路段的海岸線，有連續陡峭斷崖的知名勝景，被稱為「東海的親不知」之「大崩海岸」亦在此處。原本東海道線是利用隧道沿著此處海岸鋪設，但是因為海浪侵蝕海岸的狀況很嚴重，因此沿用先前失敗的彈丸列車計畫而完成日本坂隧道路線，此後因颱風使護岸與舊隧道坑口崩壞，在海岸上仍有殘骸留存。之後此一日本坂隧道又因新幹線建設的需要不得不讓出，因此再度利用一度放棄的石部、磯濱這兩個舊隧道，避開崩壞的舊坑口，在內部建立隧道聯繫使用。舊東海道與國道1號避開此一海岸線，於山間迂迴越過宇津之谷峠。自西燒津至島田間行駛於開闊的平地，在以行駛蒸氣機車而知名的大井川鐵道之起點金谷前，渡過被稱呼為的大井川。在金谷與菊川間行駛於產茶地「牧之原台地」的山縫間，通過袋井附近後進入平地，渡過天龍川進入「樂器之町」濱松。在舞阪－新居町間渡過濱名湖時可以在左右兩側見到湖水，其中辯天島站位於濱名湖中的島上。這裡是過去東海道新幹線開業前，於東京站與大阪站同時間發車的在來線特急號會車的地方。離開濱名湖不多久便進入愛知縣，到達東三河地區的中核都市豐橋。

#### 豐橋－米原
進入愛知縣後仍然是廣大的平原。離開豐橋後，有機會看見名古屋鐵道及飯田線的列車。在蒲郡市內可能看到三河灣及渥美半島，之後往西的方向不會再沿著海岸線前進，沿線是住宅地及田園地帶。離開岡崎站後，從岡崎市中心轉左，通過矢作川。之後向直前進，經過安城站及刈谷站。經過刈谷站跳過三大都市圈的工業區及住宅地中行駛。離開大府站後進入名古屋市區。在大高站至笠寺站附近與東海道新幹線使用同一條路線。於熱田站附近與名鐵多條行車線並行，在東海地方以及東海道本線仍使用手動式平交道。離開名古屋市南方中端站金山站後，是與新幹線及中央本線同時行走的路線。在名古屋站四周有很多摩天大廈及名古屋高速道路，而到達擁有日本最高層的車站大廈名古屋站。
列車自名古屋站出發後，一旁可看到由地下延伸出來的名鐵名古屋本線。之後便與名鐵名古屋本線分離，跨越庄內川而離開名古屋市區。從右方可看到東海道貨物根據車站稻澤站，左方是尾張一宮站。之後與名鐵線在同一線道行駛，並穿越木曾川。在木曾川鐵橋上C62型蒸氣火車曾以每小時129公里作高速測試。
列車再度在高架路線上行駛，然後就左轉到達岐阜站。岐阜是一個觀光城市，曾是齋藤道三及織田信長居城，岐阜城（稻葉山城）及長良川。可以從高架橋觀賞岐阜地區及金華山的景色。
岐阜與大垣之間經過長良川及揖斐川，在濃尾平野上大致以直線通過。
大垣在以前是越過關原的輔助機車的基地，直到現在電力動車組普及的年代，這個基地仍是附近列車的基地對列車服務作出不少貢獻。可以看到大垣電車區，經過南荒尾信號場。之後是前往美濃赤坂支線的分叉線，可以看到支線上的荒尾站。向美濃赤坂的電車在荒尾經過，以低速橫過工廠到達美濃赤坂站。美濃赤坂站是貨物線西濃鐵道的延伸。
南荒尾信號場是山麓下山線道通稱為垂井線。從大垣至關原之間為連續的陡坡路段，因此在戰爭期間為增強運輸能力而設置別線，讓特急列車及貨物列車使用。在此路段的新垂井站，因下行線的列車不會停站而有名，1986年車站被停止使用。垂井站停車是普通電車由舊下行線前進，特急及貨物列車從山麓之下行駛。再向前一點就是關原站。
從此至醒井間可看到伊吹山。越過關原後，是東海道本線之中路況最壞的路段，這裡是暴雪地區之一。此外，大垣至米原之間是縣境邊界，是連接東海與關西兩大日本經濟領域的地區，當地交通流動量較少，因此列車的車卡較少。
通過伊吹山背後即進入近江盆地的田園地帶，到達JR西日本營運地區的邊境車站米原站。

### JR西日本轄下路段

#### 米原－京都
可以轉乘新幹線以及往敦賀方向之北陸本線的米原站，過去是屬於名古屋鐵道管理局管轄，國鐵分割民營化後移轉為JR西日本所屬，位於車站北側由過去機關區舊址改成的電留線相當廣闊，也可以見到於南側貨物列車用發著線與操車場舊址所新設之JR總研的大型風洞設施。
自米原起的路段被稱之為琵琶湖線。過去行駛於米原－彥根間湖岸（松原內湖），現在內湖已經被填平，故不能看到琵琶湖。米原－膳所之間是東海道線最後的開通的路段，1889年（明治22年）開通後，開始行駛東海道線直通列車，因行駛湖東平原的平坦地，是曲線很少的路段。邊望著過去井伊家的居城彥根城進入彥根站，這裡過去是以近江鐵道為媒介，轉運水泥與啤酒的地方。以橋樑來回通過宇曾川、愛知川，通過較小的腰越山隧道右手邊是做為織田信長居城聞名的安土山（安土城址）。
近江八幡站是接續往八日市的近江鐵道之據點。車站周圍有許多住宅，因此通勤通學乘客相當多，此外也是樂中以船巡遊近江商人街等休閒活動之著名地點。
在田園地帶裡可以看到電車車庫的是野洲站，從此站開始進入京都、大阪通勤圈，因此在田園地帶中住宅逐漸增加，以野洲起始往大阪方向的電車也很多，之後的守山、栗東在車站前可以看到住宅大廈群。之後是連結草津線的草津站，在琵琶湖線內是利用旅客較多且熱鬧的車站。
自草津開始行駛於1970年完成的四線路段。渡過可以見到琵琶湖湖面的瀨田川橋梁，之後是石山站，本站與之後的膳所站都可以轉乘京阪電鐵石山坂本線，膳所過去一度被稱為大津站，此處過去設有機關區。依逢坂山的路線處於較高的位置自車窗可以望見琵琶湖。
稱之為大津的車站過去曾經多次改換位置，現在的大津站是第三代，是改換為經過1921年完成的新逢坂山、東山隧道的目前路線後，所新設的車站。車站的西側便是新逢坂山隧道，通過隧道可以看見頭上高架的湖西線。由車窗內還分不清楚府縣境，便進入京都府的山科站，在山科站可以轉乘湖西線，並聯絡京阪電鐵京津線、京都市營地下鐵東西線的終點站。由山科起進入大的土堤，穿越東山隧道，渡過鴨川便到達京都站。

#### 京都－尼崎
京都站是擁有0號線－34號線（沒有15－29號，實際共20線）的月台編號，一個大型的終點站。不僅僅是京都觀光與通往京阪神的通勤輸送據點，也是關西空港直通特急及往北近畿、北陸、山陰各觀光地特急起點的觀光據點站。於1997年完成具未來感全玻璃外牆的新大樓具有大終點站存在感的威容，車站周邊持續進行新大樓的開發。京都站是全部新幹線列車的停車站，嵯峨野線與奈良線、私鐵的近鐵京都線、京都市營地下鐵也有駛入本站。
由京都發車不久之後便會在右手側看到廣大的路線群，距離列車較近的是梅小路貨運站，較遠的是梅小路蒸氣火車博物館。梅小路蒸氣機關車館是以昔日屬於東海道線、山陰線蒸氣機關車一大基地的梅小路機關區為母體，現地保存蒸氣機關車的地方，如果時間上湊巧的話，可以在東海道線的車窗看見蒸氣機關車的所冒出的煙。
渡過桂川，通過向日町站後，在左側可以看到一個很大的車輛基地，這是京都總合運轉所，以前的向日町運轉所，自開設當時起成為山陽、山陰、北陸各線的優等列車基地，雖然較過去減少很多班次，但還是能在白天看到寢台列車休息的姿態。
通過名神高速道路的大型紅色鐵橋後與阪急電鐵京都線接近並行，過去超特急燕與阪急京都線之前身新京阪線電車之相互競走是相當有名的畫面。之後行駛於突出淀川之天王山山麓，中途到達山崎站，此一車站的月台有京都、大阪之府境標示。
山崎自古以來便是京都以及大阪間的交通要道，為天王山與男山中間夾著淀川的狹小地形，當中僅有的平地便夾有東海道線、阪急京都線、東海道新幹線、西國街道以及與淀川斜交之京街道、京阪本線等。因為是明智光秀軍隊被羽柴秀吉打敗之古戰場而知名。車站周邊的曲線是東海道本線以及關西地區最佳之列車攝影地，在鐵道愛好者間相當有名。
通過山崎的隘口，快速行駛於廣闊的平原，列車經過成為大阪住宅區之高槻、茨木後進入千里丘。從這裡開始到吹田，車窗的右側是荒涼的吹田調車場舊址，左側是JR貨物的吹田機務段以及JR西日本吹田工場，千里丘附近還有阪急電鐵正雀工場與ALNA工機，因此也可見到阪急的車輛。
在吹田的南側，跨過阪急千里線，分歧出連結片町線鴫野的城東貨物線，渡過神崎川之後進入淀川區，便到達東淀川站，戰前的彈丸列車計畫中原本預定於東淀川設立新線的車站，但最後新幹線的設計是在東淀川以南連接新車站，東淀川站與下站新大阪站的距離只有短短的700m，在這短短的700m之間的平交道有8線軌道穿越，被稱為打不開的平交道而聞名。
新大阪站是東海道本線及新幹線的轉運站，設有前往山陰、和歌山、長野的特急及大阪市營地下鐵路線的車站。以新大阪為起點，正在建設縱貫大阪東部的大阪外環狀線。新大阪站在剛通車不久所看到的四周都是田園風景，現在成為大阪的商業街。
然後穿越淀川，可從左邊看到HEP Nabio的紅色大觀覽車，大阪市北部的中心，到達大阪市梅田大阪站，這個車站名稱各公社有所差異，是阪神、阪急、大阪市營地下鐵各公司的總站。現在在大阪站外又再度開發及進行車站改善工程。
京阪間的地區在戰前是阪急、京阪之間的競爭非常激烈，過往至今是京阪的路線與阪急京都線，現在為了作商業競爭會看到列車一起併排行走。JR京都線是與阪急、京阪，JR神戶線是與阪急、阪神及從京都至東海道本線終點前的私營鐵路的競爭。JR投入新快速的服務，完結速度之間的競爭，現今改為服務方面的競爭。由於與私鐵價錢的競爭，京阪神的東海道本線路段以特價車票吸引顧客，可以在使用平日黃昏，星期六日間使用特價車票（請參見都市網路（アーバンネットワーク）條目）。
經過大阪站再度穿越淀川，經過塚本站後穿越神崎川進入兵庫縣。

#### 尼崎－神戶
進入尼崎站後，即進入兵庫縣一帶。尼崎站是福知山線（JR寶塚線）、JR東西線轉換到新快速及福知山線（JR寶塚線）的特急列車在此停靠。這裡開始是蘆屋周圍，再次於市中心及住宅區之間行駛。離開尼崎站的下一站是立花站。立花站是最接近尼崎市役所的車站。最多乘客於此站停留。下一個車站是甲子園口站，與甲子園球場的阪神電鐵甲子園站相距達2公里。此外，JR神戶線與終點站為大阪梅田的阪急神戶線、阪神本線的線路相當接近，進入三家競爭。從北順序排列是阪急神戶線、JR神戶線及阪神本線。
離開甲子園口後進入西宮站。阪急電車的大型轉乘站西宮北口站都在西宮市。列車在住宅區中快速行駛，之後到達蘆屋站。蘆屋地區是戰前關西超高級住宅區而聞名，在車站外再多走一步可看到住宅並排。西之宮以西是1995年阪神淡路大地震受到大規模破壞的地區。
蘆屋－三之宮－神戶之間的北方是以天然水及遠足有名的六甲山。海拔高度為900米，山景與鐵路緊迫，身體若伸出窗外會有危險。蘆屋川與六甲ライナー接連住吉站。這是學校車站是離灘高等學校最接近車站。離開蘆屋，到達地震嚴重破壞後重建的六甲道站及灘站、列車在兵庫神戶地區市中心的三之宮站、元町站停留。
三之宮站是阪急、阪神電車的中央車站，車站間隔相當接近。就因為這樣，由大阪至這裡是JR神戶線人流最多的地區。神戶高速鐵道、ポートライナー、神戶市營地下鐵終端車站，在元町、三宮地區鐵道中心站以外有與世界聯繫的神戶港、神戶空港。沿海有神戶Broad Tower、神戶海洋博物館，亦可看到海景。街北方是異人館，以前是外國人居留地區。元町站高架下的元町高架下商店街有不少外國船員，另外華僑聚居的南京町，是與橫濱及長崎並列為日本三大唐人街。
經過元町後，是東海道本線終點車站神戶站。神戶站是神戶地區的中央車站。而主要轉運站則讓給三之宮站。此外亦是離神戶ハーバーランド、神戶ルミナリエ會場最接近的車站，新快速列車亦會停車。此上連接山陽新幹線的是新神戶站，而不是神戶站，可在三之宮站之前轉乘神戶市營地下鐵西神、山手線前往。
由京都方向前往西明石站及姬路站為止的列車為多為直通運行，而在神戶站以西開始的車站是屬於山陽本線，東海道本線就此結束。

## 運行方式
在東海道新幹線開業之後，主要都傾向於重視地區運送，全線通行運轉的列車多半是夜行列車。列車運轉的現況見以下敘述。

### 地區輸送
全線行駛通過東海道腰帶地帶，在各地區設有頻繁運行的地區列車，特別是東京站－熱海站、濱松站－大垣站、米原站－神戶站－姬路站（※神戶站－姬路站間屬山陽本線）。各區間是涵蓋東京、名古屋、大阪等大都市圈的各公司重點路線之所在（東京站－熱海站是湘南電車、經過新宿直通高崎線列車是湘南新宿線、米原站－京都站是琵琶湖線、京都站－大阪站是JR京都線、大阪站－神戶站是JR神戶線，請參閱各線之條目）。
在這之中，靜岡地區與名古屋地區等區域，沒有進行雙複線化的近郊區間專用線建設以便分離旅客與貨物，長年都以貨物列車與長距離列車優先，造成地區輸送列車運行上很大的制約。但是從1980年代以後，隨著鐵道貨物運送的減少，使近距離旅客列車得以大量增加班次。
現在，在這些區間內實施著高頻率的地區運送。靜岡地區內的快速列車有平日早晚在三島－濱松間運轉的「Home Liner（ホームライナー）」、夜行快速「月光長良（ムーンライトながら）」。一部份的列車沒有廁所（113系、115系中的一部份、211系5000、6000番台全部編成），接續的形式在熱海站－豐橋站間也有全部沒有廁所的情形，地方的顧客有很多抱怨，因此，JR東海在2007年春季以前將沒有廁所的113系編成，在靜岡地區計畫導入各編成皆有廁所的313系。
京都站－神戶站間有阪急電鐵、京阪電氣鐵道、阪神電氣鐵道等強力的競爭者，為了與其對抗，運行以具有高速運轉與容易瞭解的時刻表等特點之新快速（可直通至一部分北陸本線、湖西線、山陽本線），在2005年JR福知山線脫軌事故發生以來，開始由重視速度朝向重視安全性方向調整。
在以名古屋站為中心的中部地方中有開行新快速與特別快速。新快速在豐橋－濱松間與岐阜－米原間是各站停車，名古屋－濱松間約105km的區間以1小時15－20分連結，岡崎－豐橋間的快速、新快速通過站在日間以普通列車每30分鐘的間隔運行。

#### 東京圈－北關東間的鐵道需求
2000年、日本運輸省（現國土交通省）針對全國各都道府縣，進行該年度都道府縣間鐵道流動量的調査。在關東地方的調查結果中可以得知，在現在湘南新宿線行走區間中東京圈－北關東間的鐵道需求非常高。因為此背景因素，2002年湘南新宿線開業。此外，當局決定興建東北縱貫線計畫，並於2015年以上野東京線名義通車，令現時乘客可以乘搭東海道線列車直接前往上野站以北地方。
東京圈與北關東各線間的鐵道旅客流動狀況（2000年）如下表。
| 出發地／目的地 | 栃木縣 | 群馬縣 | 茨城縣   | 合計   | -     |
| 埼玉縣         | 642    | 471    | 187      | 1,300  | -     |
| 東京都         | 3,075  | 1,869  | 1,903    | 6,847  | -     |
| 神奈川縣       | 765    | 243    | 468      | 1,476  | -     |
| 千葉縣         | 336    | 292    | 218      | 846    | -     |
| 合計           | 4,818  | 2,875  | 2,776    | -      | -     |
| 出發地／目的地 | 埼玉縣 | 東京都 | 神奈川縣 | 千葉縣 | 合計  |
| 栃木縣         | 1,252  | 2,963  | 939      | 595    | 5,749 |
| 群馬縣         | 935    | 2,027  | 415      | 485    | 3,862 |
| 茨城縣         | 172    | 1,695  | 477      | 255    | 2,599 |
| 合計           | 2,359  | 6,685  | 1,831    | 1,335  | -     |

## 使用車輛
東海道本線普通列車（包含快速列車）使用之車輛如下述。
- JR東日本
  - 普通列車、快速Acty（快速アクティー）（東京站－熱海站－沼津站、伊東站（直通伊東線））
    - 211系
    - E231系
    - E233系

  - 湘南新宿線快速、特別快速（高崎站（直通高崎線））－新宿站－小田原站）
    - E231系

  - 湘南專線（湘南ライナー）、專線列車（ホームライナー)
    - 185系
    - 215系
    - E257系
    - E353系

- E233系3000番台
- E231系
- E217系
- 211系

- JR東海
  - 普通列車、快速列車
    - 117系
    - 211系
    - 311系
    - 313系
    - Kiha75型（武豐線直通列車）
    - 373系（夜行快速「月光長良（ムーンライトながら）」、普通列車）

  - Home Liner
    - 371系（靜岡周邊地區）
    - 373系（名古屋周邊地區）
    - Kiha85系（名古屋周邊地區）
    - 683系（名古屋周邊地區）

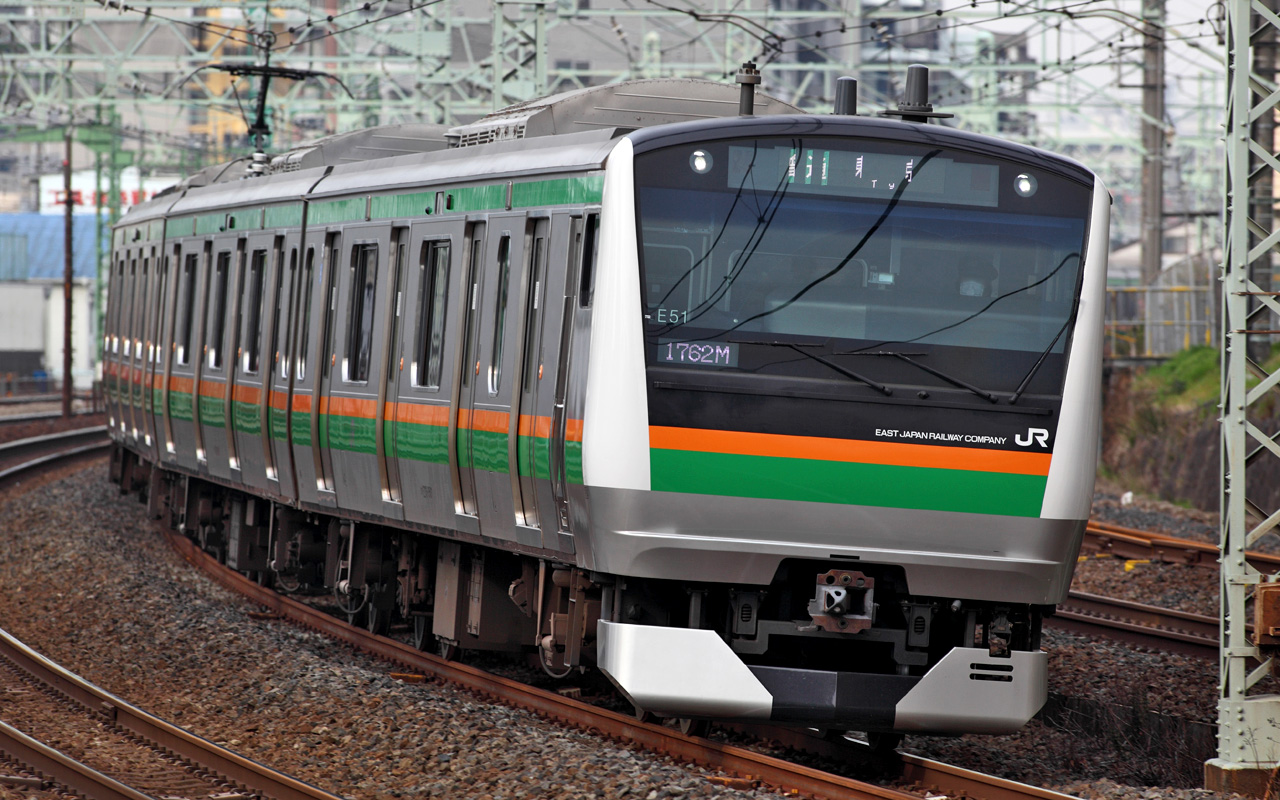
373系
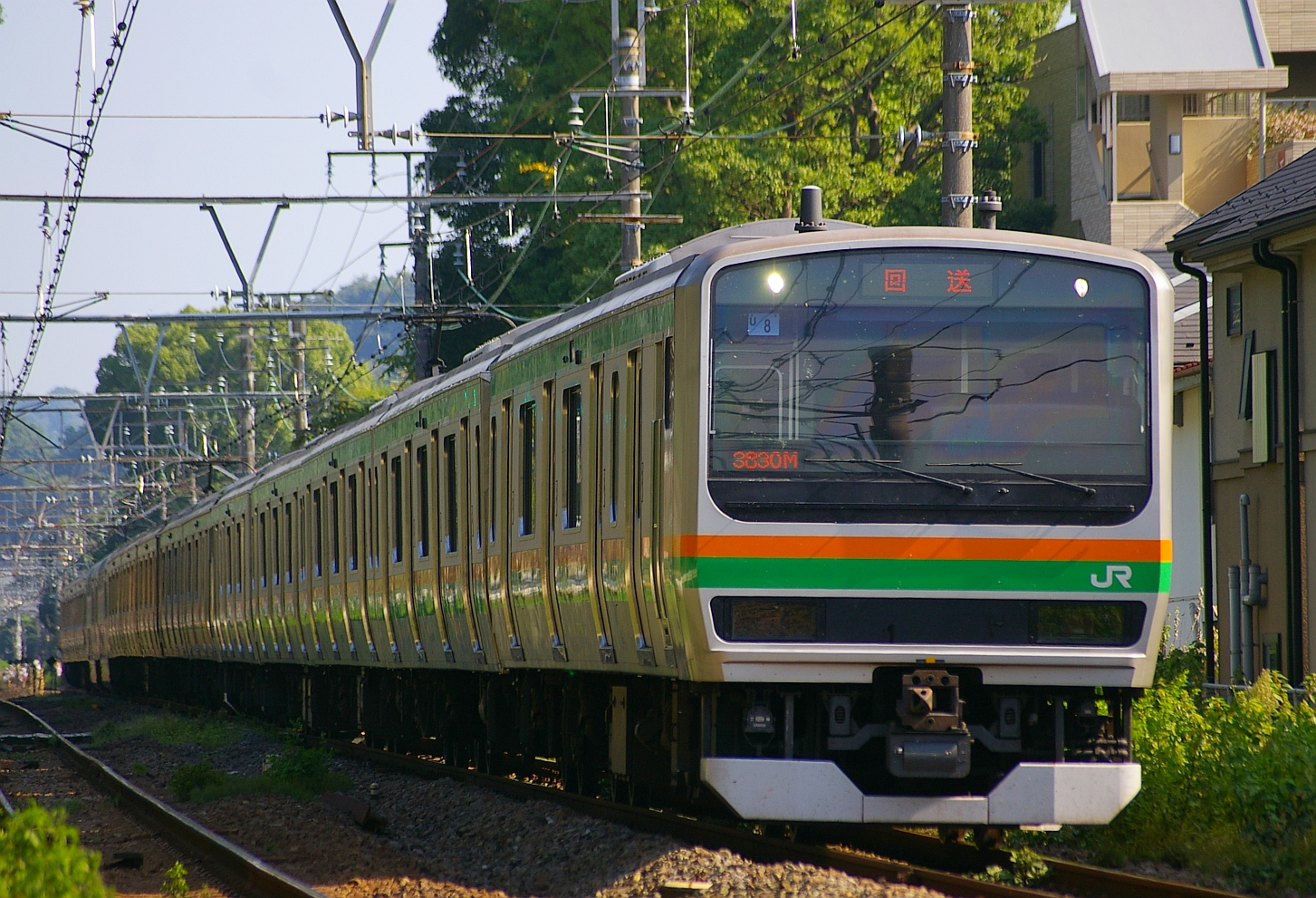
313系
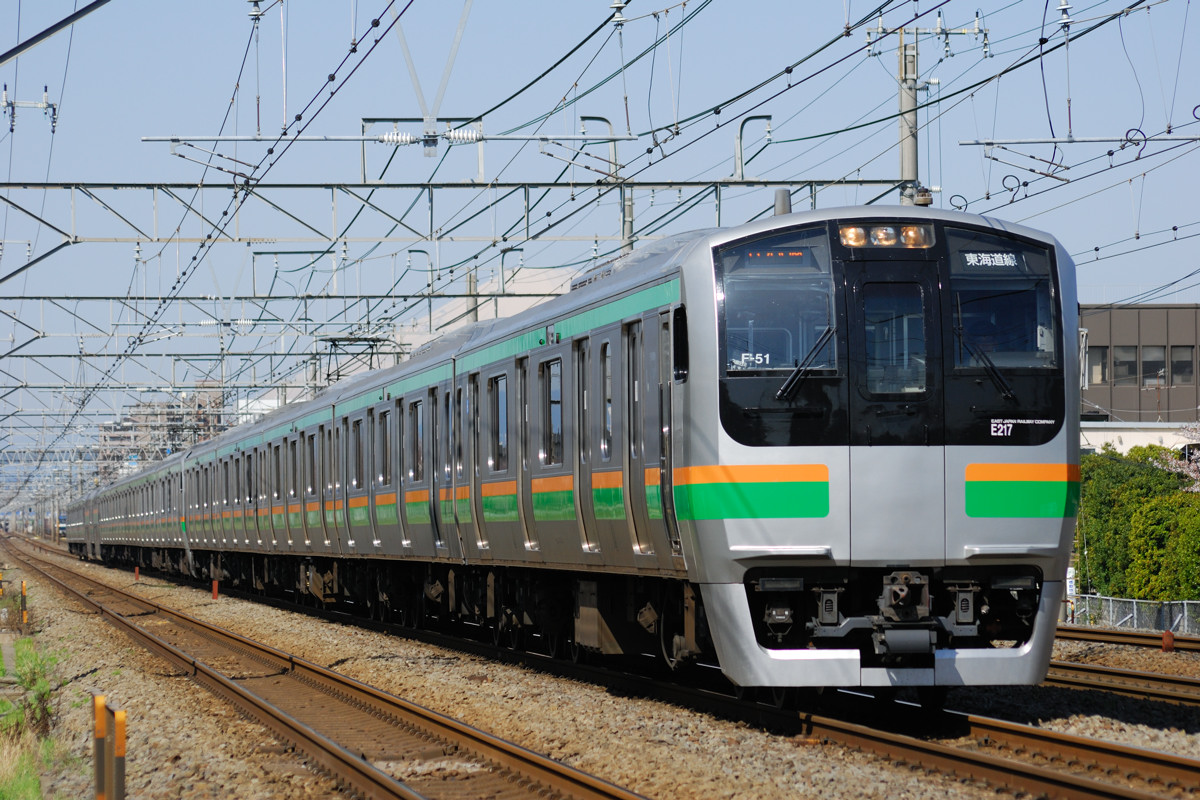
311系
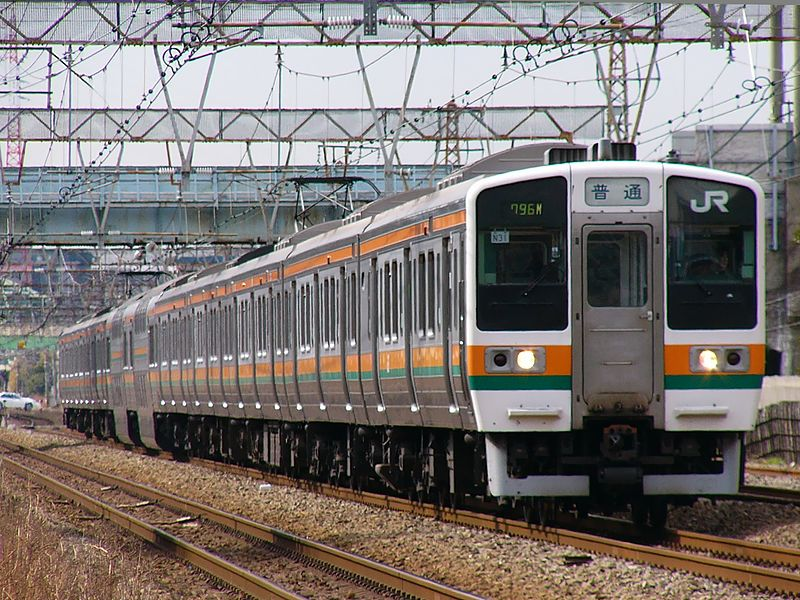
211系5000番台

- JR西日本
  - 普通列車
    - 113系（主要用於直通草津線的班次）
    - 117系（主要用於直通草津線的班次）
    - 207系
    - 321系

  - 快速、新快速
    - 221系（一部分至大垣為止）
    - 223系（一部分至大垣為止）（2016年時間表修正後，直通至大垣的班次會取消)

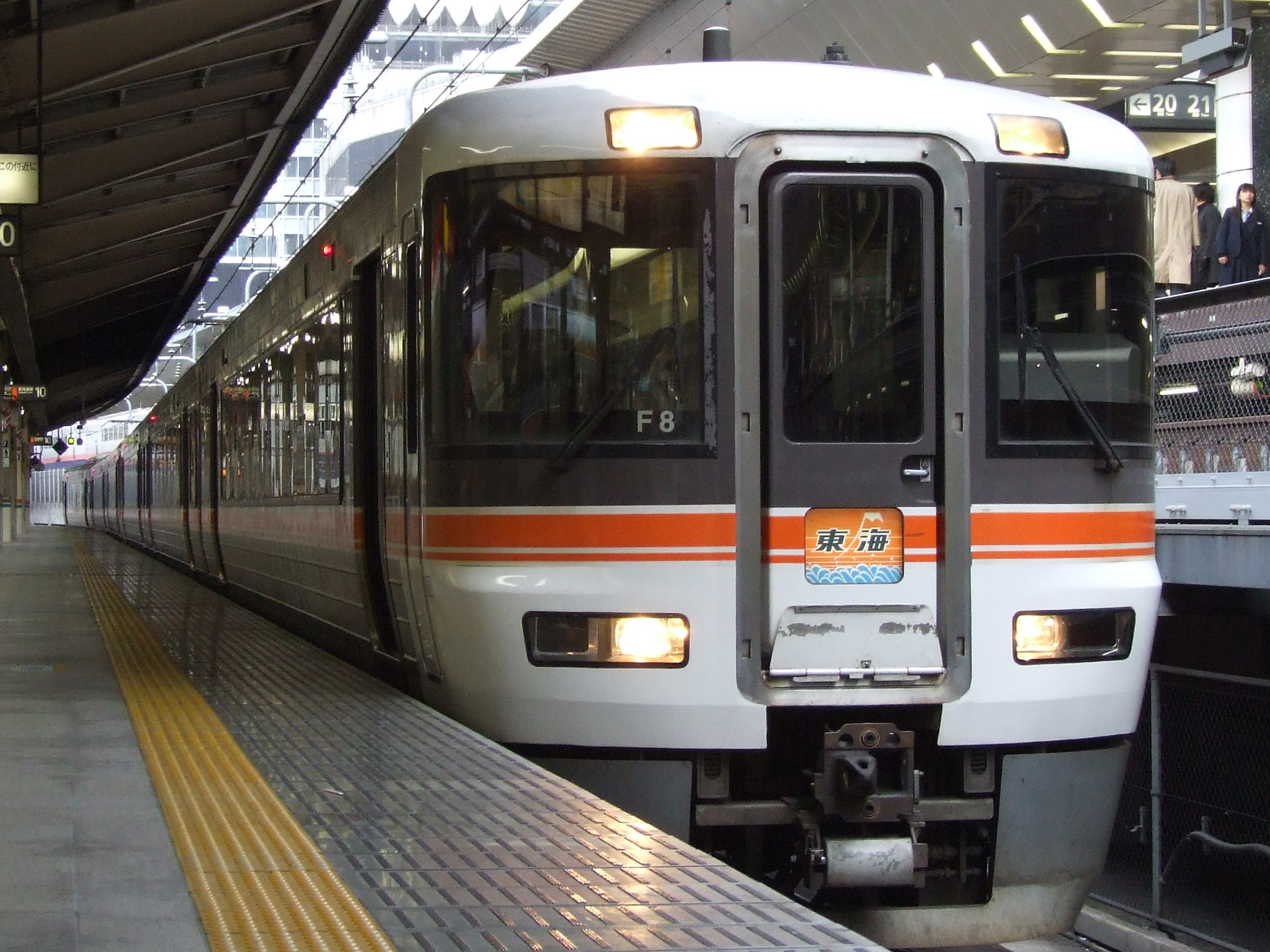
223系2000番台
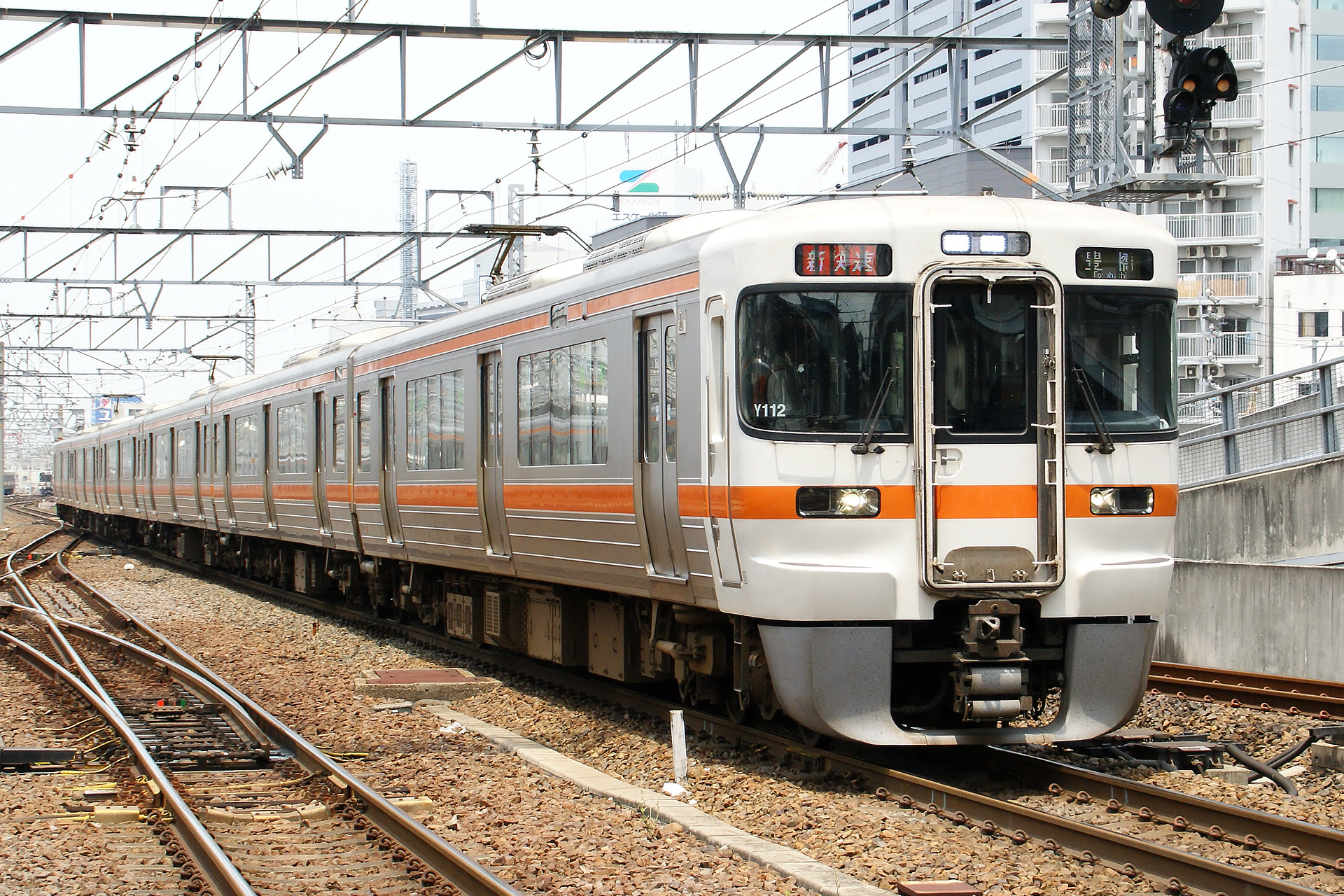
221系（2000年因應新快速定期運用而撤退）
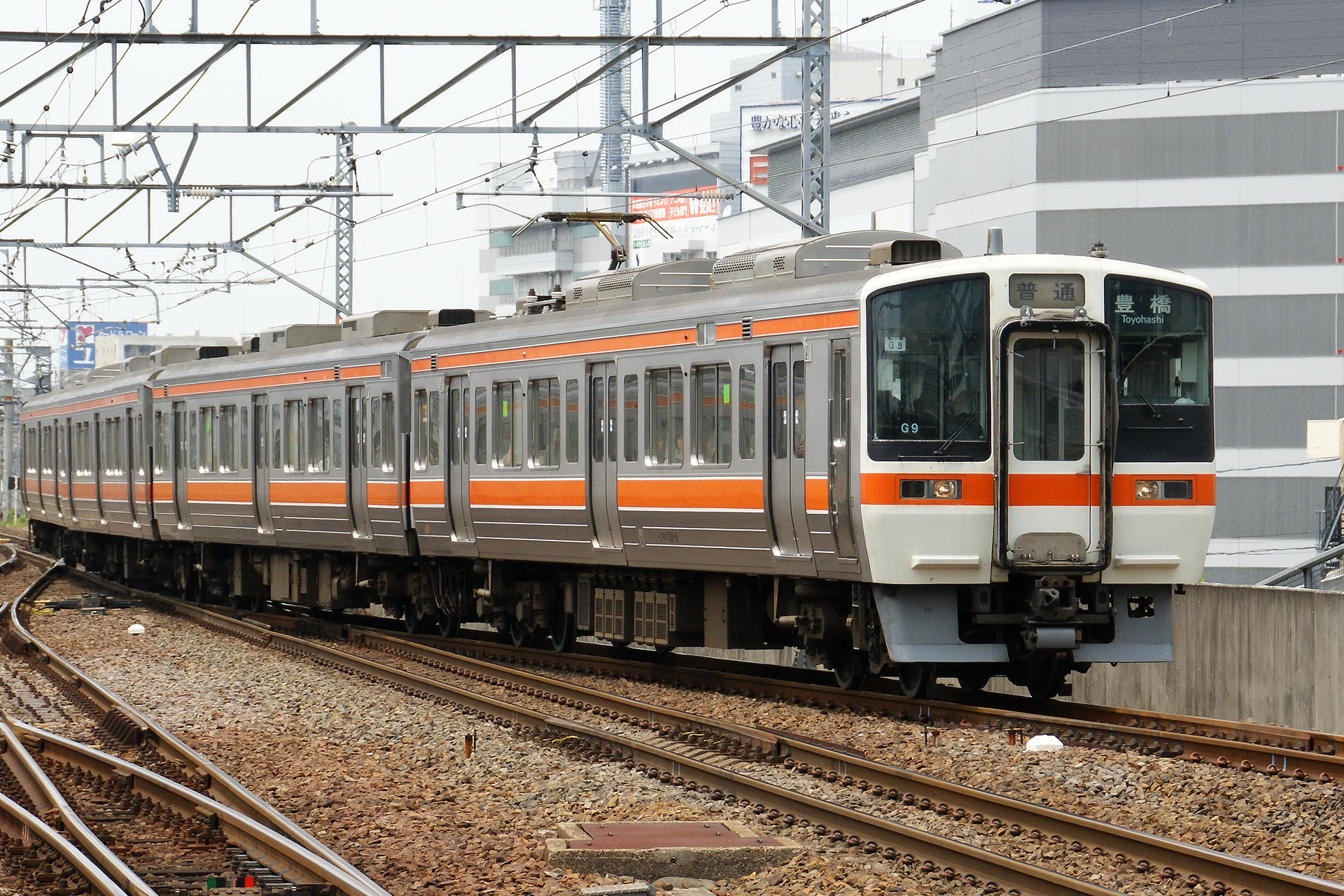
321系
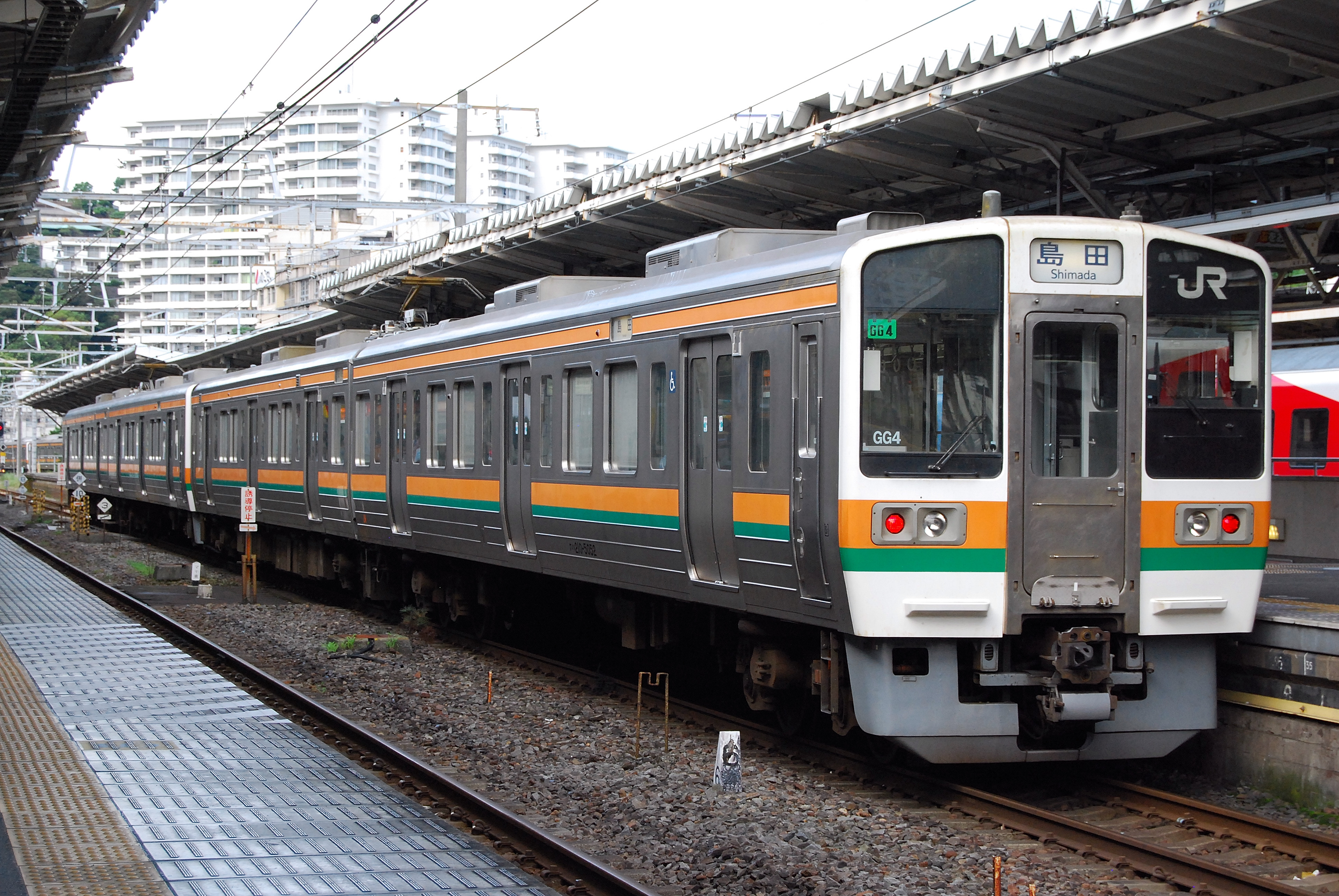
207系（新塗裝）

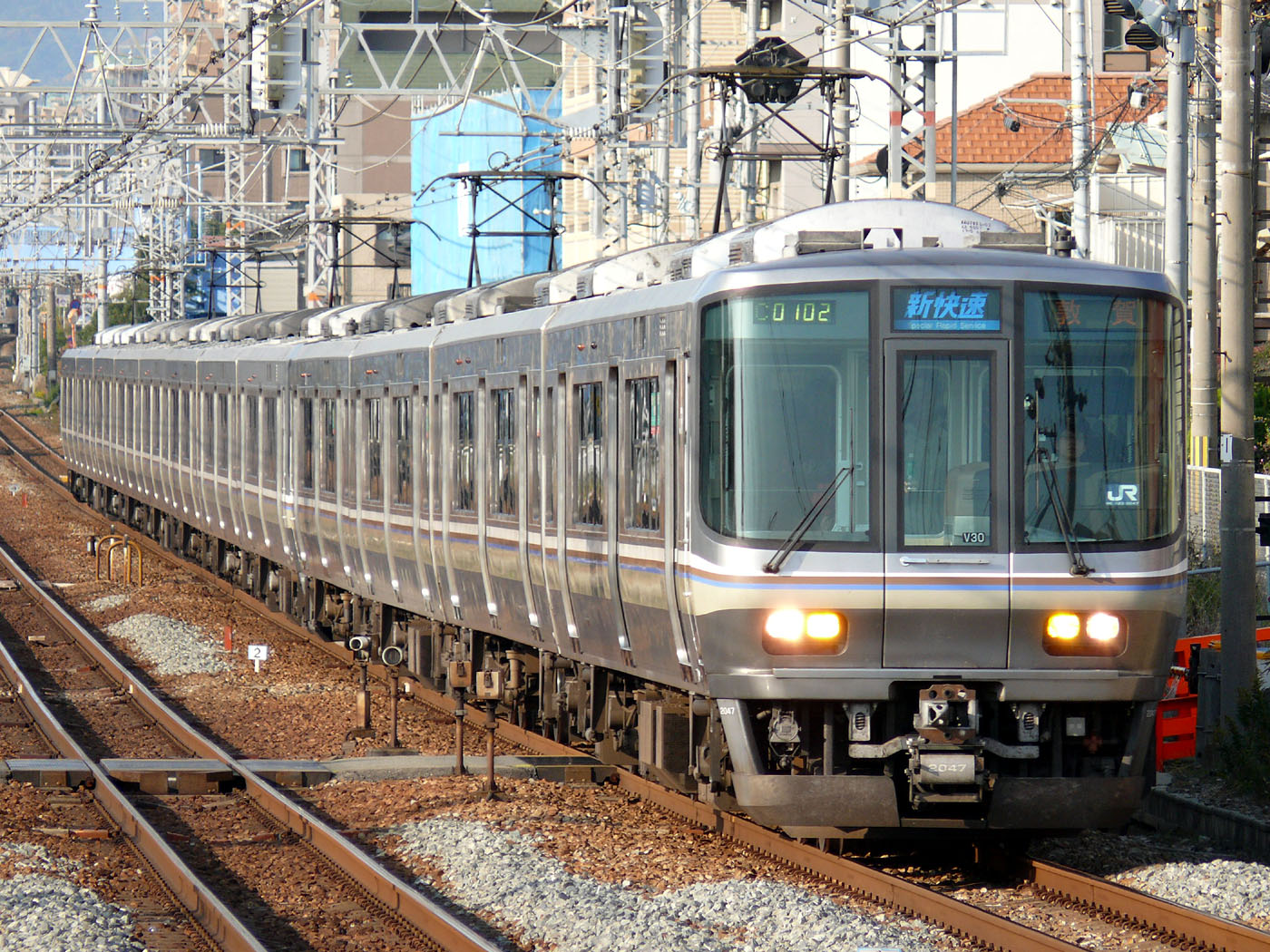
223系2000番台
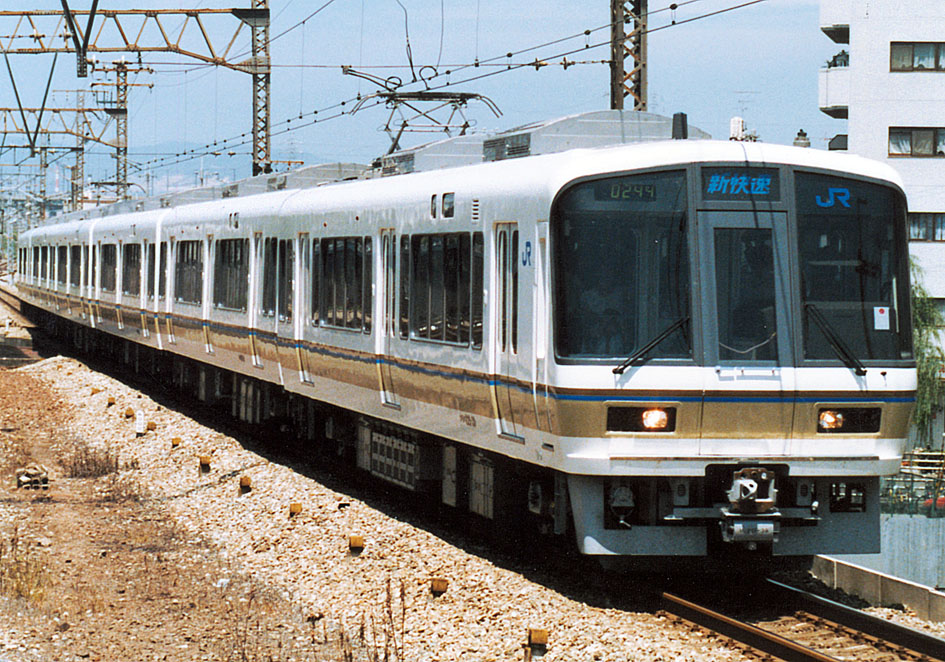
117系（1999年因應新快速運用而撤退）
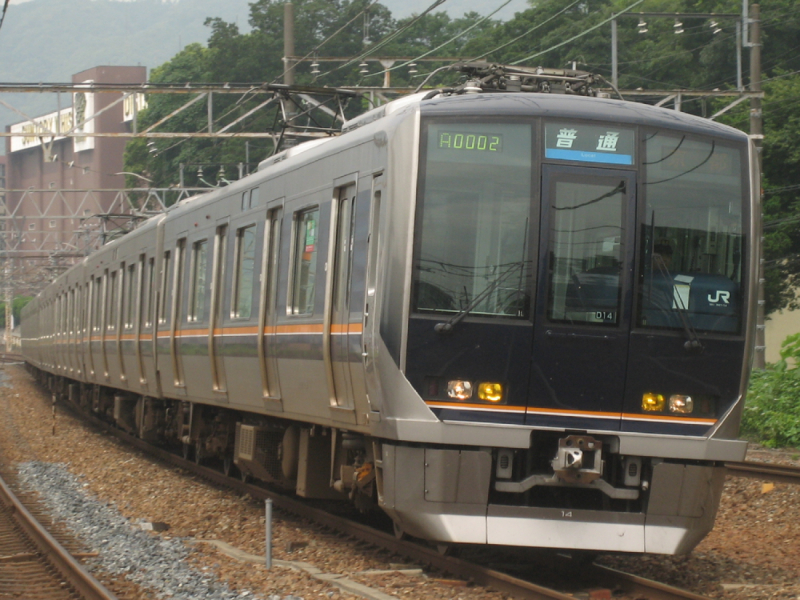
321系
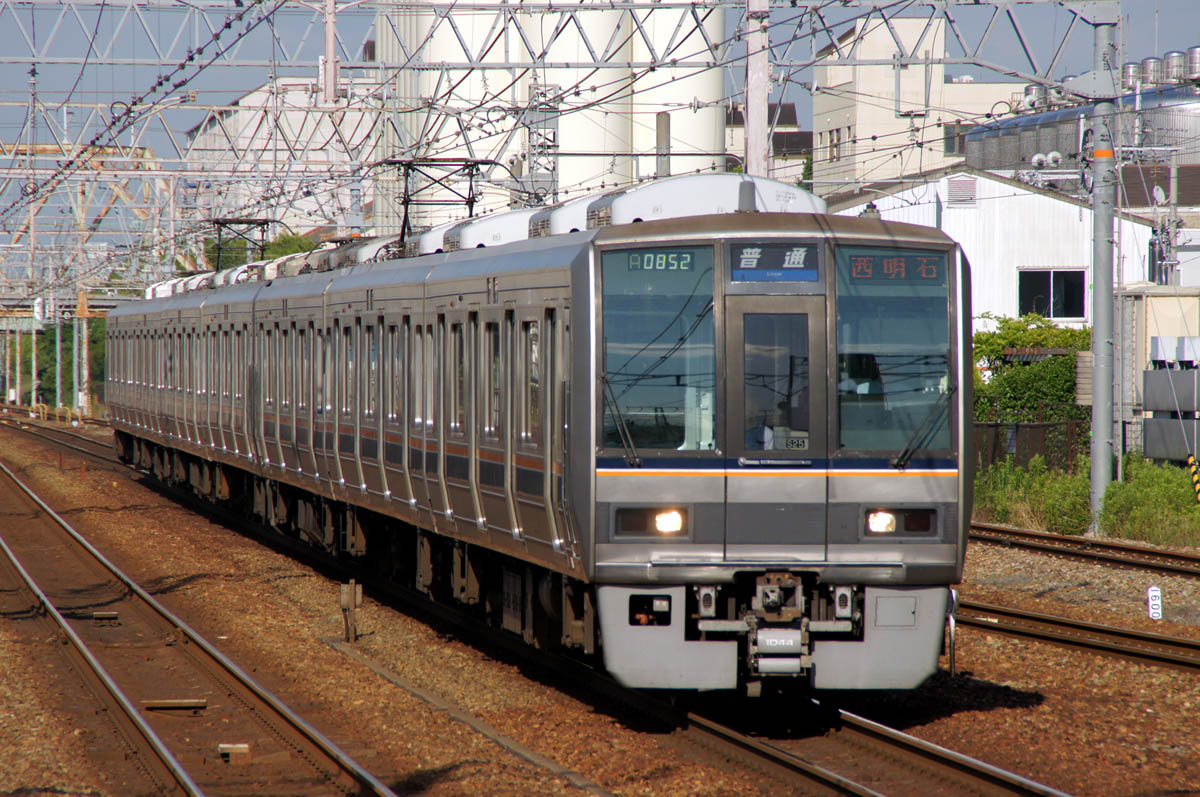
207系（新塗裝）
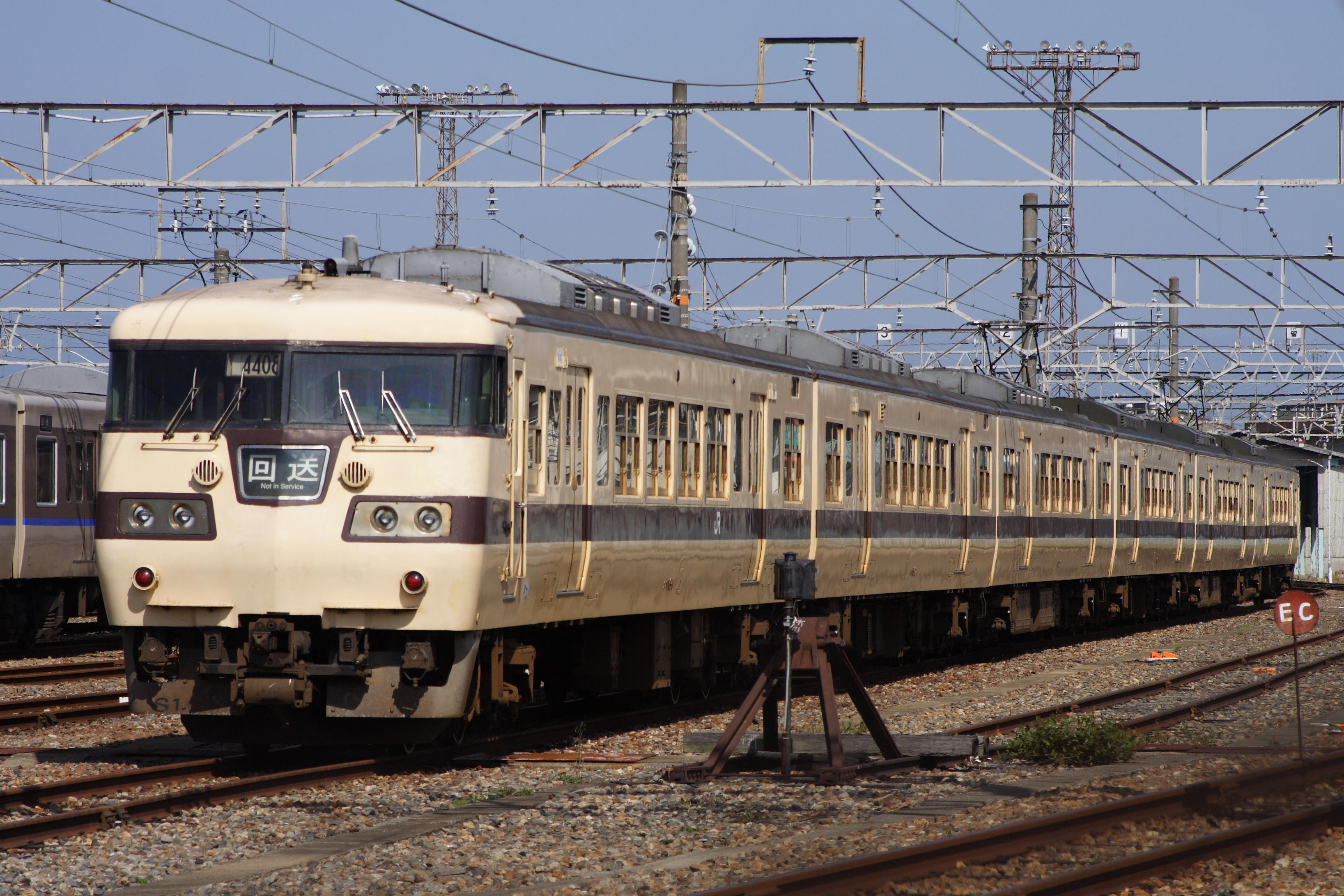
117系（1999年因應新快速運用而撤退）

### 優等列車
東海道線是連結都市與都市，在日本首屈一指的路線，晝行列車中有部分直接延長，並有許多與其他路線直通。

#### 晝行列車
目前都市間聯絡鐵道的機能幾乎全部都讓給了於1964年開業之東海道新幹線，現在並沒有全線通行的晝行優等列車（特急、急行），但是在部分區間裡，因為東海道新幹線之線形等因素，無法提供新幹線服務，因此為了在這些區間內提供服務，以及與支線區域直通運轉之需要，有一部份區間內仍有少數優等列車存在。
各列車於東海道本線內的行駛區間與使用車輛如下述，括弧內為與他線直通的區間，車站是東海道本線行駛區間端點車站與發車、終點站。各列車的詳細內容請參照該列車的條目：
- 舞孃：185系電車
  - 東京站、新宿站－熱海站－（伊東線－伊豆急行線伊豆急下田站）、三島站－（伊豆箱根鐵道駿豆線修善寺站）
- 超級展望舞孃號（スーパービュー踊り子，Superview Odoriko）：251系電車
- 休閒舞孃號（リゾート踊り子，Resort Odoriko）：伊豆急行2100系電力動車組
  - 東京站、新宿站、池袋站、大宮站－熱海站－（伊東線－伊豆急行線伊豆急下田站）
- （Wideview）富士川（（ワイドビュー）ふじかわ）：373系電車
  - 靜岡站－富士站－（身延線甲府站）
- （Wideview）信濃（（ワイドビュー）しなの）：383系電車
  - 大阪站－名古屋站－（中央本線－篠之井線－信越本線長野站） [由2016年3月26日後取消大阪始發班次，自此信濃號不再途經東海道本線路段]
- （Wideview）飛驒（（ワイドビュー）ひだ）：Kiha85系氣動車
  - 名古屋站、大阪站－岐阜站－（高山本線高山站、飛驒古川站、富山站）
- 白鷺：683系電車
  - 名古屋站－米原站－（北陸本線金澤站、富山站、泊站、和倉溫泉站）
- 雷鳥：485系
- Thunderbird：681系、683系電車
  - 大阪站－山科站－（湖西線－北陸本線金澤站、富山站、泊站、魚津站、和倉溫泉站）
- 遙：281系電車
  - 米原站－新大阪站－（大阪環狀線－阪和線－關西空港線關西空港站）
- 琵琶湖特快（びわこエクスプレス）：681系、683系電車
  - 米原站－大阪站
- 黑潮、超級黑潮（くろしお、スーパーくろしお）：381系電力動車組
- 海洋飛箭（オーシャンアロー，Ocean Arrow）：283系電力動車組
  - 京都站－新大阪站－（大阪環狀線－阪和線和歌山站－紀勢本線紀伊田邊站、白濱站、新宮站）
- 北近畿：183系電車
  - 新大阪站－大阪站－尼崎站－（福知山線福知山站－山陰本線豐岡站、城崎溫泉站）
- 文殊：183系電車
  - 新大阪站－大阪站－尼崎站－（福知山線－北近畿丹後鐵道宮福線－宮津線宮津站、久美濱站）
- 丹後探索號（タンゴエクスプローラー，Tango Explorer）：北近畿丹後鐵道KTR8000型柴油動車組
  - 新大阪站－大阪站－尼崎站－（福知山線－北近畿丹後鐵道宮福線－宮津線宮津站、久美濱站）
- 濱風：Kiha181系氣動車
  - 大阪站－神戶站－（山陽本線－播但線－山陰本線香住站、濱坂站、鳥取站）
- 超級白兔（スーパーはくと）：智頭急行HOT7000系柴聯車
  - 京都站－大阪站－神戶站－（山陽本線－智頭急行智頭線－因美線鳥取站－山陰本線倉吉站）

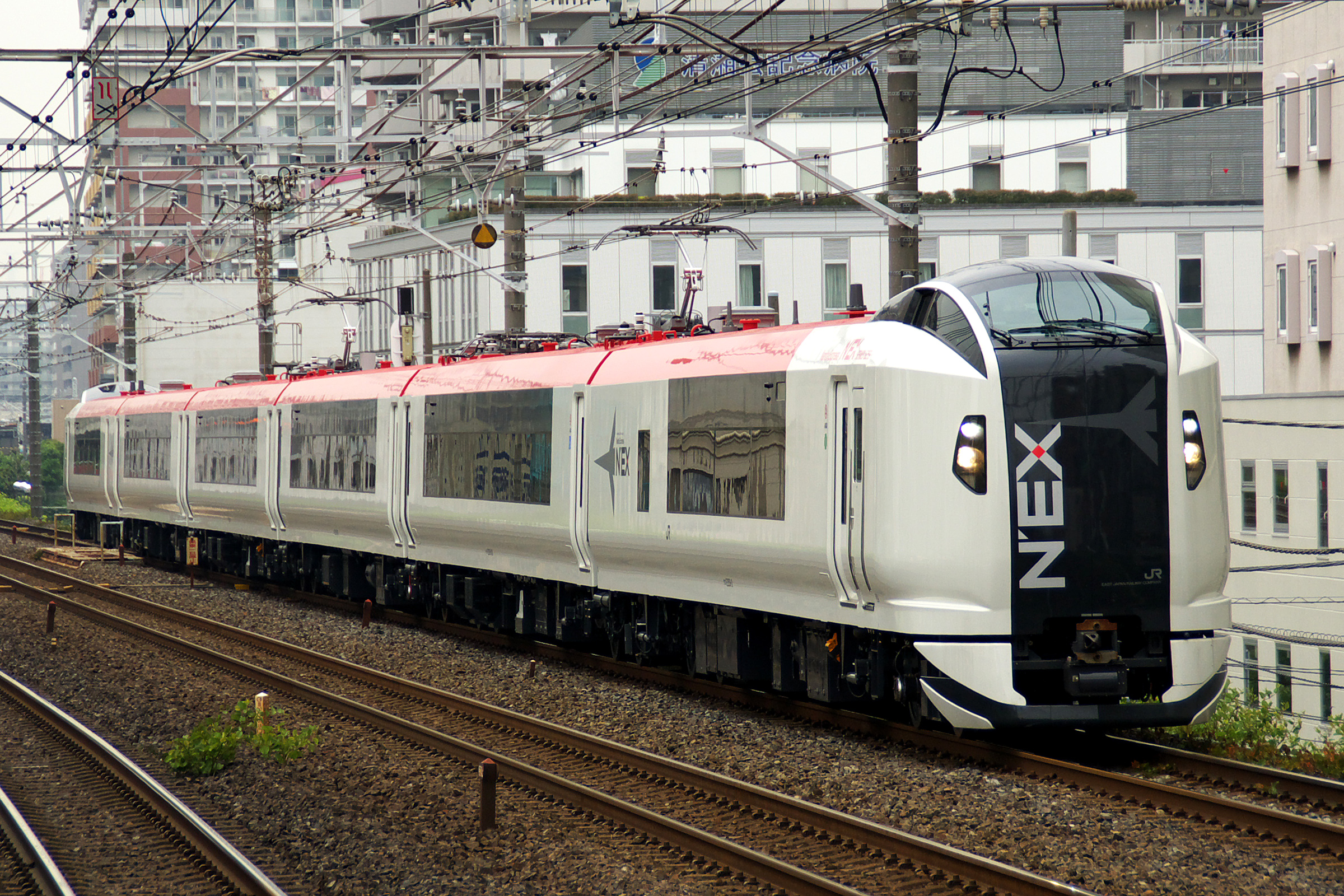
「成田特快」
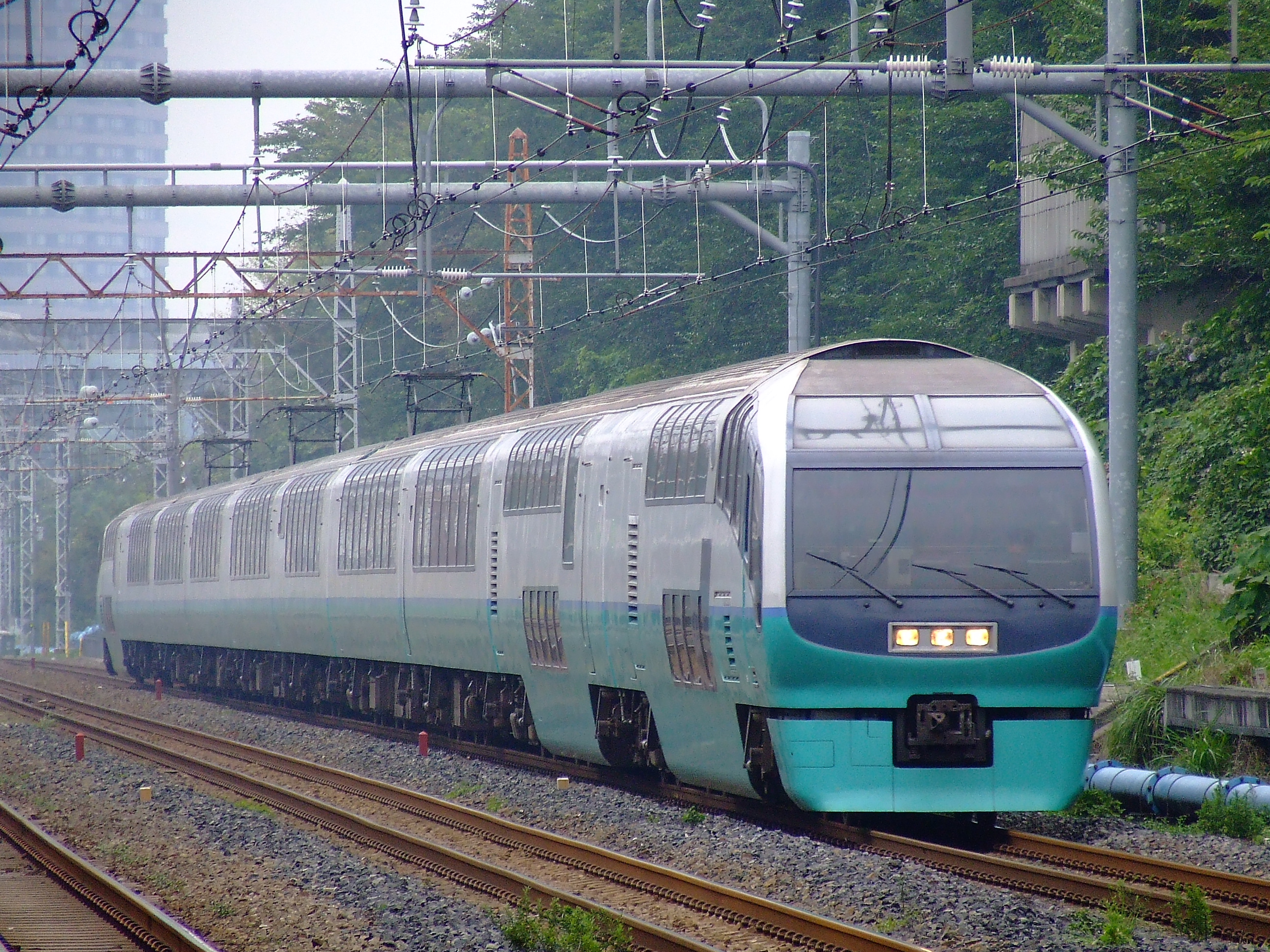
「超級展望舞孃號」
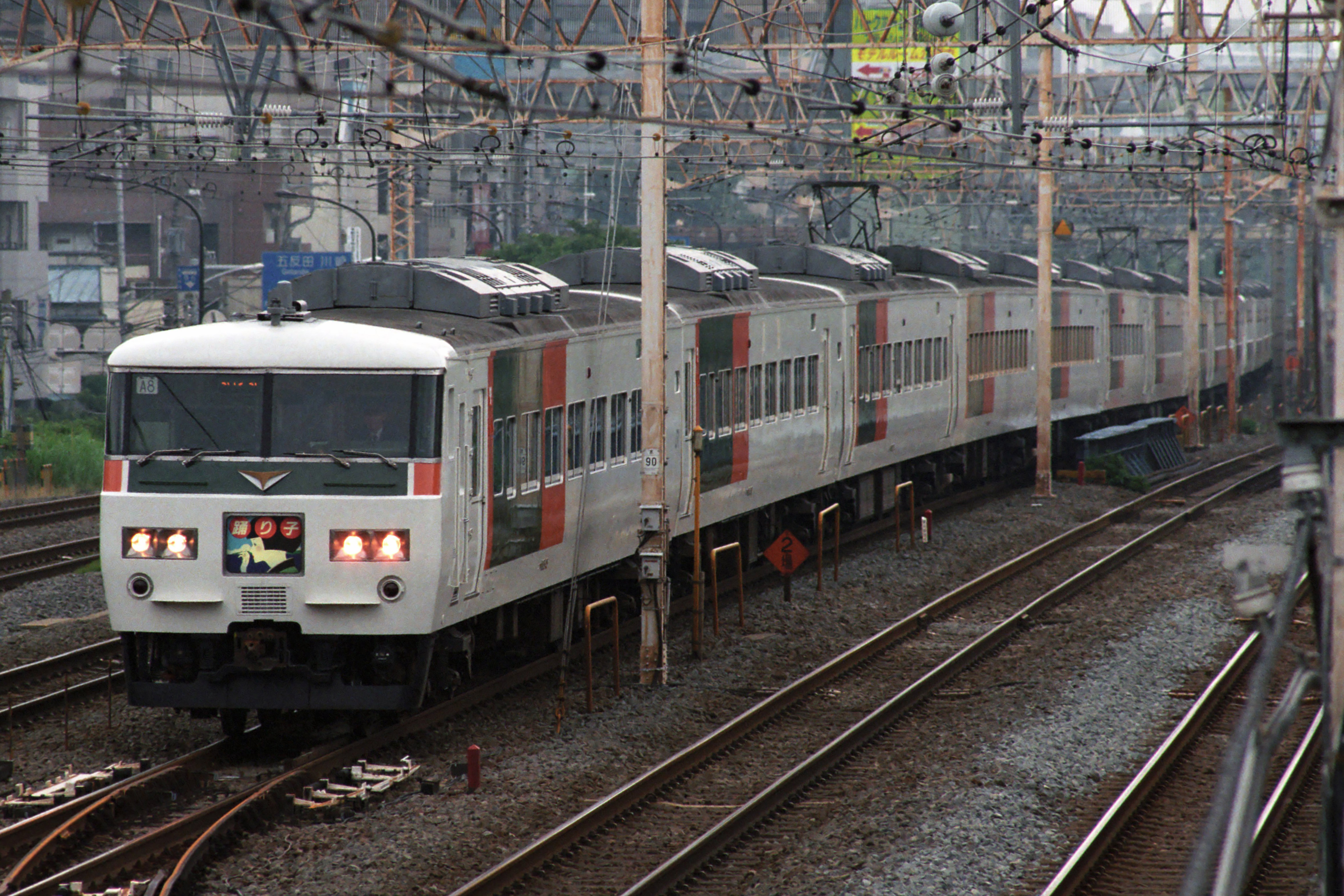
「舞孃號」
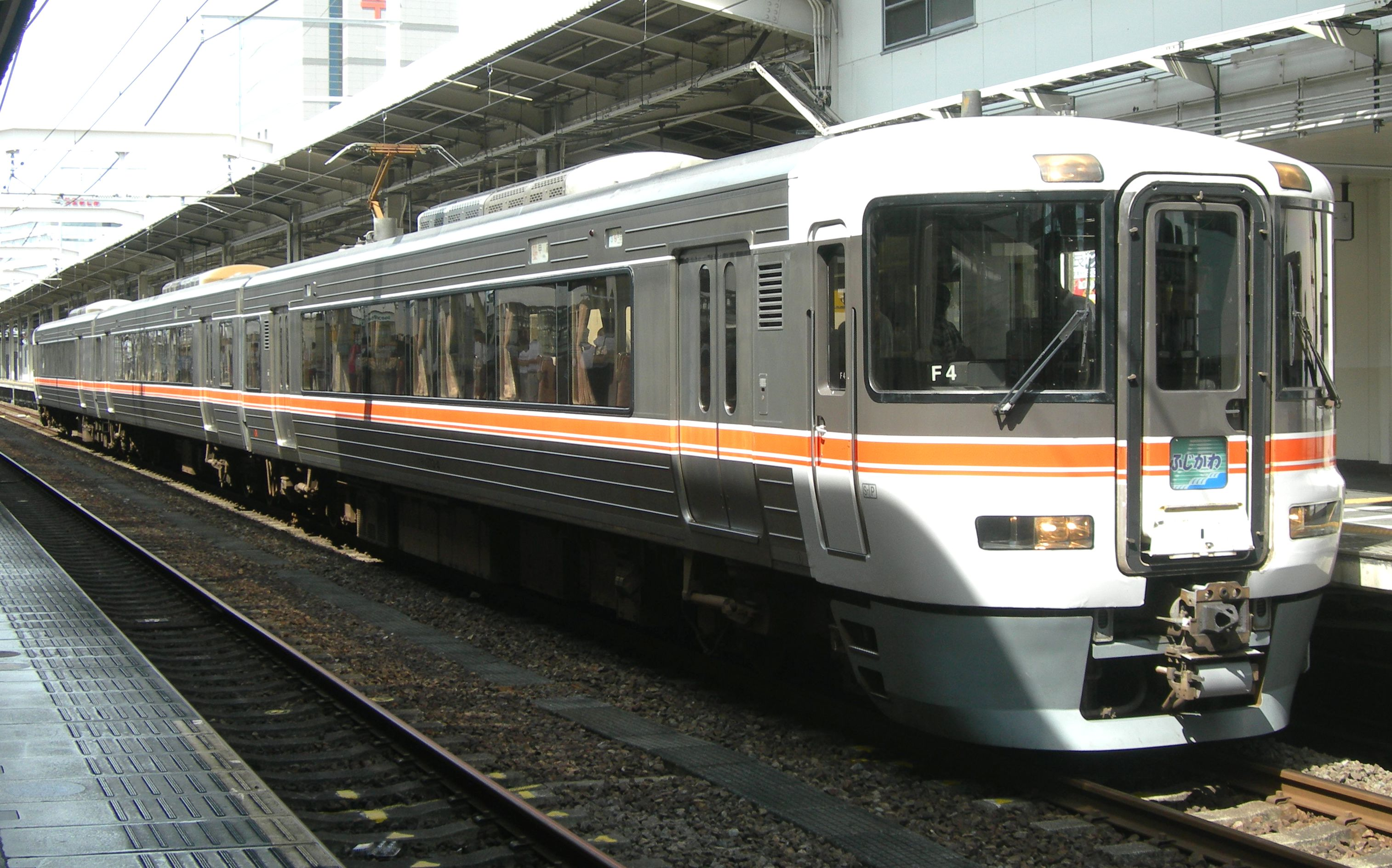
「富士川」
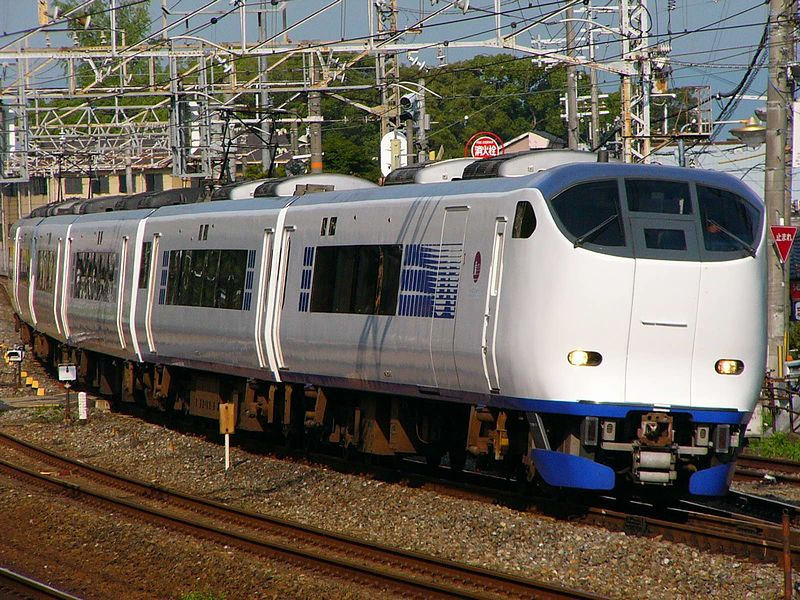
「遙」
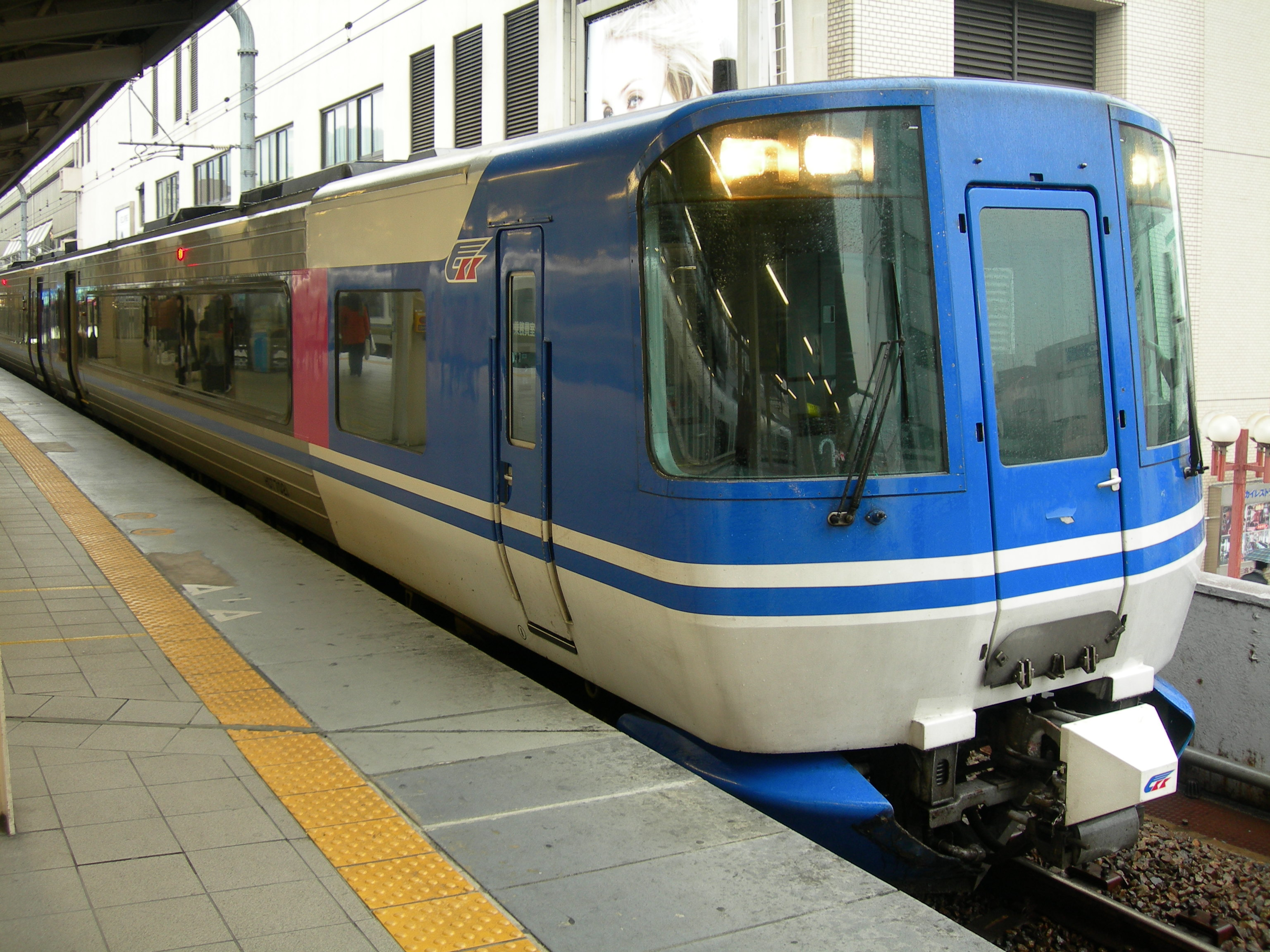
「超級白兔」
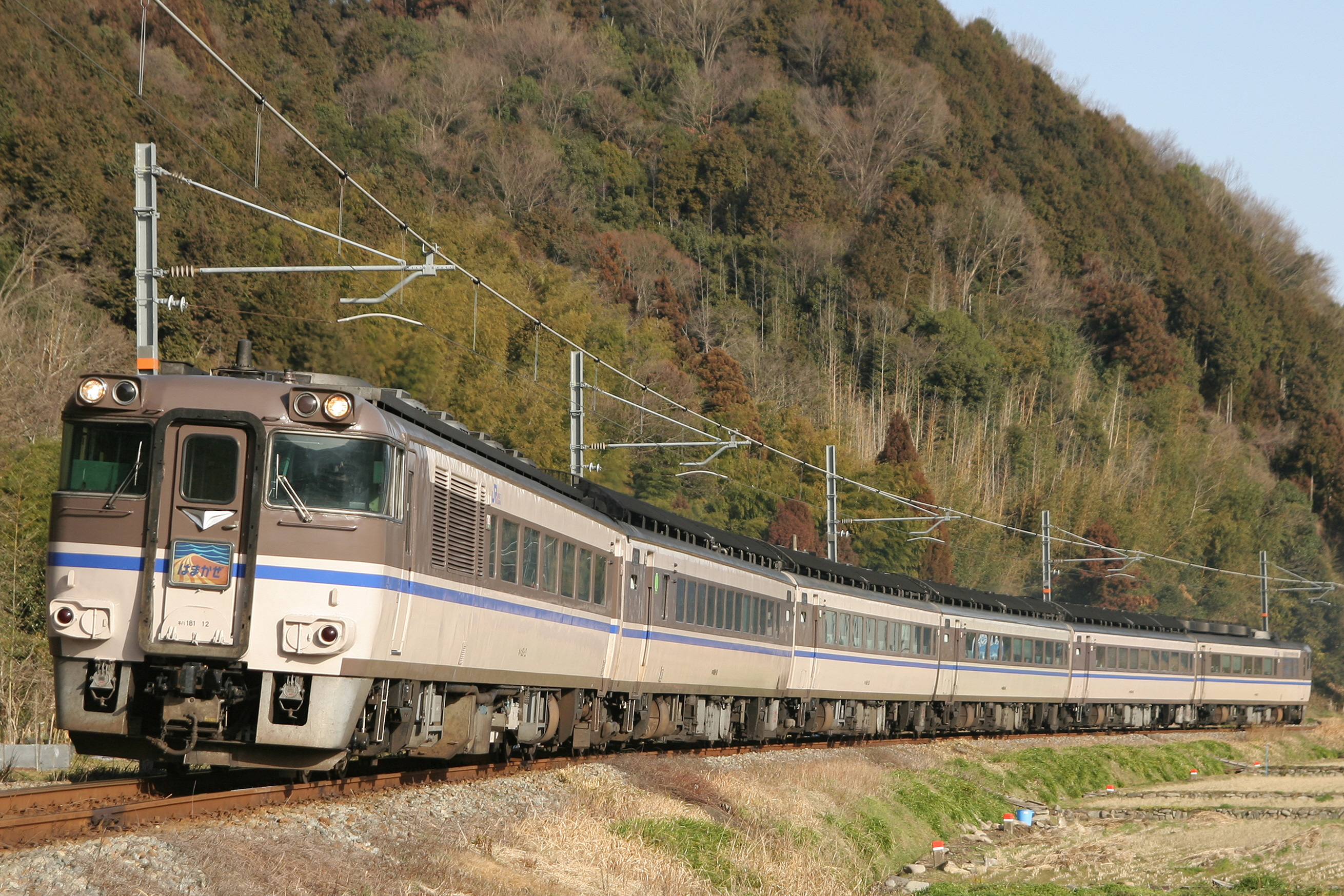
「濱風」

#### 夜行列車
為了與九州、山陰、山陽、四國方向直通運轉，設定有東海道本線全線通行運轉的列車，在時刻表改正的幅度裡持續有縮小的傾向。在2009年3月14日改正時定期全區間通行運轉中的列車如下。
- 富士：14系15形客車（已於2009年3月14日廢止）
  - 東京站－神戶站（通過）－（山陽本線、鹿兒島本線、日豐本線直通－大分站之間）（東京站－門司站之間與「隼」車廂聯掛行駛）
- 隼：14系15形客車（已於2009年3月14日廢止）
  - 東京站－神戶站（通過）－（山陽本線、鹿兒島本線直通－熊本站之間）（東京站－門司站之間與「富士」車廂聯掛行駛）
- Sunrise瀨戶（サンライズ瀬戸）：285系電車
  - 東京站－神戶站（通過）－（山陽本線、瀨戶大橋線、予讚線直通－高松站、松山站之間）（東京站－岡山站之間與「Sunrise出雲」車廂聯掛行駛）
- Sunrise出雲（サンライズ出雲）：285系電車
  - 東京站－神戶站（通過）－（山陽本線、伯備線直通－出雲市站之間）（東京站－岡山站之間與「Sunrise瀨戶」車廂聯掛行駛）
- Sunrise夢想（サンライズゆめ）：285系電車
  - 東京站－廣島站間（臨時列車）

跟晝行列車同樣，只於部分區間運輸的列車有：
- 銀河：24系25形客車（已於2008年3月15日廢止）
  - 東京站－大阪站之間（急行列車）
- 那霸：24系25形客車（已於2008年3月15日廢止）
  - 京都站－神戶站－（山陽本線、鹿兒島本線直通－熊本站）（京都站－鳥栖站之間與「曉」車廂聯掛行駛）
- 曉：14系15形客車（已於2008年3月15日廢止）
  - 京都站－神戶站－（山陽本線、鹿兒島本線、長崎本線直通－長崎站）（京都站－鳥栖站之間與「那霸」車廂聯掛行駛）
- 日本海：24系客車（2012年3月17日以後改為僅在多客期做為臨時列車行駛）
  - 大阪站－山科站－（湖西線－日本海縱貫線直通－青森站）
- 日暮特快（トワイライトエクスプレス，Twilight Express）：24系25形客車
※雖然是臨時列車，但每週仍有定期地開出4班
  - 大阪站－山科站－（湖西線－日本海縱貫線直通－札幌站）
- 北國：583系電車（2012年3月17日以後改為僅在多客期做為臨時列車行駛）
  - 大阪站－米原站－（北陸本線直通－新潟站）（急行列車）

另外，雖然非優等列車，夜行車輛還有以快速列車開行，行走於東京站-大垣站區間的「月光長良」（使用373系電車），另外在多客期也有以183系電車開行的「月光長良」。

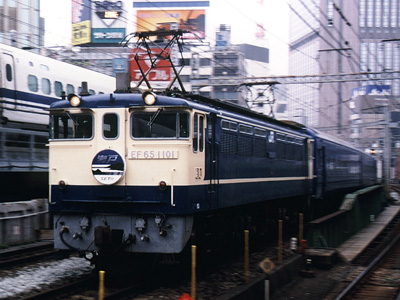
EF65形牽引時代的「瀨戶」

## 歷史
東海道本線延伸的歷史可以說是象徵著日本初期鐵道的歷史。
最早的路段是在新橋－橫濱間以及神戶－京都間，象徵著都市的文化，之後開始有興建連結關東與關西的計畫產生。由當初預定的中山道路徑變更為東海道路徑後，成為一個龐大的計畫，建設速度大幅進展。
但在當時，神戶站－大津站間以及長濱站－關原站－大府站－武豐站間，為了要輸送建設資材而建設的鐵道逐漸開業，為了要連結名阪神，大津與長濱間開設了日本最早的火車渡輪－太湖汽船，因此在將既有路線積極活用以便降低建設預算的前提下，東海道本線名古屋－草津之間並非江戶時代的東海道，改沿著美濃路與中山道路徑鋪設。此外當時，在東海道本線路線之外，關西鐵道於熱田（名古屋）－龜山－草津之間，以振興沿線經濟為目的鋪設鐵道，也就是現在的草津線與關西本線。
開始之初，因為「宿場的客人不會再來」「火車會造成火災」等等來自宿場的反對理由，無法取得市街用地因此多半選擇建設於郊外的路徑，因此車站設置地點多半距離宿場較遠。大眾認知到鐵路的便利性後，街道的機能便逐漸轉移至車站附近，連結車站與舊街道間的鐵道也就大量的開始興建。
興建時因為沿岸伊豆、箱根、伊吹山、逢坂山等地方需要挖掘隧道，難度較高，因此採用較內陸的走線（山線）。其後於1920年代興建海線部分，該路段於1934年開通後，取代山線成為本線，而原來山線路段則成為現在的御殿場線。
對台灣鐵路建設貢獻極大的長谷川謹介曾在1878年至1889年參與東海道本線的建設，並將他在建設東海道線時培育出的優秀技術及管理能力帶到台灣。
2001年開始，經由新宿站與高崎線直通運轉（湘南新宿線）。
在2015年，JR東日本把列車線透過上野東京線把東北本線連接起來，列車可經由東京站與宇都宮線、高崎線、常磐線等開始相互直通運行，東海道線的列車從此跟東北本線的列車直通運行，令東海道線列車運行範圍擴大。

### 年表
此處以該路線的軌道變遷與車站開業、改廢等為中心記述。附有*號的車站，在路線分離以後就不再是東海道本線的車站。

#### 新橋站－神戶站間全通為止
- 1872年（明治5年）
  - 6月12日（格里曆。日本在此年12月仍然採用舊曆的陰陽曆，即五月初七）：品川站－橫濱站間（14M57C78L≒23.69公里）作為旅客線臨時開業。品川站、*橫濱站（第一代，現在的櫻木町站）開業。當時不停車有1日2班來回。所需時間為35分鐘。
  - 7月10日（六月初五）：川崎站、神奈川站（日语：神奈川駅 (国鉄)）開業。
  - 10月14日（九月十二）：新橋站－品川站間（3M17C52L≒5.18公里）延伸開業，新橋站－橫濱站間（17M75C30L≒28.87公里）正式開業。新橋站（後來的汐留站）、鶴見站開業。
- 1873年（明治6年）9月15日：新橋站－橫濱站間開始貨物營業。日本首次貨物列車運行日。
- 1874年（明治7年）
  - 5月11日：大阪站－神戶站間（20M27C56L≒32.74公里）作為旅客線開業（三之宮站－神戶站間複線）。大阪站、西之宮站（現在的西宮站）、三之宮站（現在的元町站附近）、神戶站開業。
  - 6月1日：神崎站（現在的尼崎站）、住吉站開業。
  - 12月1日：大阪站－神戶站間開始貨物營業。
- 1875年（明治8年）5月1日：支線（安治川支線）大阪站－安治川站間（1M60C≒2.82公里）開業。安治川站（日语：安治川駅）開業。
- 1876年（明治9年）
  - 6月12日：大森站開業。
  - 7月26日：向日町站－大阪站間（22M56C57L≒36.54公里）作為旅客線延伸開業。向日町站、高槻站開業。
  - 8月9日：山崎站、茨木站、吹田站開業。
  - 9月5日：向日町站－大宮通臨時停車場間（3M47C≒5.77公里）延伸開業。大宮通臨時停車場（日语：仮駅）（現在的京都貨物站（日语：京都貨物駅）附近）開業。
  - 12月1日：新橋站－品川站間複線化。該路段開設田町臨時停車場。
- 1877年（明治10年）
  - 2月6日：京都站－大宮通臨時停車場間（40C11L≒0.81公里）延伸開業。大宮通臨時停車場廢除，京都站開業。前一天的2月5日，為了紀念神戶站－京都站間全線通車，明治天皇親自前往京都站主持鐵道開通典禮。
  - 9月1日：田町臨時停車場廢除。
  - 11月20日：京都站－大阪站間開始貨物營業。
  - 12月1日：安治川支線大阪站－安治川站間（1M60C）廢除。安治川站廢除。
- 1879年（明治12年）
  - 3月1日：大森站－川崎站間複線化。
  - 8月18日：大谷站－京都站間（8M10C81L≒13.09公里）延伸開業。*稻荷站、山科站（第一代）、大谷站開業。途經一部分現在成為奈良線的路線。至舊大谷站為止的舊路線後來成為名神高速公路。
  - 11月1日：川崎站－鶴見站間複線化。
- 1880年（明治13年）
  - 7月15日：逢坂山隧道（日语：逢坂山トンネル）開通，大津站－大谷站間（3M13C96L≒5.11公里）延伸開業（馬場站－大谷站間為1M70C82L≒3.03公里），大津站－神戶站間全線通車。馬場站（現在的膳所站）、石場站、大津站（第一代，後來的濱大津站）開業。此京都站－大津站間途經逢坂山（日语：逢坂山），採用比現在路線迂回的路線。
  - 11月14日：品川站－大森站間複線化。
- 1881年（明治14年）5月7日：鶴見站－橫濱站間複線化。至此新橋站－橫濱站間複線化完成。
- 1882年（明治15年）5月1日：太湖汽船（日语：太湖汽船）在琵琶湖上的長濱站－大津站間的鐵道聯絡船啟航。
- 1883年（明治16年）5月1日：關原站－長濱站間（14M32C65L≒23.19公里）開業。此路段途經伊吹山，與現在的路線不同。關原站、春照站（日语：春照駅）開業。長濱站與官設鐵道金崎站（日语：敦賀港駅）方向接續。
- 1884年（明治17年）5月25日：大垣站－關原站間（8M35C32L≒13.59公里）延伸開業。大垣站、垂井站開業。
- 1885年（明治18年）
  - 3月16日：上阪站（日语：上阪駅）開業。
  - 12月10日：上阪站廢除。
- 1886年（明治19年）
  - 3月1日：武豐站－熱田站間（20M49C38L≒33.18公里）開業（後來的大府站－熱田站間為7M76C20L≒12.80公里）。*武豐站、*半田站、*龜崎站、*緒川站（第一代）、大高站、熱田站開業。此路線的建設物資由武豐港進行送入送出和運輸。
  - 4月1日：熱田站－清洲站間（8M54C80L≒13.98公里）延伸開業。清洲站（第一代，現在的枇杷島站）開業。
  - 5月1日：清洲站－一之宮站間（6M2C50L≒9.71公里）延伸開業。名護屋站（現在的名古屋站）、一之宮站（現在的尾張一宮站）開業。
  - 6月1日：一之宮站－木曾川站間（3M43C20L≒5.70公里）延伸開業。木曾川站開業。
- 1887年（明治20年）
  - 1月21日：大垣站－加納站間（8M72C84L≒14.34公里）延伸開業。加納站（現在的岐阜站）開業。
  - 4月25日：木曾川站－加納站間（4M44C78L≒7.34公里）延伸開業，武豐站－長濱站間全線通車。中途建設木曾川鐵橋花費較多時間。名護屋站改名為名古屋站。
  - 7月11日：橫濱站（第一代）－國府津站間（30M73C80L≒49.76公里）延伸開業。程谷站（現在的保土谷站）、戶塚站、藤澤站、平塚站、大磯站、國府津站開業。
  - 9月10日：大府站開業。緒川站（第一代）廢除。
- 1888年（明治21年）
  - 9月1日：濱松站－大府站間（55M44C4L≒89.40公里）延伸開業。濱松站、馬郡站（現在的舞阪站）、鷲津站、豐橋站、御油站（現在的愛知御津站）、蒲郡站、岡崎站、刈谷站開業。濱松站－長濱站間為本線，大府站－武豐站間為支線。
  - 11月1日：大船站開業。
  - 12月1日：馬郡站改名為舞坂站。
  - 12月15日：加納站改名為岐阜站。
- 1889年（明治22年）
  - 2月1日：國府津站－靜岡站間（71M27C≒114.81公里）延伸開業。國府津站至沼津站的中途為了避開箱根現途經現在的御殿場線鋪設路線。*松田站、*山北站、*小山站（現在的駿河小山站）、*御殿場站、*佐野站（現在的裾野站）、沼津站、鈴川站（現在的吉原站）、岩淵站（現在的富士川站）、興津站、江尻站（現在的清水站）、靜岡站開業。
  - 4月16日：靜岡站－濱松站間（47M35C≒76.34公里）延伸開業。此時，長濱站－大津站間使用琵琶湖的水運輸，關東至關西的輸送路線可以一次過完成。燒津站、藤枝站、島田站、堀之內站（現在的菊川站）、掛川站、袋井站、中泉站（現在的磐田站）開業。

#### 新橋站－神戶站間全通以後
- 1889年（明治22年）
  - 7月1日：分岔點（後來的深谷站（日语：深谷駅 (滋賀県)）[注釋 1]）－長岡站（現在的近江長岡站）－馬場站間（43M22C≒69.64公里、關原站－分岔點間為4M45C≒7.34公里）延伸開業，新橋站－神戶站間全線通車（直通1日1班來回。單向約20小時。車費下等3日圓76錢）。長岡站、米原站、彥根站、能登川站、八幡站（現在的近江八幡站）、草津站開業。春照站廢除。分岔點－長濱站間暫停營業。馬場站－大津站間的旅客營業廢除，成為貨物支線。太湖汽船的長濱站－大津站間航路廢除。
  - 7月6日：營業距離單位改為英哩、鏈（新橋站－神戶站間 376M24C65L→376M31C、分岔點－長濱站間 9M67C65L→9M60C）。
- 1890年（明治23年）
  - 5月16日：蒲原站、金谷站開業。
  - 9月7日：蒲原站－興津站間開設興津川站。豪雨導致興津川橋樑損毀。
  - 11月19日：興津川站廢除。
- 1891年（明治24年）
  - 1月12日：深谷站－長濱站間作為貨物支線恢復運行。與本線的分岔點（貨）深谷站（日语：深谷駅 (滋賀県)）開業。御殿場站－沼津站間複線化。
  - 3月1日：小山站－御殿場站間複線化。
  - 6月16日：安城站、野洲站開業。
- 1894年（明治27年）
  - 4月16日：西之宮站－三之宮站間複線化。
  - 8月：後來的大井聯絡所與後來的大崎站連結的軍用短絡線竣工。
  - 9月：神奈川站－程谷站間的軍用短絡線竣工。
- 1895年（明治28年）
  - 4月1日：制定路線名稱、新橋站－神戶站間、大船站－橫須賀站間、大府站－武豐站間、深谷站－長濱站間、米原站－敦賀站－金崎站間[8]、馬場站－大津站間為東海道線。
- 1896年（明治29年）
  - 月日不明：御殿場站－佐野站間開設神山合圖所。
  - 3月11日：大阪站－西之宮站間複線化。
  - 4月7日：二川站開業。
  - 5月1日：河瀨站開業。
  - 7月5日：向日町站－吹田站間複線化。
  - 11月：貨物支線深谷站－長濱站間休止。
- 1896年（明治29年）度：神奈川站－程谷站間的軍用短絡線讓渡予陸軍省。
- 1897年（明治30年）3月5日：大谷站－京都站間複線化。
- 1898年（明治31年）
  - 4月15日：馬場站－大谷站間複線化，馬場站－京都站間的複線化完成。
  - 6月15日：茅崎站、三島站（第一代，現在的下土狩站）開業。
  - 7月10日：天龍川站開業。
  - 7月15日：蒲原站－興津站間複線化。
  - 8月1日：神奈川站－程谷站間的短絡線（2M16C≒3.54公里）開業，編入本線。神奈川站－橫濱站間、程谷站－橫濱站間成為支線。橫濱站－大船站間複線化。支線馬場站－大津站間恢復旅客營業，石場站－大津站間更改距離（3C≒0.06公里延長）。
  - 10月1日：京都站－向日町站間複線化。
  - 12月15日：大船站－茅崎站間複線化。
  - 12月25日：岩淵站－蒲原站間、興津站－靜岡站間複線化。
- 1899年（明治32年）
  - 2月3日：吹田站－大阪站間複線化。
  - 2月24日：沼津站－鈴川站間複線化。
  - 6月15日：沼津站－蛇松站間的非營業線開業。
  - 7月13日：熱田站－名古屋站間複線化。
  - 8月5日：平塚站－國府津站間複線化。
  - 10月15日：關原站－長岡站間的途經柏原站的現行線（6M28C≒10.22公里）開業。舊線休止。
  - 12月28日：關原站－深谷站－長岡站間（6M28C）的舊線與貨物支線深谷站－長濱站間（9M60C≒15.69公里）廢除。（貨）深谷站廢除。
- 1900年（明治33年）度：神山合圖所改名為神山信號所，野洲川合圖所改名為野洲川信號所，富士川合圖所改名為富士川信號所。
- 1901年（明治34年）
  - 2月5日：國府津站－山北站間複線化。
  - 3月15日：品川站－大森站間開設大井聯絡所。大井聯絡所－大崎站間開始貨物列車運行。
  - 6月11日：山北站－小山站間複線化。現在的御殿場線路段全線複線化完成。
  - 8月1日：大井聯絡所－大崎站間（72C≒1.45公里）正式開業。
  - 8月23日：大垣站－垂井站間複線化。
  - 10月10日：平沼站（日语：平沼駅 (国鉄)）開業。
  - 11月27日：八幡站－野州站間複線化。
  - 11月28日：能登川站－八幡站間複線化。
  - 12月1日：河瀨站－能登川站間複線化。
  - 12月5日：米原站－河瀨站間複線化。
  - 12月28日：關原站－長岡站間複線化。
- 1902年（明治35年）
  - 1月1日：大津線開設紺屋關站。
  - 2月10日：垂井站－關原站間複線化。
  - 4月15日：二宮站開業。
  - 6月16日：野洲站－草津站間複線化。野洲川信號所廢除。
  - 9月1日：蒲郡站－岡崎站間複線化。
  - 11月1日：長岡站－米原站間複線化。新橋站－神戶站間更改距離，該路段延長8C≒0.16公里。米原站－敦賀站－金崎站間作為北陸線分離[9]。
  - 11月12日：營業距離的單位更改為只以英哩顯示（新橋站－神戶站間 375M17C→375.2M、神奈川站－橫濱站間 1M55C→1.7M、程谷站－橫濱站間 2M38C→2.5M）。
  - 12月21日：靜岡站－燒津站間開設石部信號所。靜岡站－石部信號所間複線化。
- 1903年（明治36年）
  - 1月20日：程谷站－戶塚站間開設川上信號所，小山站－御殿場站間開設足柄信號所。
  - 4月1日：石山站開業。
  - 7月6日：鷲津站－豐橋站間複線化。
  - 12月7日：金谷站－堀之內站間複線化。
  - 12月20日：岐阜站－穗積站間開設長良信號所。岐阜站－長良信號所間複線化。
- 1904年（明治37年）
  - 2月1日：住吉站－三之宮站間開設灘信號所（現在的東灘信號場（日语：東灘信号場））。
  - 2月8日：濱松站－舞坂站間複線化。
  - 4月11日：蒲田站開業。
  - 5月1日：大阪站－神崎站間開設野里信號所。
  - 8月5日：舞坂站－鷲津站間複線化。稻澤站開業。
- 1905年（明治38年）
  - 2月1日：鶴見站－東神奈川站間開設子安信號所。
  - 2月20日：天龍川站－濱松站間複線化。
  - 4月5日：堀之內站－掛川站間複線化。
- 1906年（明治39年）
  - 4月：蒲郡站－岡崎站間開設蘆谷信號所。
  - 4月16日：清洲站（第一代）搬遷後改名為枇杷島站。舊站的地點開設清洲信號所。
  - 7月1日：以平塚站為起點的貨物支線（平塚支線）作為非營業線開業。終點的名稱不詳（有平塚貨物處理所）。
  - 7月11日：辯天島站（第一代）開業。
  - 8月1日：穗積站開業。
  - 9月11日：辯天島站（第一代）廢除。
- 1907年（明治40年）
  - 3月1日：清洲信號所－木曽川駅間複線化。
  - 3月15日：金谷站－堀之內站間開設友田信號所，山北站－小山站間開設谷峨信號所。
  - 3月27日：名古屋站－枇杷島站間複線化。
  - 4月8日：枇杷島站－清洲信號所間複線化。
  - 4月9日：興津站－江尻站間開設清見寺臨時乘降場。昭憲皇太后的御召列車停靠並舉行儀式。
  - 4月10日：清見寺臨時乘降場廢除。
  - 4月19日：清洲信號所廢除。
  - 4月20日：燒津站－島田站間複線化。
  - 6月13日：大府站－大高站間複線化。
  - 6月15日：辯天島臨時停車場開業。
  - 8月20日：貨物支線（神戶臨港線（日语：神戸臨港線））灘聯絡所－小野濱貨物處理所間（2.0M≒3.22公里）開業。灘信號所改名為灘聯絡所。小野濱貨物處理所（後來的小野濱站→神戶港站（日语：神戸港駅））開業。
  - 9月26日：大高站－熱田站間複線化。
  - 11月1日：貨物支線沼津站－蛇松站間（2.0M）、平塚支線（1.0M≒1.61公里）正式開業。（貨）蛇松站（後來的沼津港站（日语：沼津港駅））正式開業。神奈川站－橫濱站間與程谷站－橫濱站間合併路段，改為神奈川站－橫濱站－程谷站間。
  - 12月20日：掛川站－袋井站間複線化。
- 1908年（明治41年）頃：小野濱貨物處理所改為小野濱站。
- 1908年（明治41年）
  - 2月2日：刈谷站－大府站間複線化。
  - 2月10日：西之宮站－住吉站間開設戎臨時乘降場（第一代）。神崎站－西之宮站間開設武庫川臨時信號所（第一代），西之宮站－住吉站間開設蘆屋臨時信號所（第一代）。伴隨西宮神社祭典還會加開列車。
  - 2月12日：戎臨時乘降場（第一代）、武庫川臨時信號所（第一代）、蘆屋臨時信號所（第一代）廢除。
  - 2月22日：西之宮站－住吉站間開設岡本臨時乘降場（第一代）。為岡本梅林公園（日语：岡本梅林公園）進行旅客輸送。
  - 3月16日：岡本臨時乘降場（第一代）廢除。
  - 3月28日：袋井站－中泉站間、安城站－刈谷站間複線化。
  - 4月29日：穗積站－大垣站間複線化。
  - 6月2日：豐橋站－御油站間複線化。
  - 6月29日：御油站－蒲郡站間複線化。
  - 7月29日：岡崎站－安城站間複線化。
  - 9月11日：蘆谷信號所改為車站，幸田站開業。
  - 9月23日：東神奈川站開業。
  - 10月26日：中泉站－天龍川站間的天龍川東岸開設天龍橋信號所。
  - 11月5日：中泉站－天龍橋信號所間複線化。
  - 11月16日：吹田站－大阪站間開設高畑臨時信號所，神崎站－西之宮站間開設武庫川臨時信號所（第二代），西之宮站－住吉站間開設蘆屋臨時信號所（第二代）。為神戶港舉辦海上閱兵加開列車而開設。
  - 11月19日：高畑臨時信號所、武庫川臨時信號所（第二代）、蘆屋臨時信號所（第二代）廢除。
- 1909年（明治42年）
  - 2月8日：岡本臨時乘降場（第二代）開業。
  - 4月21日：富士站開業。
  - 6月11日：木曾川站－岐阜站間開設木曾橋信號所。長良信號所廢除。
  - 6月15日：木曾橋信號所－岐阜站間、長良信號所－穗積站間複線化。
  - 10月12日：制定國有鐵道路線名稱（日语：国鉄・JR線路名称一覧）。新橋站－神戶站間、支線神奈川站－橫濱站－程谷站間、貨物支線沼津站－蛇松站間、灘聯絡所－小野濱站間為東海道本線。大井聯絡所－大崎站間分離為山手線貨物支線、大船站－橫須賀站間分離為橫須賀線、大府站－武豐站間分離為武豐線、馬場站－大津站間分離為大津線。
  - 11月1日：用宗站開業。用宗站－燒津站間的石部信號所廢除。
  - 11月24日：用宗站－燒津站間開設石部臨時信號所。
  - 12月16日：濱松町站－烏森站間的電車線（0.7M≒1.13公里）開業。濱松町站－品川站間四線化（電車線敷設）。田町站、濱松町站、烏森站（現在的新橋站）開業。作為都心環狀線的山手線自此開始。
  - 12月21日：西宮站－住吉站間開設戎臨時乘降場（第二代）開業（與第一代目的相同）。神崎站－西之宮站間開設武庫川臨時信號所（第三代），西之宮站－住吉站間開設蘆屋臨時信號所（第三代）（兩者的廢除日都不詳）。
- 1910年（明治43年）
  - 2月21日：高槻站－茨木站間開設茨木川臨時信號所（第一代）。
  - 3月6日：富士川信號所－岩淵站間複線化。
  - 3月15日：富士川信號所廢除。
  - 3月29日：京都站－向日町站間開設吉祥院信號所，向日町站－山崎站間開設神足信號所，山崎站－高槻站間開設梶原信號所，高槻站－茨木站間開設富田信號所，茨木站－吹田站間開設坪井信號所，吹田站－大阪站間開設山口信號所，神崎站－西之宮站間開設水野信號所，西之宮站－住吉站間開設打出信號所。
  - 4月2日：茨木川臨時信號所（第一代）廢除。
  - 6月25日：烏森站－有樂町站間的電車線（0.7M）延伸開業。有樂町站開業。
  - 8月24日：蒲原站－興津站間開設洞隧道臨時信號所（第一代）（廢除日不詳）。
  - 9月15日：有樂町站－吳服橋站間的電車線（0.7M）延伸開業。吳服橋站（東京站的臨時站）開業。
  - 10月1日：灘聯絡所改為車站，（貨）灘站（第一代）開業。
  - 10月6日：用宗站－燒津站間開設磯濱臨時信號所。
  - 11月1日：磯濱臨時信號所－燒津站間複線化。
  - 11月5日：京都站－向日町站間開設梅小路臨時信號所、桂川信號所。吉祥院信號所廢除。
  - 12月8日：石部臨時信號所廢除。
- 1911年（明治44年）
  - 2月25日：梅小路臨時信號所改為臨時停車場，梅小路臨時停車場開業。是供西本願寺、知恩院的大法會參拜團體客專用的臨時站。
  - 3月9日：磯濱臨時信號所廢除。蒲原站－興津站間開設洞隧道臨時信號所（第二代）（廢除日不詳）。
  - 3月10日：用宗站－磯濱臨時信號所間複線化。
  - 3月31日：浜松站－舞坂站間開設高塚信號所。
  - 4月10日：江尻站－靜岡站間開設草薙信號所。
  - 5月1日：貨物支線（名古屋港線）名古屋站－名古屋港站間（5.0M≒8.05公里）開業。（貨）名古屋港站開業。程谷站－戶塚站間開設權現信號所，戶塚站－大船站間開設久保信號所，國府津站－松田站間開設下曾我信號所，御殿場站－佐野站間開設富士岡信號所、岩浪信號所。神山信號所廢除。
  - 5月5日：梅小路臨時停車場改為聯絡所，開設梅小路聯絡所。
  - 6月28日：名古屋港線名古屋站－名古屋港站間開始旅客營業。
  - 9月1日：開設被視為橫濱站構內的橫濱港貨物處理所。
- 1912年（明治45年）
  - 4月16日：守山站開業。
  - 4月17日：高槻站－茨木站間開設茨木川臨時信號所（第二代）（廢除日不詳）。
  - 6月15日：草津站－石山站間開設狼川信號所。
  - 7月1日：小山站改名為駿河站。
  - 7月18日：岩浪信號所改名為岩波信號所。
  - 7月27日：島田站－金谷站間複線化。
- 1913年（大正2年）
  - 2月1日：木曾川站－木曾橋信號所間複線化。木曾橋信號所廢除。
  - 3月1日：大津線（1.3M）編入貨物支線。該線的石場站、紺屋關站廢除。鷲津站－二川站間開設白須賀信號所。
  - 3月15日：藤澤站－茅崎站間開設辻堂信號所。
  - 4月5日：大谷站－山科站間開設大塚信號所。
  - 6月1日：馬場站改名為大津站（第二代），大津站（第一代）改名為濱大津站。
  - 6月2日：開設被視為橫濱站構內的高島貨物處理所。
  - 6月21日：梅小路聯絡所改為車站，梅小路站開業。
  - 8月1日：打出信號所改為車站，蘆屋站開業。天龍川橋樑複線化，全線複線化完成。
  - 10月25日：吹田站－大阪站間開設宮原信號所を開設。山口信號所廢除。
  - 11月27日：袋井站－中泉站間開設原野谷川臨時信號所，原野谷川（日语：原野谷川）橋樑進行修繕。
- 1914年（大正3年）
  - 3月31日：原野谷川臨時信號所廢除。
  - 4月25日：安土站開業。
  - 9月13日：駿河站－御殿場站間開設竹之下臨時信號所。
  - 10月24日：岐阜站－穗積站間開設長良川臨時信號所（第一代）。
  - 12月1日：長岡站改名為近江長岡站。
  - 12月20日：東京站開業、神奈川站－橫濱站間開設高島町站、大井聯絡所改為車站，大井町站開業。新橋站（第一代）改名為汐留站，烏森站改名為新橋站（第二代）。
    - 吳服橋站廢除。吳服橋站－東京站間（0.2M≒0.32公里）廢除，支線東京站－濱松町站間（1.9M）編入本線，濱松町站－品川站間（2.4M）也計入本線。取代新橋站－橫濱站間的客車運行，東京站－高島町站間開始以電車運行（京濱電車，現在的京濱東北線），同時品川站－橫濱站間四線化。汐留站－品川站間（3.1M）的旅客營業廢除。

  - 12月24日：電車線田町站－品川站間開設伊皿子信號所[10]。
- 1915年（大正4年）
  - 1月10日：新居町站開業。
  - 2月15日：山北站－谷峨信號所間開設酒匂臨時信號所，谷峨信號所－駿河站間開設相澤臨時信號所。
  - 2月24日：戎臨時乘降場（第二代）、岡本臨時乘降場（第二代）廢除。名古屋港線名古屋站－名古屋港站間的旅客營業廢除。
  - 4月19日：長良川臨時信號所（第一代）廢除。
  - 5月10日：天龍橋信號所廢除。
  - 6月20日：酒匂臨時信號所、相澤臨時信號所廢除。
  - 7月10日：駿河站－御殿場站間開設松澤臨時信號所。
  - 7月15日：佐野站改名為裾野站。
  - 8月15日：神奈川站－程谷站間更改路線（不更改距離）。新線上的橫濱站（第二代，現在的橫濱市營地下鐵藍線的高島町站附近）開業。高島町站、舊線上的平沼站廢除。橫濱站（第一代）改名為櫻木町站。往櫻木町站的支線起點由神奈川站改為橫濱站（縮短0.7M≒1.13公里）。櫻木町站－程谷站間（2.5M≒4.02公里）廢除。
    - 此時的本線與往櫻木町站的支線分岔點為神奈川站，兩線在橫濱站立體交差。此外，高島町站成為橫濱站京濱電車月台。

  - 8月30日：松澤臨時信號所、竹之下臨時信號所廢除。
  - 12月25日：岐阜站－穗積站間開設長良川臨時信號場（第二代目）。
  - 12月30日：貨物支線（高島線）程谷站－東橫濱站間（3.3M≒5.31公里）開業。東橫濱站（日语：東横浜駅）開業。高島貨物處理所自櫻木町站分離，（貨）高島站開業。支線橫濱站－櫻木町站間電氣化，貨物營業廢除。京濱電車的運行路段延伸至櫻木町站。
- 1916年（大正5年）
  - 1月1日：一之宮站改名為尾張一之宮站。
  - 3月3日：長良川臨時信號所（第二代）廢除。
  - 4月6日：彥根站－河瀨站間開設高宮川臨時信號所（廢除日不詳）。
  - 4月15日：由比站開業。
  - 4月16日：山手線貨物支線大崎站－大井町站間廢除。
  - 5月16日：袋井站－中泉站間開設太田川臨時信號場（第一代）（廢除日不詳）。
  - 7月10日：貨物支線（清水港線）江尻站－清水港站間（1.0M≒1.61公里）開業。*（貨）清水港站開業。
  - 8月28日：開設酒匂臨時信號所。
  - 9月1日：辯天島臨時停車場改為車站，辯天島站開業。
  - 11月6日：酒匂臨時信號所廢除。
  - 12月1日：辻堂信號所改為車站，辻堂站開業。
  - 12月8日：名古屋港線八幡聯絡所－白鳥站間（1.1M≒1.77公里）開業。（貨）白鳥站（日语：白鳥駅）開業。名古屋港方向與白鳥方向的分岔點開設八幡聯絡所（日语：八幡信号場）。
  - 12月13日：袋井站－中泉站間開設太田川臨時信號場（第二代）（廢除日不詳）。
- 1917年（大正6年）
  - 1月15日：開設被視為小野濱站構內的神戶港貨物處理所。
  - 2月12日：木曾川站－岐阜站間開設木曾橋臨時信號所（第一代）（廢除日不詳）。
  - 6月17日：高島線鶴見站－高島站間（4.1M≒6.66公里）、東神奈川站－高島站間（1.4M≒2.25公里）開業。開設入江信號所、海神奈川信號處理所。
  - 10月9日：鈴川站－富士站間開設沼川臨時信號所（廢除日不詳）。
  - 12月1日：灘站（第二代）開業。（貨）灘站（第一代）改名為（貨）東灘站。
- 1918年（大正7年）
  - 1月20日：用宗站－燒津站間開設瀨戶川臨時信號所。
  - 2月16日：伊皿子信號所廢除[10]。
  - 4月1日：丹那隧道開工。
  - 5月1日：貨物支線川崎站－濱川崎站間（2.7M≒4.35公里）開業。（貨）濱川崎站開業。
  - 5月15日：大阪站－神崎站間開設歌島臨時信號所。
  - 6月1日：開設篠原信號所。
  - 8月1日：貨物支線（北方貨物線）吹田站－宮原聯絡所－宮原操車場（日语：宮原総合運転所）－歌島聯絡所－神崎站間（6.8M≒10.94公里）開業。開設宮原操車場。宮原信號所改名為宮原聯絡所，歌島臨時信號所改名為歌島聯絡所。
  - 8月25日：瀨戶川臨時信號所廢除。
  - 9月10日：貨物支線熱田站－古渡聯絡所－千種站間（3.0M≒4.83公里）、梅小路站－丹波口站間（1.8M≒2.90公里）開業。
- 1919年（大正8年）
  - 2月25日：木曾川站－岐阜站間開設木曾橋臨時信號所（第二代）（廢除日不詳）。
  - 3月11日：八幡站改名為近江八幡站。
  - 4月25日：開設荒尾聯絡所。
  - 8月1日：支線（美濃赤坂線）大垣站－荒尾聯絡所－美濃赤坂站間（3.1M≒4.99公里）開業（大垣站－荒尾聯絡所間為重複路段）。美濃赤坂站開業。
  - 11月25日：醒井站－米原站間開設寺倉信號所。
- 1920年（大正9年）
  - 7月1日：稻枝站開業。
  - 7月23日：高島線東橫濱站－橫濱港站間（1.6M≒2.57公里）延伸開業。櫻木町站分岔往橫濱港貨物處理所的橫濱港站開業。新線與鶴見站－東橫濱站間開始旅客營業。
  - 11月15日：安城站－刈谷站間開設野田信號所。
  - 12月15日：熱田站－名古屋站間開設露橋信號所。
- 1921年（大正10年）
  - 4月20日：篠原信號所改為車站，篠原站開業。
  - 5月1日：權現信號所、川上信號所、久保信號所廢除。
  - 7月20日：桂川信號所、神足信號所、梶原信號所、富田信號所、坪井信號所、水野信號所廢除。
  - 8月1日：新逢坂山隧道（日语：逢坂山トンネル）完成，馬場站－京都站間的現行線（7.2M≒11.59公里）開業（複線）。馬場站－大谷站－稻荷站間的舊線（8.3M≒13.36公里）廢除。稻荷站－京都站間（1.8M≒2.90公里）編入奈良線。大谷站、大塚信號所、山科站（初代）廢除。山科站（第二代）、大津站（第三代）開業。大津站（第二代）改名為馬場站。
- 1922年（大正11年）
  - 2月1日：子安信號所廢除。
  - 2月18日：茅崎站－平塚站間開設馬入川臨時信號所（廢除日不詳）。
  - 4月1日：信號所、聯絡所改為信號場，臨時信號所改為臨時信號場。
  - 5月15日：下曾我信號場改為車站，*下曾我站開業。
- 1923年（大正12年）
  - 月日不明：野里信號場廢除。
  - 6月1日：開設吹田操車場（日语：吹田信号場）。
  - 7月1日：藤枝站－島田站間開設青島信號場、掛川站－袋井站間開設梅橋信號場、御油站－蒲郡站間開設大塚信號場、蒲郡站－幸田站間開設深溝信號場。
  - 9月1日：發生關東大地震。橫濱站舍燒毀，根府川站遭到山崩與列車一同被推下大海，受損嚴重，東京站－御殿場站間等無法通行。依次復舊後10月28日全通。關東大地震之後（大磯站附近）
- 1924年（大正13年）

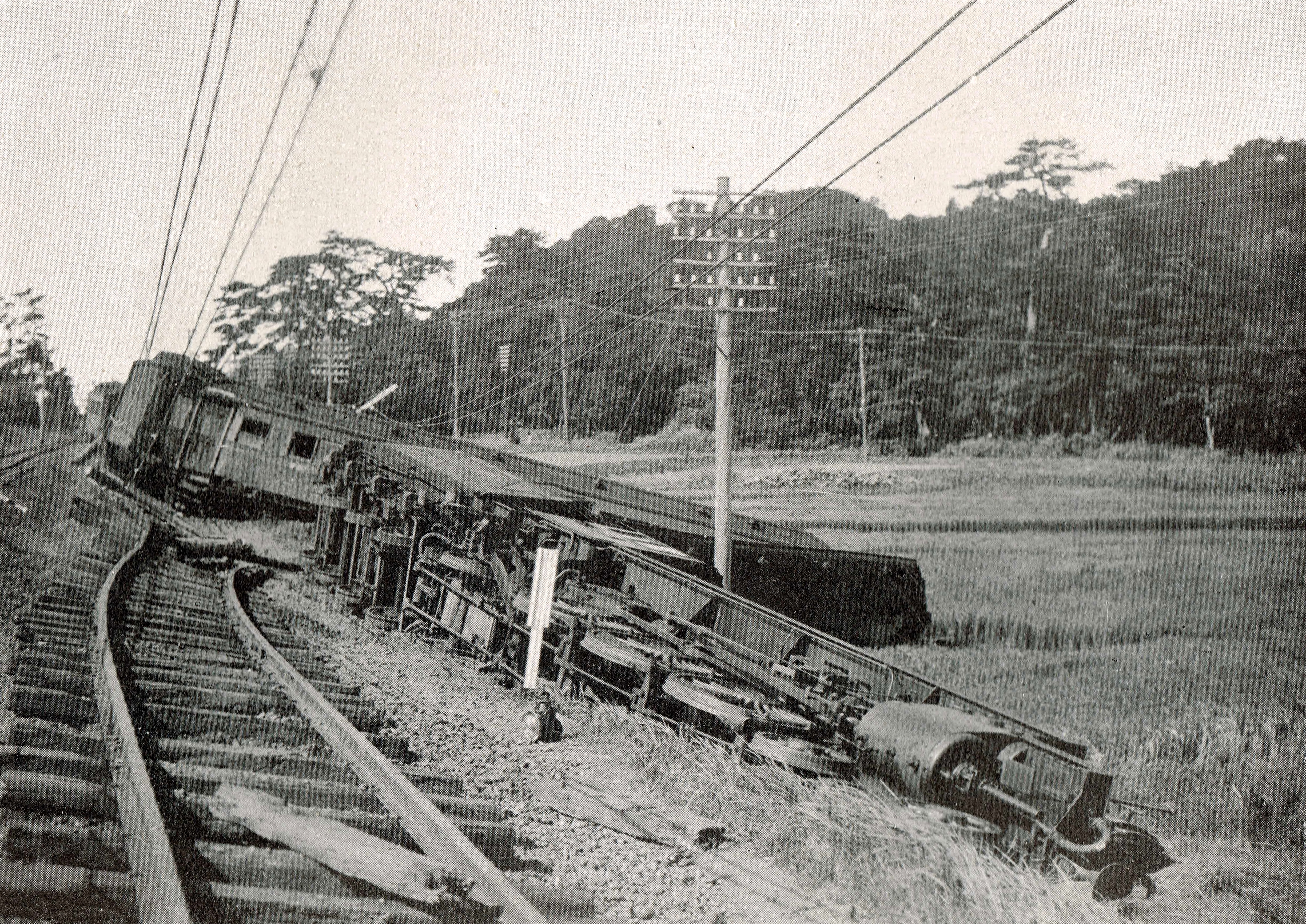
關東大地震之後（大磯站附近）

  - 4月1日：平塚支線（1.0M≒1.61公里）廢除。
  - 7月25日：攝津富田站開業。
  - 8月3日：神戶臨港線小野濱站－神戶港站間（1.0M）延伸開業。小野濱站分岔往神戶港貨物處理所的神戶港站開業。新線與東灘站－小野濱站間開始旅客營業。
  - 10月1日：高島線海神奈川信號處理所改為千若信號場。
- 1925年（大正14年）
  - 1月16日：名古屋站－稻澤站間三線化（稻澤線敷設）。
  - 2月16日：狼川信號場廢除。
  - 3月10日：貨物支線宮原信號場－歌島信號場間複線化。
  - 10月15日：吹田站－大阪站間開設上淀川臨時信號場。吹田站－上淀川臨時信號場間四線化。
  - 12月13日：橫濱站－國府津站間電氣化。
- 1926年（大正15年）
  - 2月24日：露橋信號場廢除。
  - 4月3日：草薙信號場改為車站，草薙站開業。
  - 7月3日：興津站－江尻站間開設袖師臨時停車場（日语：袖師駅）。
  - 7月8日：京濱電車線田町站－品川站間開設芝臨時信號場（廢除日不詳，與以前的伊皿子信號所同一地點）。
  - 11月10日：草津站－石山站間開設瀨田川臨時信號場（廢除日不詳）。
  - 11月15日：歌島信號場－東灘站間四線化。歌島信號場廢除。
- 1927年（昭和2年）
  - 2月12日：由比站－興津站間開設洞臨時信號場（第一代）（廢除日不詳）。
  - 2月26日：野田信號場廢除。
  - 8月19日：大船站－藤澤站間三線化。
  - 9月2日：寺倉信號場廢除。
  - 9月26日：大船站－藤澤站間四線化。
  - 10月18日：藤澤站－茅崎站間三線化。
  - 11月8日：藤澤站－辻堂站間四線化。
- 1928年（昭和3年）
  - 1月19日：名古屋港線名古屋港站－堀川口站間（1.2M≒1.93公里）延伸開業。（貨）堀川口站（日语：堀川口駅）開業。
  - 2月12日：大塚信號場、深溝信號場廢除。
  - 3月20日：辻堂站－平塚站間四線化。
  - 3月31日：程谷站－大船站間四線化。
  - 6月2日：白須賀信號場廢除。
  - 10月15日：橫濱站搬至現址，神奈川站－程谷站間更改路線（新線轉用平沼站的舊線蹟，不改距離）。神奈川站廢除。此時橫濱站尚未開設京濱線月台，一直以來的京濱線都將臨時月台設置於橫濱站東口前，舊橫濱站京濱線月台只剩下高島口乘降場。
  - 12月1日：（貨）梅田站（日语：梅田信号場）、（貨）湊川站（日语：湊川駅 (国鉄)）開業。
  - 12月7日：貨物支線汐留站－品川站間電氣化。
- 1929年（昭和4年）
  - 1月24日：茨木站－吹田站間四線化。
  - 3月15日：吹田站－大阪站間開設千里信號場。
  - 4月9日：熱田站－名古屋站間開設露橋臨時信號場。
  - 4月17日：梅橋信號場廢除。
  - 7月1日：高塚信號場改為車站，高塚站開業。
  - 7月2日：青島信號場廢除。
  - 7月3日：三河三谷站開業。
  - 8月21日：貨物支線（品鶴線）品川站－鶴見站間（11.0M≒17.70公里）開業（複線）。目黑川信號場（日语：目黒川信号場）、新鶴見操車場（日语：新鶴見信号場）開設。鶴見站－橫濱站間六線化、橫濱站－程谷站間四線化。
  - 9月15日：高島線入江信號場改為車站，（貨）入江站（日语：入江駅）開業。
  - 9月16日：高島線高島站－程谷站間（2.1M≒3.38公里）廢除。
- 1930年（昭和5年）
  - 1月26日：橫濱站京濱線月台完成，橫濱站－櫻木町站間開始使用現在線。高島口乘降場關閉。
  - 2月1日：清水港線清水港站－清水埠頭站間（0.5M≒0.80公里）延伸開業。*（貨）清水埠頭站開業。
  - 3月30日：梅小路站－向日町站間四線化[11]。
  - 4月1日：貨物支線熱田站－千種站間（3.0M）廢除。貨物支線東神奈川站－海神奈川站間（2.0公里）編入橫濱線。名古屋港線八幡信號場－白鳥站間（1.1M→1.9公里）的起點改為名古屋站（+3.0公里）。
    - 營業距離的單位由英哩改為公里（東京站－神戶站間 373.5M→601.2公里、品川站－汐留站間 3.1M→4.9公里、品川站－鶴見站間 11.0M→17.8公里、川崎站－濱川崎站間 2.7M→4.1公里、鶴見站－橫濱港站間 6.9M→10.9公里、東神奈川站－高島站間 1.4M→2.5公里、橫濱站－櫻木町站間 1.0M→2.0公里、沼津站－蛇松站間 2.0M→3.2公里、江尻站－清水埠頭站間 1.5M→2.5公里、名古屋站－堀川口站間 6.2M→9.9公里、大垣站－美濃赤坂站間 3.1M→5.0公里、馬場站－濱大津站間 1.3M→2.2公里、梅小路站－丹波口站間 1.8M→2.8公里、吹田站－神崎站間 6.8M→10.7公里、東灘站－神戶港站間 3.0M→4.9公里）。

  - 8月1日：貨物支線汐留站－芝浦站間（2.8公里）開業。（貨）芝浦站（日语：芝浦駅）開業。
  - 9月25日：高槻站－茨木站間四線化。
  - 10月30日：品鶴線新鶴見操車場－鶴見站間電氣化。
  - 12月1日：荒尾站開業。荒尾信號場改名為南荒尾信號場。
- 1931年（昭和6年）
  - 3月27日：名古屋站－枇杷島站間開設榮生臨時信號場。露橋臨時信號場廢除。
  - 8月1日：神足站（現在的長岡京站）開業。
  - 10月1日：程谷站改名為保土谷站。
- 1932年（昭和7年）7月8日：千里信號場廢除。
- 1933年（昭和8年）
  - 3月25日：向日町站－高槻站間四線化。
  - 12月7日：共和站開業。
- 1934年（昭和9年）
  - 2月24日：清洲站（第二代）開業。
  - 3月：名古屋站－稻澤站間四線化（稻澤線複線化）。
  - 3月1日：高島線入江站－新興站間（2.7公里）開業。（貨）新興站（日语：新興駅 (神奈川県)）開業。
  - 5月25日：大阪站－神崎站間開設歌島信號場。
  - 6月2日：上淀川臨時信號場廢除。
  - 6月15日：高島線高島站－山內町站間（2.6公里）、高島站－表高島站間（1.3公里）開業。（貨）山內町站（後來的橫濱市場站）、（貨）表高島站（日语：表高島駅）開業。
  - 7月20日：吹田站－神戶站間電氣化，開始電車運行。塚本站、立花站、甲子園口站、六甲道站、元町站開業。歌島信號場廢除。
  - 9月15日：馬場站改名為膳所站。
  - 9月17日：山科站－京都站間開設東山臨時信號場。
  - 10月1日：三島站（初代）改名下土狩站。

#### 熱海線
- 1920年（大正9年）10月21日：熱海線國府津站－小田原站間（3.9M≒6.28公里）開業。小田原站開業。途中開設酒匂川信號所。
  - 為了替代途經御殿場路線的大坡度，建設了作為東海道本線途經熱海的路線，此日為此路段開業的第一步。並行的路面電車小田原電氣鐵道線（日语：箱根登山鉄道小田原市内線）廢除。此地域的鐵道事情也參見「踊子號列車」。
- 1922年（大正11年）
  - 4月1日：酒匂川信號所改名為酒匂川信號場。
  - 12月21日：小田原站－真鶴站間（7.3M≒11.75公里）延伸開業。早川站、根府川站、真鶴站開業。
    - 小田原（早川口）站－真鶴站間並行的熱海軌道組合線（日语：熱海鉄道）廢除。該線仍有真鶴站－熱海站間繼續營業，翌年的關東大地震後無法通行全線廢除。
- 1923年（大正12年）6月1日：酒匂川信號場改為車站，鴨宮站開業。
- 1924年（大正13年）10月1日：真鶴站－湯河原站間（2.1M≒3.38公里）延伸開業。湯河原站開業。
- 1925年（大正14年）3月25日：湯河原站－熱海站間（3.4M≒5.47公里）延伸開業。熱海站開業。
- 1926年（大正15年）
  - 2月1日：國府津站－小田原站間電氣化。
  - 3月18日：國府津站－鴨宮站間複線化。
  - 8月14日：鴨宮站－小田原站間複線化。
- 1928年（昭和3年）2月5日：小田原站－熱海站間電氣化。小田原站－湯河原站間複線化。
- 1930年（昭和5年）
  - 4月1日：營業距離的單位由英哩改為公里（16.7M→26.9公里）。
- 1934年（昭和9年）11月6日：湯河原站－熱海站間複線化。

#### 丹那隧道開通後
- 1934年（昭和9年）
  - 12月1日：丹那隧道完成，熱海站－沼津站間（21.6公里）電氣化複線開業。國府津站－御殿場站－沼津站間（60.2公里）作為御殿場線分離。熱海線的國府津站－熱海站間（26.9公里）組成東海道本線新規開業路段，自此東京站－神戶站完成現在的走線。函南站、三島站開業。江尻站改名為清水站。品川站－新鶴見操車場間開設蛇窪信號場，熱海站－函南站間開設來宮信號場。
  - 12月5日：東山臨時信號場廢除。
- 1935年（昭和10年）
  - 2月11日：貨物支線汐留站－東京市場站間（1.1公里）開業。（貨）東京市場站開業。
  - 3月30日：來宮信號場廢除。
  - 7月15日：高島線入江站－千若信號場－瑞穗站間（2.8公里）開業（入江站－千若信號場間為本線與支線的重複路段）。（貨）瑞穗站開業。
  - 10月23日：山崎站－高槻站間開設櫻井臨時信號場。
  - 12月25日：攝津本山站開業。
- 1936年（昭和11年）
  - 2月13日：開設新所原臨時信號場。
  - 3月8日：櫻井臨時信號場廢除。
  - 12月1日：新所原臨時信號場改為車站，新所原站開業。
- 1937年（昭和12年）
  - 2月1日：名古屋站附近高架化，更改走線。（貨）笹島站（日语：笹島駅）開業。
  - 2月2日：榮生臨時信號場廢除。
  - 3月15日：舉辦名古屋泛太平洋和平博覽會（日语：名古屋汎太平洋平和博覧会），八幡信號場－名古屋港站間開設名古屋博覽會前站。
  - 5月23日：東灘站－神戶站間四線化。
  - 6月1日：名古屋博覽會前站廢除。
  - 10月10日：京都站－吹田站間電氣化。大阪站－塚本站間四線化。
- 1938年（昭和13年）
  - 9月16日：西大路站開業。
  - 12月1日：千里丘站開業。京都站－梅小路站間四線化[11]。
- 1939年（昭和14年）
  - 8月1日：品鶴線品川站－新鶴見操車場間電氣化。
  - 11月1日：小野濱站合併至神戶港站（-1.5公里），小野濱站改名為神戶港站。
- 1940年（昭和15年）
  - 4月1日：東淀川站開業。
  - 6月1日：舞坂站改名為舞阪站。
  - 11月1日：共和站休止。
- 1942年（昭和17年）
  - 1月15日：枇杷島站－清洲站間開設五條川信號場。
  - 4月10日：大高站－熱田站間開設笠寺臨時信號場。
  - 6月28日：吹田站－東淀川站間開設西吹田臨時信號場。
  - 8月10日：名古屋港線 名古屋站－名古屋港站間開始旅客營業。八幡信號場－名古屋港站間開設東海橋乘降場。
  - 9月6日：西吹田臨時信號場廢除。
  - 10月1日：宮原信號場廢除。
  - 10月10日：中泉站改名為磐田站。
- 1943年（昭和18年）
  - 6月1日：笠寺臨時信號場改為車站，笠寺站開業。
  - 9月14日：貨物支線川崎站－濱川崎站間開設小田操車場。
  - 11月1日：新子安站開業。
- 1944年（昭和19年）
  - 4月1日：基於決戰緊急措施綱要（日语：決戦非常措置要綱），東京站－沼津站間的通勤列車、短距離列車的二等車（日语：二等車）連結廢除[12]。
  - 7月1日：清水港線清水港站－清水埠頭站間改距離（-0.2公里），清水埠頭站－三保站間（6.0公里）延伸開業。*（貨）巴川口站、*（貨）三保站開業。
  - 10月11日：大垣站－新垂井站－關原站間下行列車用的迂回線（13.8公里）完成，該路段下行本線途經垂井站的下行本線拆去。新垂井站（日语：新垂井駅）開業。
  - 12月1日：伴隨貨物支線（清水港線）開始旅客營業開始，作為清水港線（8.3公里）分離。（貨）山內町站改名為（貨）橫濱市場站。膳所站－京都站間三線化（上行2線、下行1線）[11]。
  - 12月：用宗站－燒津站間的路線由途經石部隧道（日语：石部トンネル）改為途經內陸側的日本坂隧道（日语：日本坂トンネル）[11]。
- 1945年（昭和20年）
  - 1月1日：名古屋港線名古屋站－名古屋港站間旅客營業廢除。東海橋乘降場廢除。
  - 6月10日：開設西伊奈信號場。
  - 7月11日：共和站恢復營業再。

#### 戰後
- 1946年（昭和21年）
  - 6月28日：由比站－興津站間開設洞臨時信號場（第二代）。
  - 9月13日：洞臨時信號場（第二代）廢除。
  - 11月1日：南荒尾信號場－垂井站－關原站間的垂井線開業（舊下行本線復活）。
- 1947年（昭和22年）
  - 4月11日：岸邊站開業。
  - 7月1日：（貨）蛇松站改名為（貨）沼津港站。沼津站－沼津港站間改距離，縮短0.2公里。
- 1948年（昭和23年）8月1日：西伊奈信號場改為車站，西小坂井站開業。御油站改名為愛知御津改稱。
- 1949年（昭和24年）
  - 1月1日：神埼站改名為尼崎站。
  - 2月1日：沼津站－靜岡站間電氣化[13]。
  - 5月20日：靜岡站－濱松站間電氣化[14]。
  - 7月12日：友田信號場廢除。
  - 9月15日：東田子之浦站開業。
  - 10月27日：名古屋港線名古屋站－八幡信號場間開設中日球場前乘車場（第一代）開業。
  - 12月4日：中日球場前乘車場（第二代）開業。第一代、第二代都只限營業1日，只可乘車。
- 1950年（昭和25年）
  - 5月20日：品川站－新鶴見操車場間開設丸子信號場。
  - 6月1日：貨物支線（西名古屋港線）笹島站－西名古屋港站間（12.6公里）開業。（貨）西名古屋港站開業。
- 1952年（昭和27年）11月15日：尾張一之宮站改名為尾張一宮站。
- 1953年（昭和28年）
  - 7月8日：三河大塚臨時停車場開業。
  - 7月21日：濱松站－名古屋站間電氣化。
  - 11月11日：名古屋站－ - 稻澤站間電氣化。
- 1954年（昭和29年）
  - 1月1日：名古屋港線（貨）堀川口站移動（+1.5公里）。
  - 4月15日：東京站－有樂町站間增設一線，常磐線列車開始直通有樂町站。
- 1955年（昭和30年）
  - 1月17日：（貨）東高島站（日语：東高島駅）開業，與千若信號場合併。高島線往瑞穗站的貨物支線起點由入江站改為東高島站（-0.6公里），往橫濱市場站的貨物支線起點由高島站改為東高島站（-1.4公里），東神奈川站起的貨物支線終點由高島站改為東高島站（-1.0公里）。
  - 2月10日：宮原第一信號場－大阪站間四線化[15]。
  - 7月20日：稻澤站－垂井站－米原站間、大垣站－新垂井站－關原站間電氣化。
- 1956年（昭和31年）
  - 4月10日：鈴川站改名為吉原站，堀之內站改為菊川站。
  - 11月19日：米原站－京都站間電氣化，東京站－神戶站間電氣化完成。由於電氣化牽引力增加，膳所站－京都站間由三線恢復為複線[11]。東京站－田町站間增設兩線，成為六線化[11]。常磐線列車停止直通有樂町站。
- 1957年（昭和32年）
  - 2月1日：名古屋港線白鳥站－名古屋市場（1.2公里）站間延伸開業。（貨）名古屋市場站開業。
  - 7月17日：丸子信號場廢除。
  - 9月25日：茨木站－宮原第一信號場間六線化。
- 1958年（昭和33年）
  - 5月1日：高島線東高島站－瑞穗站間（2.2公里）廢除（駐日美軍轉用專用線（日语：専用鉄道））。（貨）瑞穗站廢除。
  - 10月1日：美濃赤坂線、北方貨物線電氣化。
- 1959年（昭和34年）4月1日：貨物支線東神奈川站－海神奈川站間（2.0公里）、高島線東神奈川站－東高島站間（1.5公里）廢除。（貨）海神奈川站廢除。
- 1960年（昭和35年）3月1日：三河大塚臨時停車場改為車站，三河大塚站開業。
- 1961年（昭和36年）4月6日：貨物支線（梅田貨物線）吹田站－梅田站間（7.6公里）、梅田站－福島站間（1.0公里），神戶臨港線神戶港站－湊川站間（2.4公里）設定營業距離。吹田站－大阪站－尼崎站間的貨物營業廢除。
- 1962年（昭和37年）
  - 9月28日：用宗站－燒津站間的路線由途經日本坂隧道改為途經石部隧道[11]。
  - 10月1日：開設靜岡操車場。
  - 10月10日：名古屋港線 名古屋站－八幡信號場間開設山王信號場，名古屋站－山王信號場間與中央本線共用複線。
- 1964年（昭和39年）
  - 3月25日：貨物支線濱川崎站－鹽濱操站間（4.9公里）延伸開業。（貨）鹽濱操站（現在的川崎貨物站）開業。
  - 4月21日：貨物支線濱川崎站－鹽濱操站間電氣化。
  - 5月19日：橫濱站－櫻木町站間（2.0公里）編入根岸線。
  - 6月1日：高島線高島站－櫻木町站間（1.9公里）開業。
  - 10月1日：作為東海道本線增強輸送建設的並行線東海道新幹線開業。新大阪站開業。

#### 東海道新幹線開業後
- 1965年（昭和40年）
  - 3月18日：梅田貨物線 梅田站－福島站間改距離（-0.1公里）。
  - 7月：目黑川信號場、蛇窪信號場廢除。
  - 7月1日：高島線橫濱港站－山下埠頭站間（2.0公里）開業。（貨）山下埠頭站開業。
  - 10月1日：貨物支線品川站－汐留站間與汐留站－芝浦站間合併路段顯示為品川站－芝浦站間。
- 1966年（昭和41年）

  - 11月20日：京都站－向日町站間增設貨物線1線成為五線化[11]。
  - 12月24日：東刈谷站開業。
- 1967年（昭和42年）
  - 3月20日：三根站開業。
  - 10月1日：貨物支線尼崎站－尼崎市場站間（1.5公里）開業。靜岡操車場改為車站，（貨）東靜岡站（現在的靜岡貨物站）開業。（貨）尼崎市場站（日语：尼崎市場駅）開業。
- 1968年（昭和43年）10月1日：新蒲原站開業。
- 1969年（昭和44年）
  - 8月12日：瀨田站開業。
  - 9月13日：梅田貨物線 吹田站－梅田站間電氣化[16]。
  - 10月1日：（貨）湘南貨物站（日语：湘南貨物駅）開業。袖師臨時停車場改為（臨）袖師站。
  - 11月1日：貨物支線膳所站－濱大津站間（2.2公里）廢除。（貨）濱大津站廢除。
- 1970年（昭和45年）
  - 2月23日：膳所站－京都站間四線化[17]。
  - 3月9日：草津站－膳所站間四線化[17]。
  - 5月20日：（貨）西湘貨物站（日语：西湘貨物駅）開業。
  - 4月1日：梅田貨物線 梅田站－福島站間電氣化。
  - 6月1日：岩淵站改名為富士川站。
  - 9月15日：高島線鶴見站－櫻木町站間電氣化。
- 1971年（昭和46年）
  - 4月26日：（貨）西濱松站開業。
  - 9月25日：（貨）相模貨物站（日语：相模貨物駅）開業。
  - 10月1日：（臨）袖師站廢除。
- 1972年（昭和47年）
  - 4月20日：神戶臨港線 神戶港站－摩耶埠頭站間（4.5公里）開業。（貨）摩耶埠頭站（日语：摩耶埠頭駅）開業。
  - 6月12日：根府川站－真鶴站間的路線改經內陸側，改為途經現在的真鶴隧道[11]。
  - 10月1日：（貨）東灘站改為操車場，開設東灘操車場。神戶臨港線東灘站－神戶港站間的起點改為六甲道站（+1.4公里），灘站－神戶港站間（4.3公里）也設定營業距離（六甲道站－東灘操車場間、灘站－東灘操車場間為與本線的重複路段）。
- 1973年（昭和48年）10月1日：貨物支線（東海道貨物線）汐留站－東京貨物總站－鹽濱操站間（16.5公里）開業[11]。貨物支線川崎站－小田操車場－濱川崎站間（4.1公里）廢除。鹽濱操站－濱川崎站間改距離（-0.1公里）。（貨）東京貨物總站開業。小田操車場廢除。
- 1974年（昭和49年）
  - 7月7日：靜岡縣內發生七夕豪雨（日语：七夕豪雨）災害。由比站－興津站間因河水氾濫，軌道遭到1萬立方米的土石淹沒。復舊需時6日，同年7月6日開通[新聞 1]。
  - 9月1日：貨物支線沼津站－沼津港站間（3.0公里）廢除。（貨）沼津港站廢除。
  - 10月1日：六甲道站－神戶港站間旅客營業廢除。梅田貨物線吹田站－梅田站間與梅田站－福島站間合併路段顯示為吹田站－福島站間，神戶臨港線六甲道站－神戶港站間與神戶港站－湊川站間合併路段顯示為六甲道站－湊川站間。
- 1976年（昭和51年）
  - 3月1日：東海道貨物線 濱川崎站－鶴見站間（5.3公里）開業[11]。鹽濱操站－濱川崎站間改距離（+0.5公里）。
  - 3月16日：貨物支線梅小路站－京都市場站間（2.8公里）開業。（貨）京都市場站開業。貨物支線梅小路站－丹波口站間改距離（+0.5公里）。
  - 10月1日：東京站－品川站間的地下並行線（總武快速線與後面的橫須賀線）開業[11]。
- 1978年（昭和53年）10月1日：名古屋港線白鳥站－名古屋市場站間（1.2公里）廢除。（貨）名古屋市場站廢除。
- 1979年（昭和54年）10月1日：東海道貨物線鶴見站－橫濱羽澤站－戶塚站間（20.2公里）開業[11]。平塚站－小田原站間四線化[11]。（貨）橫濱羽澤站（日语：横浜羽沢駅）開業。（貨）東橫濱站改為信號場，開設東橫濱信號場。東海道貨物線汐留站－濱川崎站間與濱川崎站－鶴見站間合併路段顯示為汐留站－鶴見站間。
- 1980年（昭和55年）10月1日：新鶴見操車場－鶴見站間四線化，戶塚站－大船站間六線化。橫須賀線列車直通品鶴線品川站－鶴見站間，開始旅客營業（SM分離）[11]。貨物支線尼崎站－尼崎市場站間（1.5公里）、名古屋港線名古屋港站－堀川口站間（3.4公里）廢除。新川崎站、東戶塚站、*（貨）名古屋貨物總站（日语：名古屋貨物ターミナル駅）開業。（貨）堀川口站、（貨）尼崎市場站廢除。
- 1981年（昭和56年）
  - 1月30日：東橫濱信號場廢除。
  - 4月1日：東灘操車場改為信號場，開設東灘信號場。神戶臨港線東灘信號場－神戶港站間電氣化。
  - 6月30日：南彥根站開業。
- 1982年（昭和57年）11月15日：貨物支線千里丘站－吹田操車場－大阪貨物總站間（10.3公里）開業，岸邊站－吹田操車場－大阪貨物總站間（8.8公里）都設定營業距離（千里丘站－吹田操車場間、吹田操車場－岸邊站間為與本線的重複路段）。高島線高島站－表高島站間（1.3公里）、東高島站－橫濱市場站間（1.2公里）、名古屋港線名古屋站－八幡信號場－白鳥站間（4.9公里）廢除[18]。（貨）大阪貨物總站開業。（貨）表高島站、（貨）橫濱市場站、（貨）白鳥站廢除[19]。橫濱港站改為信號場，開設橫濱港信號場。品川站－芝浦站間路段分離顯示，改為品川站－汐留站間與汐留站－芝浦站間顯示[20]。
- 1984年（昭和59年）2月1日：貨物支線汐留站－東京市場站間（1.1公里）、梅小路站－京都市場站間（1.8公里）廢除。（貨）東京市場站、（貨）京都市場站廢除。新鶴見操車場、吹田操車場改為信號場，開設新鶴見信號場、吹田信號場。
- 1985年（昭和60年）
  - 3月1日：貨物支線汐留站－芝浦站間（2.8公里）廢除。（貨）芝浦站廢除。
  - 3月14日：神戶臨港線神戶港站－湊川站間（2.4公里）廢除。安倍川站開業。（貨）入江站、（貨）湊川站廢除。入江站廢除後，貨物支線入江站－新興站間的起點改為鶴見站，終點改為東高島站（+8.3公里）。東海道貨物線品川站－汐留站間與汐留站－鶴見站間合併路段顯示為品川站－鶴見站間。
  - 7月27日：東海道貨物線品川站－汐留站間恢復旅客營業（伴隨人車同行九州開始運行）。
  - 12月1日：（貨）湘南貨物站廢除。
- 1986年（昭和61年）
  - 4月2日：西大井站開業。
  - 4月26日：六合站開業。
  - 11月1日：高島線橫濱港信號場－山下埠頭站間（2.0公里）、神戶臨港線神戶港站－摩耶埠頭站間（4.5公里）廢除。（貨）岐阜貨物總站、西岐阜站開業。（貨）汐留站、（貨）山下埠頭站、（貨）笹島站、新垂井站、（貨）摩耶埠頭站廢除。（貨）高島站改為信號場，開設高島信號場。汐留站廢除，品川站－東京貨物總站間改距離（-6.8公里）。高島站廢除，貨物支線高島站－櫻木町站間的起點改為東高島站（+1.0公里）。笹島站廢除，笹島站－西名古屋港站間的起點改為名古屋站（不改距離）。
- 1987年（昭和62年）
  - 3月21日：片濱站、西燒津站開業。
  - 3月31日：高島線高島站－橫濱港信號場間廢除。高島信號場改為車站，高島站再開業。橫濱港信號場廢除。高島站再開業，貨物支線東高島站－櫻木町站間的起點恢復為高島站（-1.0公里）。西名古屋港線名古屋站－西名古屋港站間開始旅客營業（書類上）。

#### 分割民營化以後
以後，【東】顯示有關JR東日本的事件，【海】顯示有關JR東海的事件，【西】顯示有關JR西日本的事件，【貨】顯示有關JR貨物的事件。
- 1987年（昭和62年）
  - 4月1日：國鐵分割民營化。東京－熱海等合計176.2公里由東日本旅客鐵道繼承，熱海－米原等合計372.7公里由東海旅客鐵道繼承，米原－神戶寺合計166.1公里由西日本旅客鐵道繼承，貨物支線3線區合計18.3公里由日本貨物鐵道繼承。
    - 東海道貨物線品川－東京貨物總站更改距離（+4.4公里）。品川－鶴見的路段分割為品川－濱川崎和鶴見－八丁畷（-3.0公里）。鶴見－橫濱羽澤－戶塚的終點改為東戶塚站（-4.2公里）、名古屋港線名古屋－名古屋港的起點改為山王信號場（-1.8公里）、貨物支線千里丘－大阪貨物總站的起點改為吹田信號場（-1.6公里）、神戶臨港線六甲道－神戶港的起點改為東灘信號場（-1.4公里）。
    - 高島線鶴見－高島與高島－櫻木町合併路段顯示為鶴見－櫻木町。
    - 高島線鶴見－新興－東高島（11.0公里）、貨物支線岸邊－大阪貨物總站（8.8公里）、神戶臨港線灘－神戶港（4.3公里）廢除營業距離設定。
    - 東海道貨物線濱松町－濱川崎、鶴見－八丁畷、鶴見－橫濱羽澤－東戶塚、高島線高島－櫻木町、貨物支線梅小路－丹波口、北方貨物線吹田－尼崎、梅田貨物線吹田－梅田－福島開始旅客營業。濱松町－東京貨物總站廢除貨物營業。
    - 大垣－（新垂井）－關原的下行本線改為專用線，大垣－垂井－關原的下行線改為本線。大垣－（新垂井）－關原成為支線。

  - 7月1日：【海】第二種鐵道事業開業（山王信號場－名古屋港 6.2公里）。（臨）名古屋球場正門前站（日语：ナゴヤ球場正門前駅）開業。
- 1988年（昭和63年）
  - 3月13日：【海】西岡崎站、三河安城站、逢妻站開業。
  - 11月16日：【海】三河鹽津站開業。
- 1989年（平成元年）
  - 3月25日：正在舉辦橫濱博覽會（日语：横浜博覧会），利用山下臨港線 橫濱港－山下埠頭的廢線跡，作為橫濱博覽會協會臨港線日本丸（日语：日本丸メモリアルパーク）－山下公園運行列車（直至同年10月1日）。
  - 7月9日：【海】金山站東海道本線月台開業。金山－名古屋為與中央本線的重複路段。
- 1990年（平成2年）3月10日：
  - 【西】貨物支線梅小路－丹波口電氣化。
  - 【貨】鹽濱操站改稱川崎貨物站。
- 1991年（平成3年）
  - 3月16日：【西】栗東站開業。
  - 12月14日：【海】豐田町站開業。
- 1993年（平成5年）3月18日：【貨】東靜岡站改稱靜岡貨物站。
- 1994年（平成6年）
  - 9月4日：【西】南草津站開業。
  - 10月8日：【海】第二種鐵道事業（山王信號場－名古屋港 6.2公里）廢除。（臨）名古屋球場正門前站廢除。
- 1995年（平成7年）
  - 1月17日：【西】受阪神大地震影響，高槻－神戶無法通行。翌日，一部分路段恢復運行。以後分階段再開通。
  - 2月27日：【貨】高島站廢除。
  - 3月16日：【海】尾頭橋站開業。
  - 4月1日：【西】最後不通的住吉－灘復舊，全線恢復通車。
  - 9月1日：【西】神足站改稱長岡京站。
- 1996年（平成8年）10月1日：
  - 【東】東海道貨物線品川－濱松町（3.7公里）廢除。
  - 【西】甲南山手站開業。
- 1998年（平成10年）
  - 1月30日：【東】東海道貨物線濱松町－東京貨物總站休止。
  - 3月30日：【海】西名古屋港線名古屋－名古屋貨物總站、稻澤線名古屋－稻澤電氣化。
  - 6月1日：【西】宮原操車場與宮原運轉所合併成為宮原綜合運轉所（作為停車場的宮原操車場仍存續）。
  - 10月30日：【海】東靜岡站（旅客站）開業。
- 2001年（平成13年）
  - 3月31日：【海】西名古屋港線名古屋貨物總站－西名古屋港（8.7公里）廢除。西名古屋港站廢除。
  - 4月22日：【海】愛野站開業。
  - 12月1日：【東】湘南新宿線開始運行[21]。
- 2003年（平成15年）
  - 3月31日：【海】西名古屋港線名古屋－名古屋貨物總站更改距離（3.9公里→7.0公里）。
  - 12月1日：【貨】神戶港臨港線東灘信號場－神戶港（3.4公里）廢除。神戶港站廢除。
- 2004年（平成16年）10月6日：【海】西名古屋港線名古屋－名古屋貨物總站轉換予名古屋臨海高速鐵道。
- 2006年（平成18年）4月1日：【貨】第二種鐵道事業（梅小路－丹波口 3.3公里）廢除。
- 2007年（平成19年）3月18日：
  - 【海】野田新町站開業。
  - 【西】櫻花夙川站開業。西之宮站改稱西宮站。
- 2008年（平成20年）
  - 3月15日：【西】島本站開業。
  - 10月18日：【西】桂川站開業。
- 2009年（平成21年）3月14日：【海】南大高站開業。
- 2010年（平成22年）
  - 3月13日：【東】品鶴線武藏小杉站橫須賀線月台開業。
  - 月日不明：【貨】新興站廢除[腳注 5]。
- 2011年（平成23年）3月12日：【貨】梅小路站改稱京都貨物站。
- 2012年（平成24年）
  - 3月17日：【海】相見站開業。
  - 10月8日：【西】營業開始前的吹田貨物總站（日语：吹田貨物ターミナル駅）被視為信号場準備開始啟用。北方貨物線 吹田－尼崎的起點改為吹田貨物總站（+1.5公里）[22]。
- 2013年（平成25年）
  - 3月16日：【貨】吹田貨物總站正式開業，作為貨物站開始營業[23]。梅田貨物線吹田－福島的起點改為吹田貨物總站（+1.5公里）。同時吹田信號場與吹田貨物總站統合，貨物支線吹田信號場－大阪貨物總站的起點改為吹田貨物總站（距離不變）[24]。
  - 4月1日：【貨】【西】（貨）梅田站廢除[23]，降格為梅田信號場。
- 2014年（平成26年） 10月6日：【海】颱風巴蓬導致土砂災害，熱海－豐橋段無法通行[25]。7日除富士－興津段外復舊[25]，10日富士－由比段復舊[26][27]，16日全線復舊[28]。
- 2015年（平成27年）3月14日：【東】上野東京線開始運行[29]。
- 2016年（平成28年）
  - 2月28日：【西】梅小路－丹波口段廢除[30][腳注 1]。
  - 3月26日：【西】摩耶站開業[31]。
- 2018年（平成30年）3月17日：【西】JR总持寺站開業[32][33][34]。
- 2019年（令和元年）
  - 月日不明：【貨】高島線鶴見站－（舊）新興站－櫻木町站間的路段標示改為鶴見站－東高島站－櫻木町站間（11.2公里→8.5公里）。新興站廢除後事實上廢線，舊入江站－舊新興站間的營業距離設定正式廢除[35]。
  - 11月30日：【東】相鐵·JR直通線列車（即JR埼京線－相鐵新横滨線、本線直通列車）開始在品鶴線、東海道貨物線的旧蛇窪號誌站－鶴見站（不停站通過）－横濱羽澤站間路段行駛。羽澤横濱国大站開業。[36]。
- 2020年（令和2年）
  - 3月14日：【東】高輪Gateway站（山手線、京滨東北線）開業[37][38]。
  - 【海】御廚站開業[39][40][41]。
- 2023年（令和5年）春：【西】梅田貨物線梅田信號場的地點大阪站地下月台開業[42]。
- 2032年（令和14年）頃：【東】大船站－藤澤站間村岡新站（日语：湘南貨物駅）（臨時名稱）開業[新聞 2][新聞 3]。

## 車站列表
此節列出設置於東海道本線的鐵路車站與號誌站（包括本線與支線），也會列出過往存在的鐵路車站與號誌站。
（貨）代表貨物專用站。◆・◇・■代表貨物起卸站（◇為有定期貨物列車，■為線外貨運站）。（臨）代表臨時站。支線、貨物線的名稱都會使用通稱。

### 東日本旅客鐵道

運行系統圖

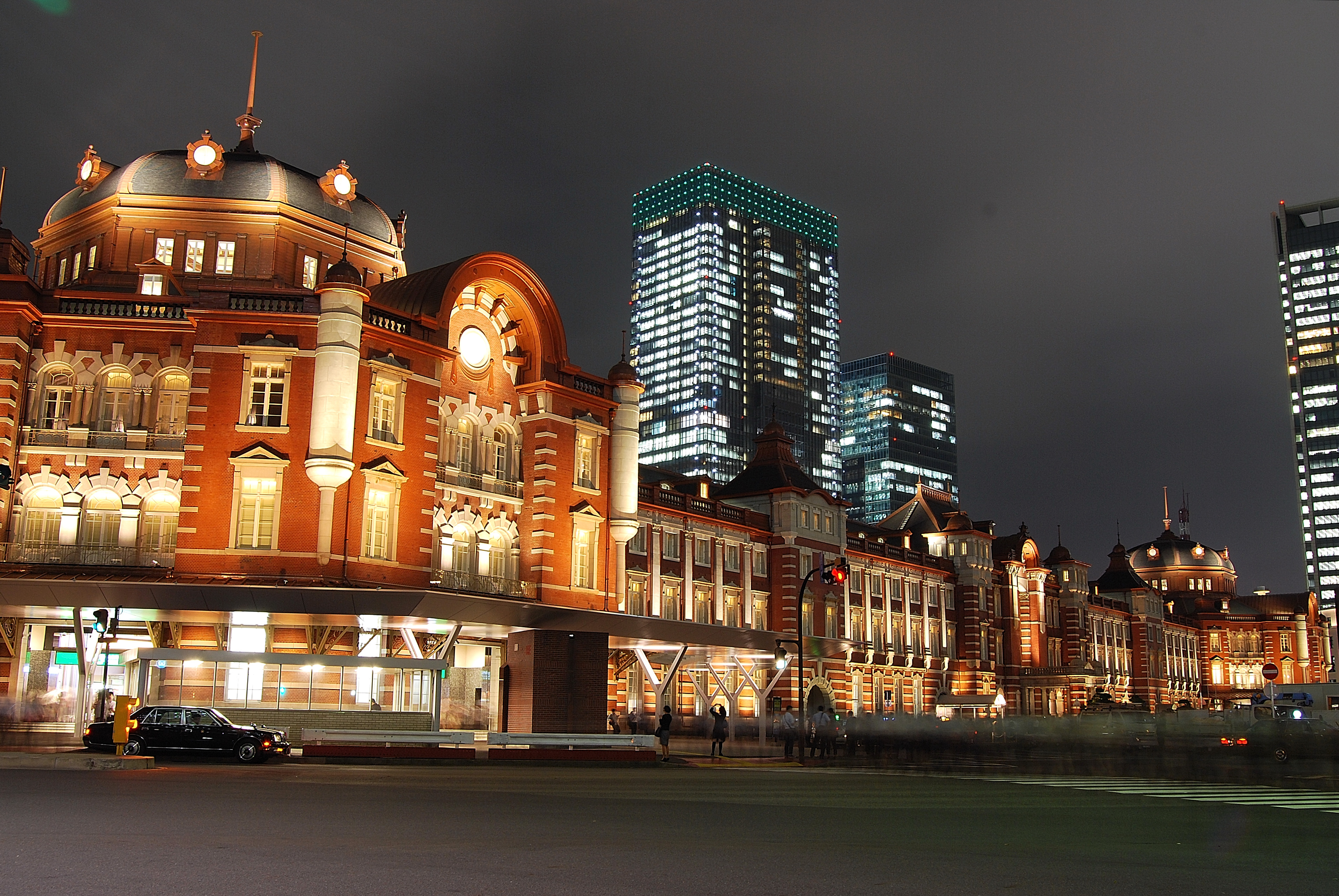
東京站
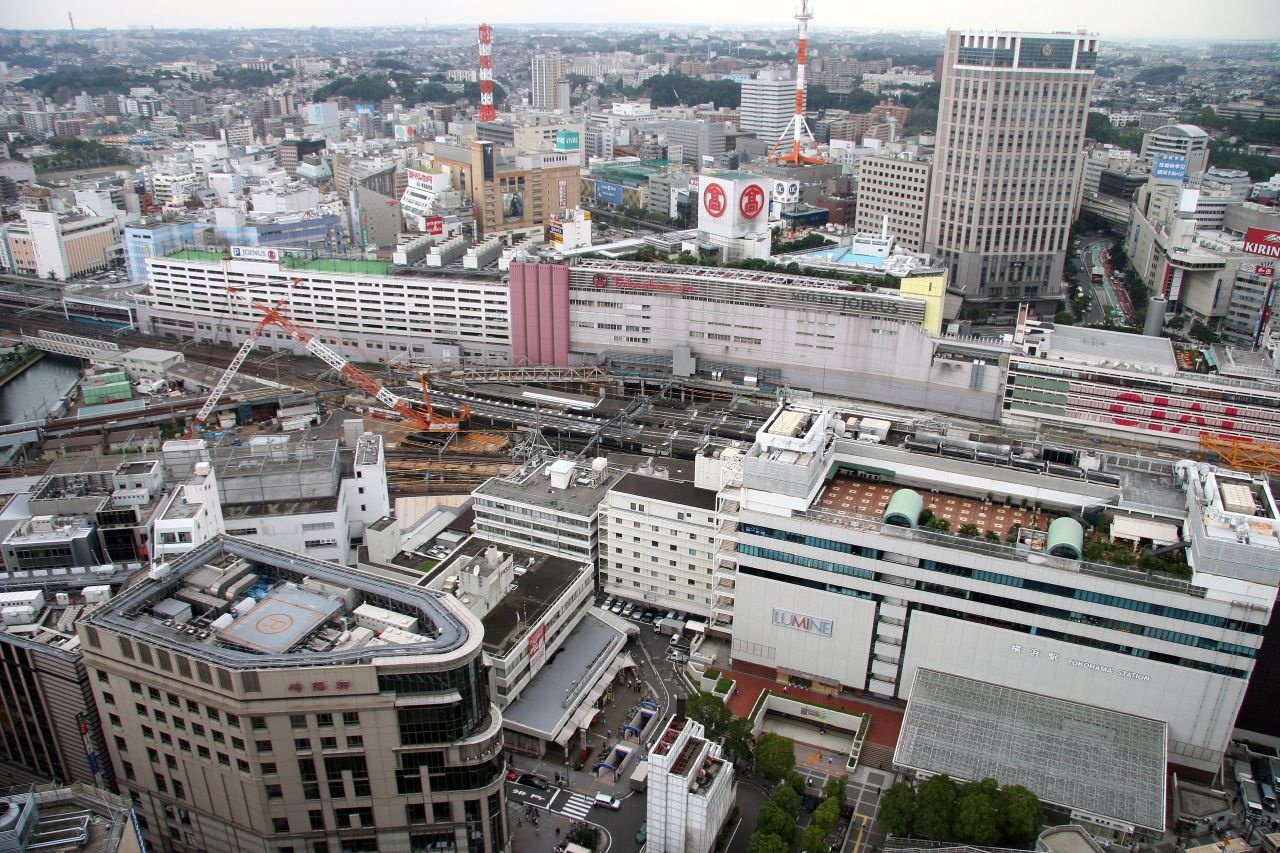
橫濱站
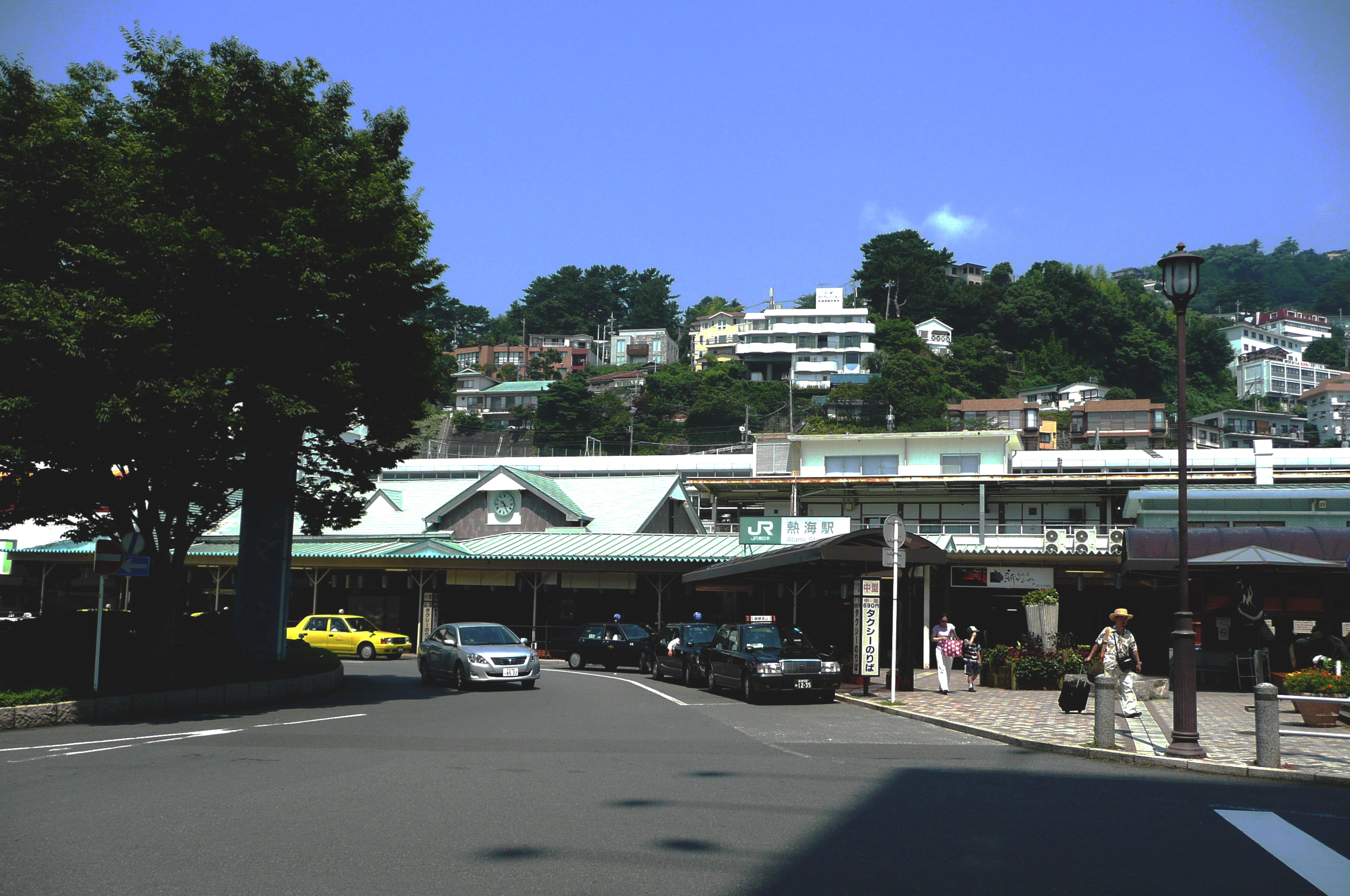
熱海站

詳細參見各運行系統條目（東海道線 (JR東日本)、上野東京線、湘南新宿線、橫須賀線、京濱東北線、山手線），與下述各支線條目。
本線
東京－有樂町－新橋－濱松町－田町－品川◇－大井町－大森－蒲田－川崎－鶴見－新子安－東神奈川－橫濱－保土谷－東戶塚－戶塚－大船－藤澤－辻堂－茅崎－平塚－（貨）相模貨物◆－大磯－二宮－國府津－（貨）西湘貨物◇－鴨宮◇－小田原◇－早川－根府川－真鶴－湯河原－熱海－（來宮）
品鶴線
品川－西大井－武藏小杉－新川崎－新鶴見信號場－鶴見
東海道貨物線
濱松町－（貨）東京貨物總站◆－（貨）川崎貨物◆－濱川崎◇
鶴見－八丁畷
鶴見－（貨）橫濱羽澤◆－東戶塚
高島線（貨物線）
鶴見－（貨）東高島－櫻木町
- 東京站
- 橫濱站
- 熱海站

### 東海旅客鐵道
熱海－豐橋參見「東海道線 (靜岡地區)#車站列表」，豐橋－米原參見「東海道線 (名古屋地區)#車站列表」。
本線
熱海－函南－三島◇－沼津◆－片濱－原◇－東田子之浦－吉原◇－富士◆－富士川－新蒲原－蒲原－由比－興津－清水－草薙－（貨）靜岡貨物◆－東靜岡－靜岡－安倍川－用宗－燒津－西燒津－藤枝－六合－島田◇－金谷－菊川－掛川－愛野－袋井－御厨－磐田◇－豐田町－天龍川－濱松－（貨）西濱松◆－高塚－舞阪－辯天島－新居町－鷲津－新所原－二川－豐橋■－西小坂井－愛知御津－三河大塚－三河三谷－蒲郡－三河鹽津－三根－幸田－相見－岡崎－西岡崎－安城－三河安城－東刈谷－野田新町－刈谷－逢妻－大府－共和－南大高－大高－笠寺－熱田－金山－尾頭橋－名古屋◇－枇杷島－五條川信號場－清洲◇－稻澤◆－尾張一宮－木曾川－岐阜－西岐阜－（貨）岐阜貨物總站◆－穗積◇－大垣－南荒尾信號場－垂井－關原－柏原－近江長岡◇－醒井－米原◇
美濃赤坂線
大垣－南荒尾信號場－荒尾－美濃赤坂◆

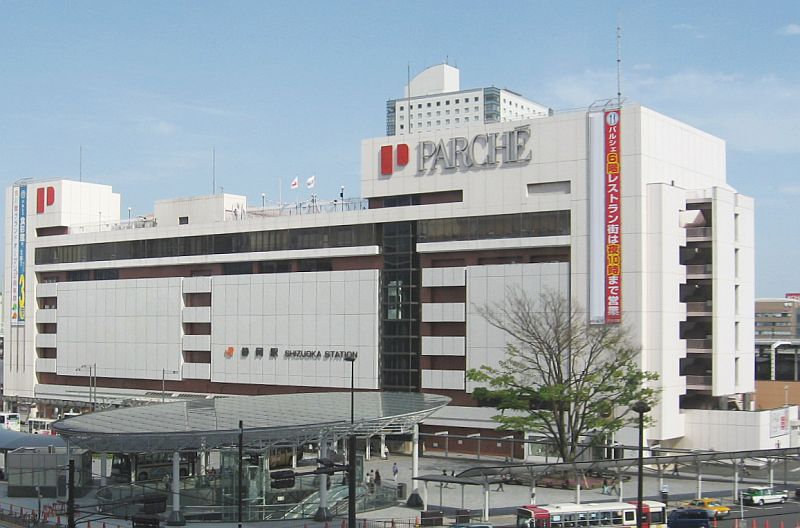
靜岡站
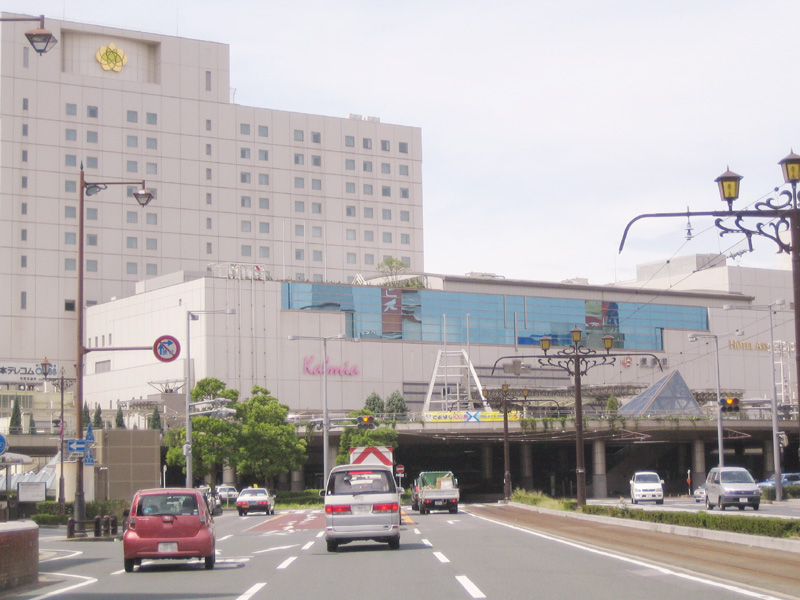
豐橋站
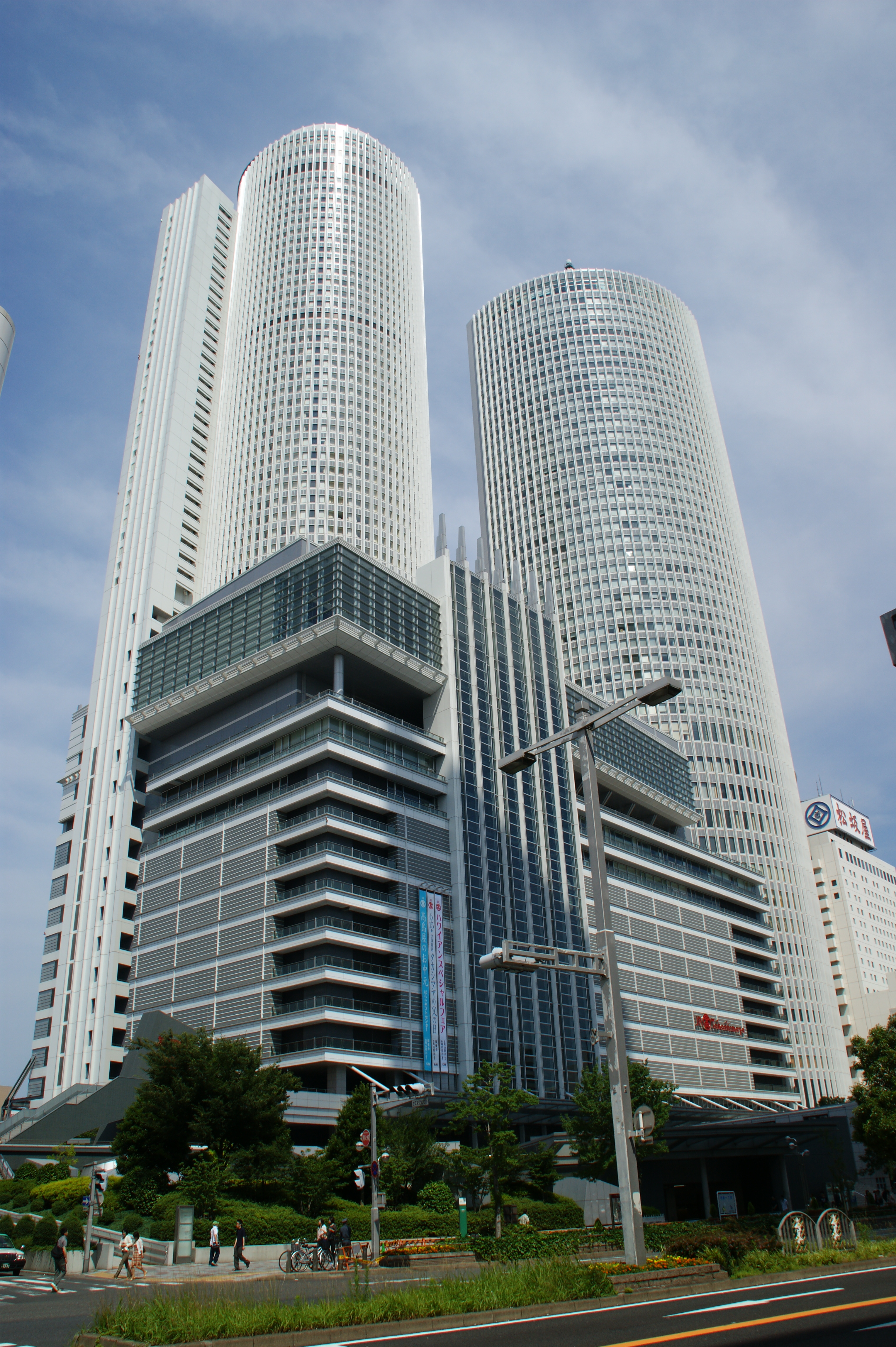
名古屋站
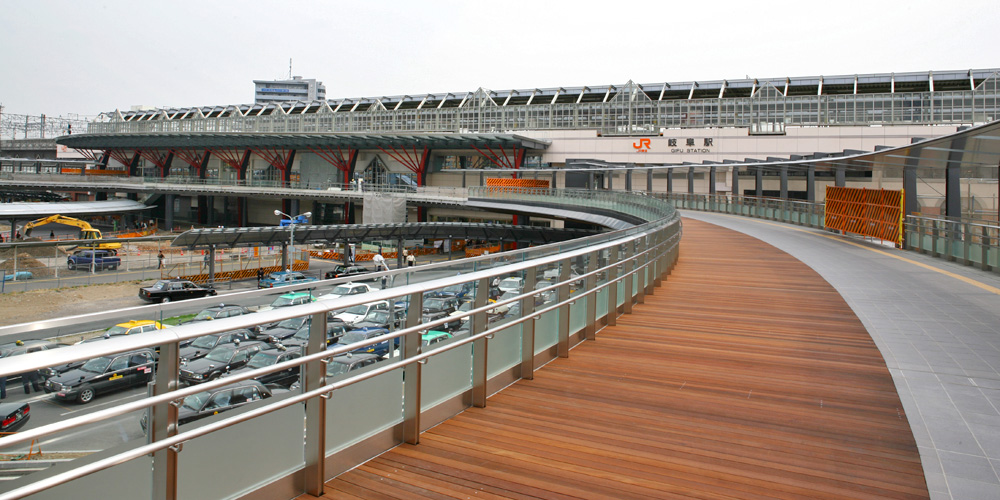
岐阜站

### 西日本旅客鐵道

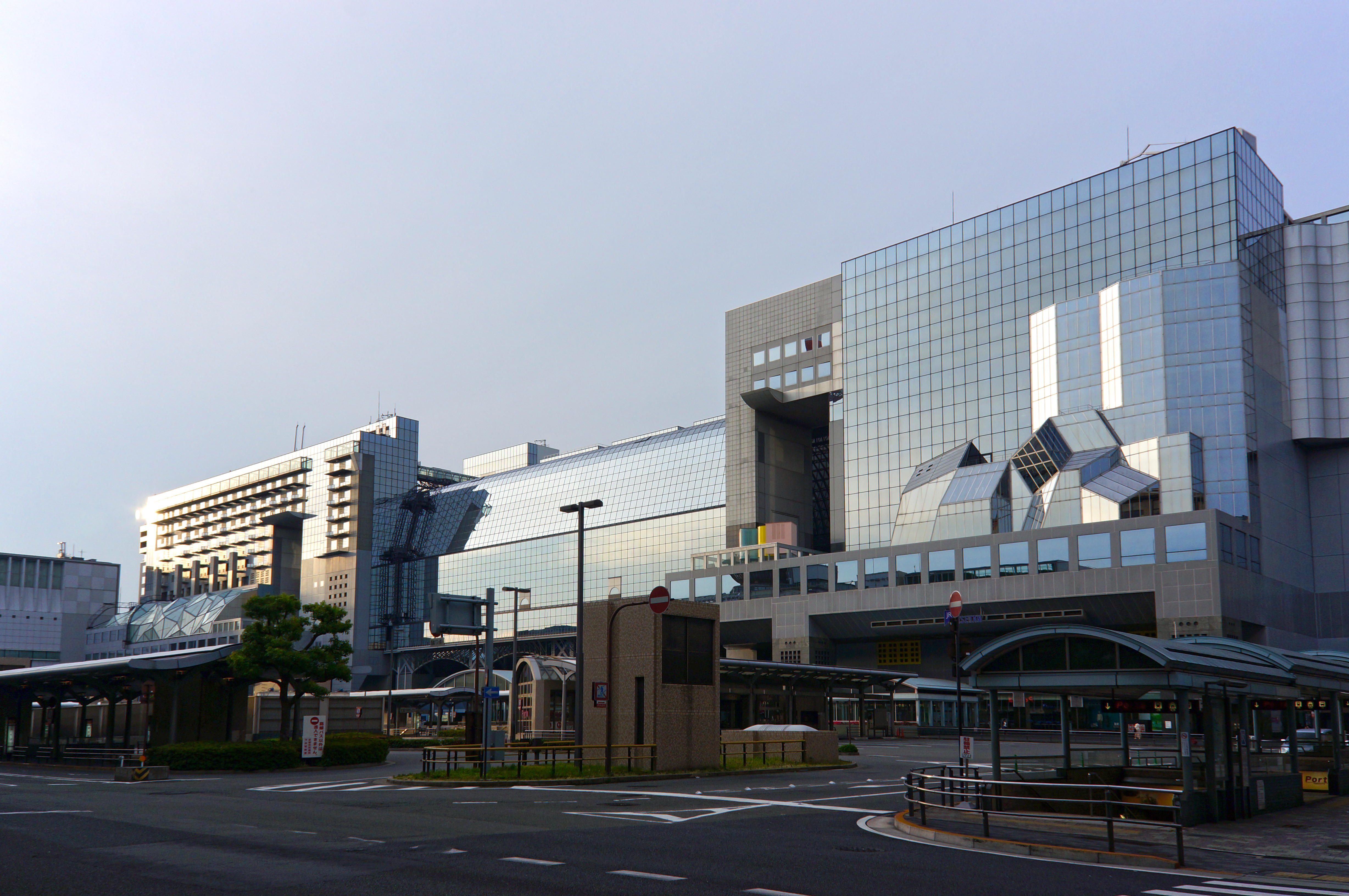
京都站
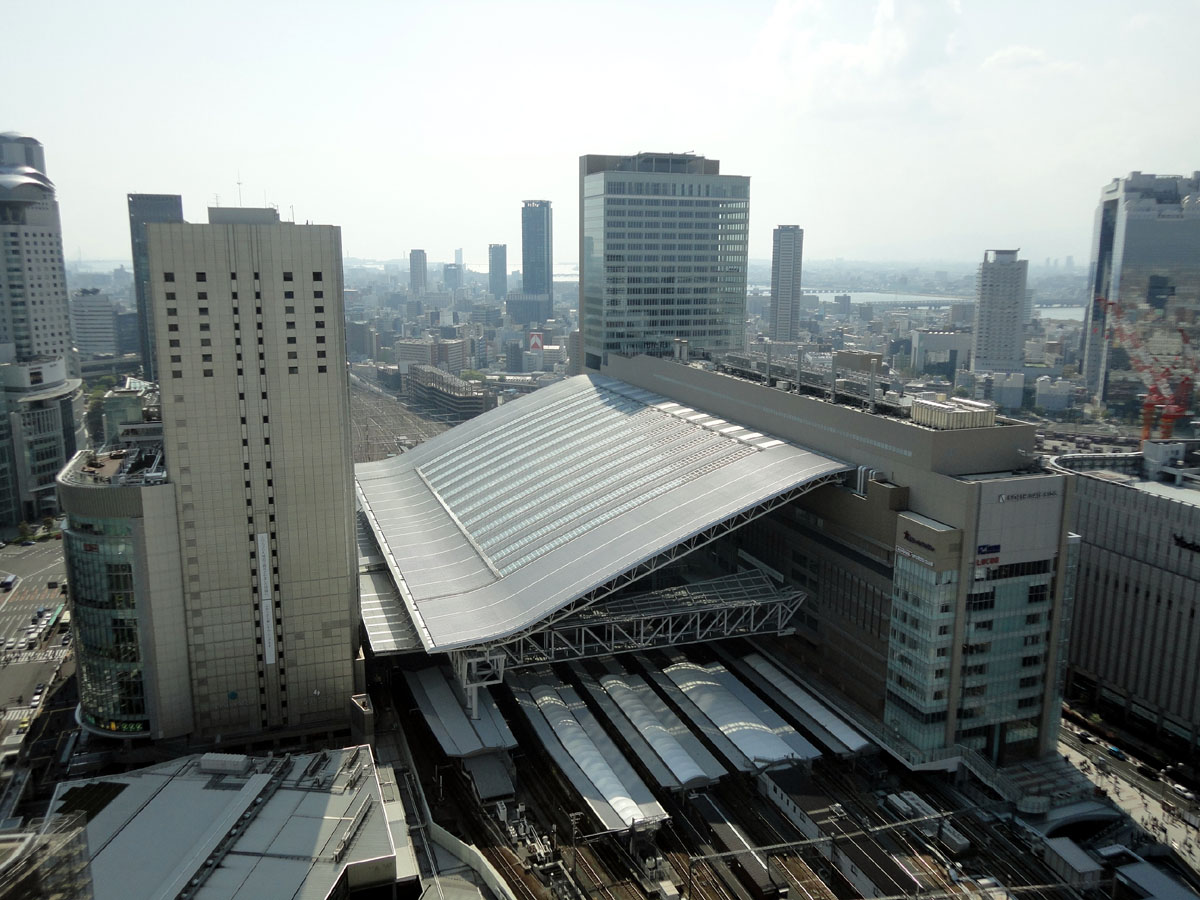
大阪站
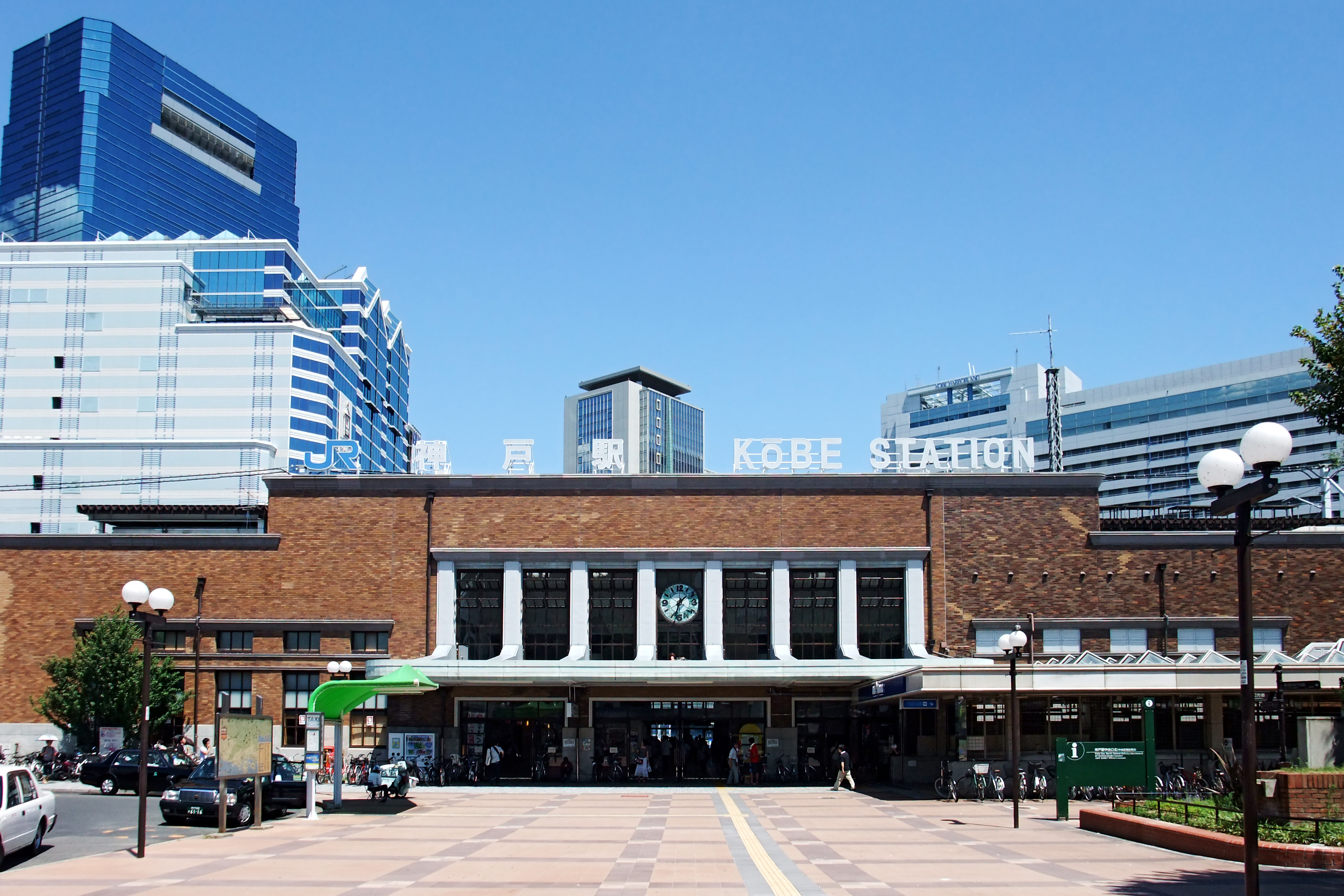
神戸站

詳細參見各愛稱路線條目（米原－京都為琵琶湖線，京都－大阪為JR京都線，大阪－神戶為JR神戶線），與下述各支線條目。
括號內為起點站（本線為東京站）起計的營業距離，單位為公里。
本線
米原◇－米原操車場－彥根－南彥根－河瀨－稻枝－能登川－安土－近江八幡－篠原－野洲－守山◇－栗東－草津◇－南草津－瀨田－石山◇－膳所◇－大津－山科－京都－（貨）京都貨物◆－西大路－桂川－向日町◇－長岡京－山崎－島本－高槻－攝津富田－茨木－千里丘－吹田信號場－岸邊－吹田－東淀川－新大阪－大阪－塚本－尼崎－立花－甲子園口－西宮－櫻花夙川－蘆屋－甲南山手－攝津本山－住吉－六甲道－摩耶－灘－三之宮－元町－神戶
北方貨物線
（貨）吹田貨物總站－宮原操車場－尼崎
梅田貨物線
（貨）吹田貨物總站－新大阪－（貨）梅田信號場◆－福島
- 京都站
- 大阪站
- 神戸站

### 日本貨物鐵道
名古屋港線的詳細參見路線條目。括號內為起點站起計的營業距離
名古屋港線
山王信號場－八幡信號場－（貨）名古屋港站
※山王信號場設於中央本線的軌道上。1987年－1994年JR東海曾在山王信號場－名古屋港之間設置名古屋球場正門前站。
大阪終端線
（貨）吹田貨物總站－（貨）大阪貨物總站◆

### 未成線
南方貨物線
大府－笠寺－（貨）名古屋貨物總站
※後來興建了西名古屋港線，已成為預定貨物列車的繞道路線，工程凍結。

#### 廢除路段
站名、設施名以廢除時為準。參見東海道貨物線、高島線、名古屋港線、神戶臨港線。
貨物支線（1985年廢除）
汐留站－芝浦站
貨物支線（1984年廢除）
汐留站－東京市場站
貨物支線（1959年廢除）
東神奈川站－海神奈川站
支線（1915年廢除）
櫻木町－保土谷
貨物支線（平塚支線，1924年廢除）
平塚站－站名不詳（站名應為「平塚荷扱所」）
舊線（1934年改名御殿場線）
國府津－下曾我－松田－山北－谷峨信號場－駿河（現時：駿河小山）－足柄信號場－御殿場－富士岡信號場－岩波信號場－裾野－三島（初代。現時：下土狩）－沼津
※谷峨、足柄、富士岡、岩波4個信號場後來升格為車站。
貨物支線（沼津港線，1974年廢除）
沼津站－沼津港站
貨物支線（1930年廢除）
熱田站－古渡信號場－千種站
貨物支線（西名古屋港線）
名古屋站－名古屋貨物總站－西名古屋港站
※2004年轉讓予名古屋臨海高速鐵道
舊線（1899年廢除）
關原－（貨）深谷－春照－上阪－長濱
（貨）深谷站－近江長岡站
※春照站、上阪站在廢線前已經廢除
貨物支線（1969年廢除，以前的：大津線）
膳所站－濱大津站
舊線（1921年廢除）
膳所－大谷－大塚信號所－山科－稻荷－京都
※稻荷－京都段為現時的奈良線。
貨物支線（1984年廢除）
梅小路站－京都市場站
支線（1877年廢除，安治川支線）
大阪站－安治川站
貨物支線（1980年廢除）
尼崎站－尼崎市場站
貨物支線（2016年廢除、山陰連絡線）
京都貨物站－丹波口站

### 廢站
#廢除路段車站除外。參見東海道貨物線、高島線、名古屋港線、神戶臨港線。
- 吳服橋站（日语：呉服橋駅）：1914年廢除，東京站北方（-0.3公里附近）
- 神奈川站（日语：神奈川駅 (国鉄)）：1928年廢除，東神奈川站－橫濱站間（28.2公里附近）
- 平沼站（日语：平沼駅 (国鉄)）：1915年廢除，橫濱站南方（29.5公里附近）
- 興津川站：1890年廢除，由比－興津間
- 清見寺臨時乘降場：1907年廢除，興津－清水間
- （臨）袖師站（日语：袖師駅）：1971年廢除，興津站－清水站間（166.7公里）
- （貨）笹島站（日语：笹島駅）：1986年廢除，被視作名古屋站同一位置（366.0公里）
- 新垂井站（日语：新垂井駅）：1986年廢除，大垣站－關原站間（下行專用線，大垣站起計8.1公里）
- 大宮通臨時停車場：1877年廢除，梅小路站附近
- 戎臨時乘降場：1915年廢除，西宮站－蘆屋站間（574.5公里附近）
- 岡本臨時乘降場：1915年廢除，攝津本山站、甲南山手站附近（初代、2代578.2公里附近，3代576.6公里附近）
- （貨）東灘站：1972年廢除，現時為東灘信號場（日语：東灘信号場）（583.7公里）

### 廢除信號場
#廢除路段的信號場除外。
- 伊皿子信號所：田町站－品川站間，電車線上（約6.0公里）
- 芝臨時信號場：與伊皿子信號所同一地點
- 子安信號所：鶴見站－新子安站間（約24.6公里）
- 權現信號所：保土谷站－東戶塚站間（約34.2公里）
- 川上信號所：東戶塚站－戶塚站間（約37.0公里）
- 久保信號所：戶塚站－大船站間（約43.6公里）
- 馬入川臨時信號場：茅崎站－平塚站間（約61.6公里）
- 來宮信號場：熱海站－函南站間（105.8公里。併入來宮站）
- 沼川臨時信號場：吉原站－富士站間（約142.3公里）
- 富士川信號所：富士站－富士川站間（約148.1公里）
- 洞隧道臨時信號所：由比站－興津站間（初代約161.9公里，2代約161.6公里）
- 洞臨時信號場：由比站－興津站間（162.6公里）
- 石部臨時信號所：用宗站－燒津站間（約190.0公里）
- 磯濱臨時信號所：用宗站－燒津站間（約191.1公里）
- 瀨戶川臨時信號所：用宗站－燒津站間（約192.0公里）
- 青島信號所：六合站－島田站間
- 友田信號場：金谷站－菊川站間（217.7公里）
- 梅橋信號所：掛川站－袋井站間（約233.6公里）
- 原谷野川臨時信號所：袋井站－磐田站間（約239.3公里）
- 太田川臨時信號所：袋井站－磐田站間（約241.6公里）
- 天龍橋信號所：豐田町站－天龍川站間（約249.8公里）
- 白須賀信號所：鷲津站－新所原站間（約281.6公里）
- 大塚信號所：三河大塚站附近（約305.6公里）
- 深溝信號所：三河鹽津站－三根站間（約314.7公里）
- 野田信號場：東刈谷站附近（約338.1公里）
- 露橋臨時信號場：尾頭橋站－名古屋站間（363.6公里）
- 榮生臨時信號場：名古屋站－枇杷島站間（368.2公里）
- 清洲信號所：枇杷島站－清洲站間（約373.2公里）
- 木曾橋臨時信號所：木曾川站－岐阜站間（約391.7公里）
- 長良川臨時信號所：西岐阜站－穗積站間（約401.1公里）
- 寺倉信號場：醒井站－米原站間（約443.0公里）

- 高宮川臨時信號所：南彥根站－河瀨站間（約455.7公里）
- 野洲川信號所：野洲站－守山站間（約486.2公里）
- 狼川信號場：南草津站－瀨田站間（約495.1公里）
- 瀬田川臨時信號場：瀨田站－石山站間（約497.6公里）
- 東山臨時信號場：山科站－京都站間（512.0公里）
- 桂川信號所：西大路站－向日町站間（約517.9公里）
- 吉祥院信號所：西大路站－向日町站間（約518.1公里）
- 神足信號所：向日町站－長岡京站間（約523.4公里）
- 櫻井臨時信號場：山崎站－高槻站間（529.6公里）
- 梶原信號所：山崎站－高槻站間（約531.9公里）
- 富田信號所：攝津富田站附近（約538.1公里）
- 茨木川臨時信號所：攝津富田站－茨木站間（約540.2公里）
- 坪井信號所：千里丘站－吹田站間（約544.9公里）
- 吹田信號場（日语：吹田信号場）：千里丘站－岸邊站間（546.3公里）
  - 設置於吹田操車場廢止後的跡地，吹田貨物總站開業後併入同站構內[腳注 6]。
- 千里信號場：吹田站－東淀川站間（549.2公里）
  - 片町線貨物支線（吹田－放出之間）的分岔點。
- 西吹田臨時信號場：吹田站－東淀川站間（550.2公里）
- 高畑臨時信號所：吹田站－大阪站間
- 宮原信號場：東淀川站－新大阪站間（552.3公里）
  - 北方貨物線與本線的分岔點。
- 山口信號所：東淀川站－新大阪站間（約552.4公里）
- 上淀川臨時信號場：新大阪站－大阪站間（554.7公里）
- 野里信號場：塚本站－尼崎站間（約560.1公里）
- 歌島信號場：塚本站－尼崎站間（初代約561.2公里，2代560.6公里）
  - 北方貨物線與本線的合流地點。與塚本站統合而廢除。
- 水野信號所：立花站－甲子園口站間（約567.7公里）
- 武庫川臨時信號所：立花站－甲子園口站間（約568.5公里）
- 蘆屋臨時信號所：蘆屋站－甲南山手站間（約576.3公里）

## 來源
參考文獻
- 中村建治. . イカロス出版. 2009年4月. ISBN 978-4-86320-175-0.
- . 朝日新聞出版. 2009.（朝日2009と記す）
- . 鉄道ピクトリアル (電気車研究会). 1984年12月, (440).（RP1984-12と記す）
- . 鉄道ピクトリアル (電気車研究会). 2003年9月, (736).（RP2003-9と記す）
- . 鉄道ピクトリアル (電気車研究会). 2004年9月, (751).（RP2004-9と記す）
- . 鉄道ピクトリアル (電気車研究会). 2006年3月, (736).（RP2006-3と記す）
- . 鉄道ピクトリアル (電気車研究会). 2013年2月, (872).（RP2013-2と記す）
- . 鉄道ピクトリアル (電気車研究会). 2013年3月, (873).（RP2013-3と記す）
- . 鉄道ファン (交友社). 1986年10月, (306).（RF1986-10と記す）
- . 鉄道ジャーナル (鉄道ジャーナル社). 1989年5月, (271).（RJ1989-5と記す）

參考資料
1. ↑  若包括JR貨物作為第2種鐵道事業，入江信號場－舊新興2.7公里則為11.2公里
2. ↑  会社要覧 JR東日本ア・ラ・カルトPDF - 東日本旅客鉄道
3. 1 2  『停車場変遷大事典 国鉄・JR編』JTB 1998年 ISBN 978-4533029806
4. ↑  . 東日本旅客鉄道.   [2012-06-16]. （原始内容存档于2009-06-02）.
5. ↑  . 東海旅客鉄道.   [2012-06-15]. （原始内容存档于2012-12-08）.
6. ↑  . 西日本旅客鉄道.   [2012-07-21]. （原始内容存档于2011-02-28）.
7. ↑  蔡龍保.  (PDF). 國史館學術集刊. 2005年9月, (6): 頁65–76  [2020-09-21]. （原始内容存档 (PDF)于2019-08-01）.
8. ↑  『明治27年度鉄道局年報』逓信省鉄道局、1895年 60頁（国立国会図書館デジタルコレクション）
9. ↑  『明治35年度鉄道局年報』逓信省鉄道局、1903年 1頁（国立国会図書館デジタルコレクションより）
10. 1 2  . 鉄道ジャーナル (鉄道ジャーナル社). 1996-04, 30 (4): 150.
11. 1 2 3 4 5 6 7 8 9 10 11 12 13 14 15  RP2004-9 10-23頁「東海道本線 線路改良の記録」
12. ↑  國鐵一等車、寢台車全廢（昭和19年3月25日 朝日新聞 『昭和ニュース辞典第8巻 昭和17年/昭和20年』p784 毎日コミュニケーションズ刊 1994年
13. ↑  記念スタンプ「逓信省告示第52号」『官報』1949年2月4日（国立国会図書館デジタルコレクション）
14. ↑  記念スタンプ「逓信省告示第295号」『官報』1949年5月31日（国立国会図書館デジタルコレクション）
15. ↑  『近畿地方の日本国有鉄道-大阪・天王寺・福知山鉄道局史』大阪・天王寺・福知山鉄道局史編集委員会 2004年 361頁
16. ↑  『近畿地方の日本国有鉄道-大阪・天王寺・福知山鉄道局史』大阪・天王寺・福知山鉄道局史編集委員会 2004年 371頁
17. 1 2  鉄道建設の歴史 東海道本線(複々線化) （页面存档备份，存于） - 日本建設業連合会
18. ↑  . 官報. 1982-11-13.
19. ↑  . 官報. 1982-11-13.
20. ↑  . 官報 (17047). 1982-11-13.
21. ↑   (新闻稿). 東日本旅客鐵道. 2001-09-21  [2012-05-26]. （原始内容存档于2013-04-20）.
22. ↑  電気車研究会『平成二十六年度 鉄道要覧』 p.38
23. 1 2  http://www.jrfreight.co.jp/common/pdf/news/20130313-02.pdf 吹田貨物ターミナル駅開業ならびに百済貨物ターミナル駅リニューアル開業について] - 日本貨物鉄道プレスリリース、2013年3月13日付、2013年3月17日閲覧。PDF
24. ↑  電気車研究会『平成二十六年度 鉄道要覧』 p.59
25. 1 2  台風第１８号による大雨等による被害状況等について（第４報） （2014/10/07 7:00現在） PDF - 国土交通省
26. ↑  東海道本線富士〜由比間の運転再開…バス代行は蒲原～興津間で実施へ （页面存档备份，存于） - レスポンス、2014年10月10日
27. ↑  東海道本線被災に伴う今後の運転計画について （页面存档备份，存于） - 東海旅客鉄道、2014年10月10日
28. ↑  東海道本線 由比駅〜興津駅間の運転再開について （页面存档备份，存于） - 東海旅客鉄道、2014年10月14日
29. ↑   (PDF) (新闻稿). 東日本旅客鐵道. 2014-12-19  [2015-03-20]. （原始内容 (PDF)存档于2014-12-19）.
30. 1 2  . 西日本旅客鐵道. 2015-02-27  [2015-03-01]. （原始内容存档于2015-03-01）.
31. ↑   (PDF) (新闻稿). 西日本旅客铁道. 2015-12-18  [2016-03-26]. （原始内容存档 (PDF)于2015-12-20）.
32. ↑   (PDF) (新闻稿). 西日本旅客铁道. 2017-12-15  [2017-12-15]. （原始内容存档 (PDF)于2017-12-15）.
33. ↑   (新闻稿). 西日本旅客鐵道. 2011年7月29日. （原始内容存档于2011-10-28）.
34. ↑  . 產經新聞. 2017-08-08  [2020-03-14]. （原始内容存档于2020-04-25）.
35. ↑  電気車研究会『令和元年度 鉄道要覧』61頁
36. ↑   (PDF) (新闻稿). 東日本旅客铁道. 2019-03-28  [2019-04-01]. （原始内容存档 (PDF)于2019-03-30）.
37. ↑   (PDF) (新闻稿). 東日本旅客铁道. 2019-12-13  [2019-12-23]. （原始内容存档 (PDF)于2019-12-13）.
38. ↑  . 朝日電視台. 2019年12月14日  [2020年3月14日]. （原始内容存档于2020年4月25日）.
39. ↑   (pdf) (新闻稿). 東海旅客鐵道. 2019-12-13  [2020-03-14]. （原始内容存档 (PDF)于2019-12-13）.
40. ↑  . Mynavi News. Mynavi. 2019-12-15  [2019-12-23]. （原始内容存档于2019-12-17）.
41. ↑  . 磐田市. 2019-12-13  [2020-03-14]. （原始内容存档于2020-04-25）.
42. ↑  . 乗りものニュース. メディア・ヴァーグ. 2020-03-25  [2021-03-26]. （原始内容存档于2021-04-16）.
43. ↑  . 貨物時刻表 平成26年3月ダイヤ改正 (鉄道貨物協会). 2014.